# Championnat d'Europe de football 2016
Navigation
Pologne - Ukraine 2012 Europe 2020
Le championnat d'Europe UEFA de football 2016, communément abrégé en Euro 2016, est la quinzième édition du Championnat d'Europe de football, compétition organisée par l'UEFA et rassemblant les meilleures équipes masculines européennes. Il se déroule en France du 10 juin au 10 juillet 2016. Les matchs d'ouverture et de clôture du tournoi se jouent au Stade de France (Saint-Denis).
Pour la première fois le tournoi réunit 24 équipes, au lieu de 16 précédemment. Des nations ont ainsi obtenu leur premier ticket pour une phase finale grâce à cet élargissement. L'Euro 2016 voit notamment la première apparition de l'Islande et de l'Albanie dans un grand tournoi international ainsi que celles de la Slovaquie, du Pays de Galles et de l'Irlande du Nord à l'Euro. L'Ukraine et l'Autriche ont acquis leur qualification pour la première fois sur le terrain, les deux équipes ayant déjà participé à une édition antérieure en étant qualifiées d'office (pays hôtes). La Belgique, absente du grand rendez-vous continental depuis seize ans et surtout la Hongrie qui a mis fin à une absence de quarante-quatre ans en phase finale de championnat d'Europe et de trente ans de tous grands tournois, sont de retour.
À l'inverse, trois anciens champions d'Europe sont absents : les Pays-Bas, champions d'Europe 1988, finalistes du mondial 2010 et troisièmes du mondial 2014, la Grèce, championne d'Europe 2004 et quart-de-finaliste en 2012, et le Danemark, champion d'Europe 1992. Récent mondialiste en 2014 et tête de série au tirage au sort des éliminatoires, la Bosnie-Herzégovine a également manqué la qualification.
Au premier tour de la compétition à partir du 10 juin, les vingt-quatre formations sont réparties en six groupes de quatre équipes. Les têtes de série sont la France (groupe A), l'Angleterre (groupe B), l'Allemagne (groupe C), l'Espagne (groupe D), la Belgique (groupe E) et le Portugal (groupe F). Les deux premiers de chaque poule ainsi que les quatre meilleurs troisièmes se qualifient pour les huitièmes de finale. À l'issue du premier tour le 22 juin, le tableau des rencontres à élimination directe fait apparaitre dans sa partie basse les cinq champions du monde européens (Allemagne, Italie, Espagne, France et Angleterre). Le 10 juillet 2016, la France et le Portugal s'affrontent en finale après avoir battu en demi-finales respectivement l'Allemagne et le pays de Galles par deux buts à zéro. C'est le Portugal qui s'impose en prolongation sur un but d'Éder à la 109e minute qui offre à son pays son premier titre international. Antoine Griezmann est le meilleur buteur (six buts) et est désigné par l'UEFA meilleur joueur de la compétition.
Le Portugal, vainqueur de l'Euro 2016, participe notamment l'année suivante à la Coupe des confédérations 2017 en Russie, en compagnie de l'équipe locale et de l'Allemagne, championne du monde 2014.

## Désignation du pays organisateur
La désignation du pays organisateur s'est faite en 2010. Quatre candidatures furent déposées le 9 mars 2009 : la France, la Turquie, l'Italie et une candidature commune de la Suède et de la Norvège, qui s'est retirée en décembre. Le 28 mai 2010, la France fut choisie d'une voix contre la Turquie. Elle organise la compétition pour la troisième fois, après les championnats de 1960 et de 1984.
| Fédération candidate | 1er tour (points) | 2e tour (voix) |
| -------------------- | ----------------- | -------------- |
| France               | 43                | 7              |
| Turquie              | 38                | 6              |
| Italie               | 23                | —              |
| Total                | 104               | 13             |

## Nouveau format

### Passage à 24 équipes
Le congrès de l'UEFA réuni à Bordeaux en 2008, a décidé (décret du 26 septembre) de faire passer le nombre d'équipes en phase finale de 16 à 24.
Cette augmentation du nombre de participants entraîne l'instauration d'une quatrième semaine de compétition avec l'ajout de huitièmes de finale, après les 3 matchs de poule du premier tour. En conséquence une équipe qui jouera la finale aura disputé 7 matchs (contre 6 auparavant).
La formule choisie par l'UEFA est analogue aux Coupes du monde qui s'étaient déroulées de 1986 à 1994 : six groupes de quatre équipes, les deux premières qualifiées pour les huitièmes de finale, ainsi que les quatre meilleurs troisièmes.
Ces changements entraînent une augmentation du nombre de rencontres à 51 (contre 31 en 2012) et la durée de la compétition à 31 jours.

### Critiques sur le déséquilibre du tableau final
L'équipe hôte de la compétition (affectée préalablement en position « 1A », hors tirage au sort donc) se trouve favorisée, si elle termine première du groupe A, notamment du fait qu'elle n'aurait pas à rencontrer une nation ayant terminé première de sa poule avant les demi-finales. En raison de la qualification de quatre troisièmes (sur six) pour compléter le tableau, les premiers de certains groupes ont l'avantage de jouer ces équipes repêchées en huitièmes de finale, tandis que d'autres affrontent directement des seconds de poule (comme c'est normalement le cas dans tout tableau équilibré). De même, toujours à ce stade des huitièmes de finale, des seconds de groupe s'affrontent entre eux et évitent ainsi un vainqueur de groupe.
Cependant, cette observation était réalisée dès 2012 par le secrétaire général de l'UEFA, Gianni Infantino, qui qualifiait la formule retenue à 24 équipes comme « pas idéale ».
Dans les faits, les résultats ont conduit à un autre déséquilibre : la partie basse est composée des cinq nations européennes championnes du monde et totalise 22 titres internationaux contre aucun pour la moitié haute, notamment du fait a priori inattendu que l'Angleterre et l'Espagne aient terminé 2e de leur groupe respectif, le pays de Galles et la Croatie qui les ont respectivement devancés partant par conséquent dans le haut du tableau. La presse italienne est notamment très affectée par le « chemin de croix » que devrait prendre sa sélection avant d'arriver en finale.

## Villes et stades
| [[Fichier:France location map-Regions and departements-2016.svg\|300px\|{{#if:\|{{{alt}}}\|Championnat d'Europe de football 2016 est dans la page France.]]Saint-Denis Paris Lens Décines-Charpieu Bordeaux Lille Saint-Étienne Toulouse Marseille Nice Championnat d'Europe de football 2016 (France) |

Pratiquement tous les stades ont été construits ou rénovés pour l'occasion.
Au moment de la candidature française, 12 stades furent pré-sélectionnés pour l'Euro 2016. Le nombre est tombé à 10 à la suite des retraits de Nancy et de Strasbourg. Rennes et Metz ont hésité, mais n'ont pas trouvé les fonds nécessaires. Les nouveaux stades des agglomérations de Lyon, de Lille, de Nice et de Bordeaux n'étaient encore qu'à l'état de projet en 2010.
Le Conseil fédéral de la Fédération française de football annonce le 20 mai 2011 les neuf stades retenus pour la compétition (Saint-Denis, Paris, Marseille, Villeneuve d'Ascq, Décines-Charpieu, Lens, Bordeaux, Nice et Nancy). Le Stadium de Toulouse et le stade Geoffroy-Guichard de Saint-Étienne sont désignés comme stades de réserve. Le 16 juin 2011, le comité exécutif de l'UEFA repêche ces deux stades, justifiant cette décision par l'augmentation du nombre d'équipes participantes, portant à 10 le nombre de stades, et validant ainsi toutes les candidatures.

### Villes non retenues
Le club de Strasbourg étant descendu en National au terme de la saison 2010, le maire a affirmé, le 29 juillet 2010, que la ville n'avait pas les fonds suffisants pour pouvoir rénover le stade de la Meinau.
La ville de Nancy annonce le 2 décembre 2011 n'avoir pas pu trouver de financement pour l'extension du stade Marcel-Picot.
À la suite du retrait des villes de Nancy et Strasbourg, Metz retenta sa chance une seconde fois. La deuxième candidature était en passe d'être la bonne, mais à quelques jours de la décision, le maire de la ville de Metz, Dominique Gros, enterra tout espoir en annonçant son retrait du projet et le rendant financièrement irréalisable. Le Conseil départemental de la Moselle ainsi que le FC Metz ne pouvaient assumer la partie financière de la municipalité.
Rennes, qui avait envisagé une candidature, se retire avant la clôture des inscriptions et ne présente pas le stade de la route de Lorient. En 2013, la ville envisage finalement de revenir sur cette décision, mais la candidature n'est pas compatible avec le cahier des charges de l'UEFA.

### Villes retenues
Le 7 août, un communiqué du Paris SG et de la Ville de Paris indique que la rénovation du Parc des Princes s'effectuera en deux temps ; contrairement à ce qui était attendu, l'augmentation de la capacité du stade interviendra après l'Euro 2016.
Alain Juppé, maire de Bordeaux, est désigné président du club des villes d'accueil le 28 mai 2014. Cette association a pour objectif de « coordonner les activités des dix villes françaises qui vont accueillir des matches du prochain Euro ». Le bureau est constitué de Jean-François Martins (adjoint aux sports et au tourisme de la mairie de Paris), Georges Képénékian (premier adjoint au maire de Lyon), José Cobos (ancien joueur de l'OGC Nice et actuellement délégué auprès du maire de Nice chargé des grands évènements), Richard Miron (adjoint au maire de Marseille chargé des sports) et de Fabienne Soulas (adjointe au maire de Saint-Denis chargée de l'Euro 2016).
Lors du championnat d'Europe, l'UEFA impose des contraintes supplémentaires (sécurité, tribunes présidentielles, loges Presse) plus importantes que lors des compétitions de clubs. Les capacités des stades sont donc abaissées[réf. nécessaire].
| Ville                               | Nom du stade            | Capacité | État          | Coordonnées                       | Rencontres disputées | Rencontres disputées | Rencontres disputées | Rencontres disputées | Rencontres disputées | Rencontres disputées |
| Ville                               | Nom du stade            | Capacité | État          | Coordonnées                       | Groupes              | 1/8                  | 1/4                  | 1/2                  | Finale               | Total                |
| ----------------------------------- | ----------------------- | -------- | ------------- | --------------------------------- | -------------------- | -------------------- | -------------------- | -------------------- | -------------------- | -------------------- |
| Saint-Denis                         | Stade de France         | 80 000   | Rénové        | 48° 55′ 28″ N, 2° 21′ 36″ E       | 4                    | 1                    | 1                    |                      | 1                    | 7                    |
| Marseille                           | Stade Vélodrome         | 67 000   | Rénové        | 43° 16′ 11″ N, 5° 23′ 45″ E       | 4                    |                      | 1                    | 1                    |                      | 6                    |
| Lyon (Décines-Charpieu)             | Parc Olympique lyonnais | 58 000   | Nouveau stade | 45° 45′ 56″ N, 4° 58′ 52″ E       | 4                    | 1                    |                      | 1                    |                      | 6                    |
| Lille Métropole (Villeneuve-d'Ascq) | Stade Pierre-Mauroy     | 50 186   | Nouveau stade | 50° 36′ 43″ N, 3° 07′ 50″ E       | 4                    | 1                    | 1                    |                      |                      | 6                    |
| Paris                               | Parc des Princes        | 45 000   | Rénové        | 48° 50′ 29″ N, 2° 15′ 11″ E       | 4                    | 1                    |                      |                      |                      | 5                    |
| Bordeaux                            | Stade Matmut-Atlantique | 42 000   | Nouveau stade | 44° 53′ 50″ N, 0° 33′ 43″ O       | 4                    |                      | 1                    |                      |                      | 5                    |
| Saint-Étienne                       | Stade Geoffroy-Guichard | 41 500   | Rénové        | 45° 27′ 39″ N, 4° 23′ 24″ E       | 3                    | 1                    |                      |                      |                      | 4                    |
| Lens                                | Stade Bollaert-Delelis  | 35 000   | Rénové        | 50° 25′ 58,26″ N, 2° 48′ 53,47″ E | 3                    | 1                    |                      |                      |                      | 4                    |
| Nice                                | Allianz Riviera         | 35 000   | Nouveau stade | 43° 42′ 25″ N, 7° 11′ 40″ E       | 3                    | 1                    |                      |                      |                      | 4                    |
| Toulouse                            | Stadium de Toulouse     | 33 100   | Rénové        | 43° 34′ 59″ N, 1° 26′ 03″ E       | 3                    | 1                    |                      |                      |                      | 4                    |

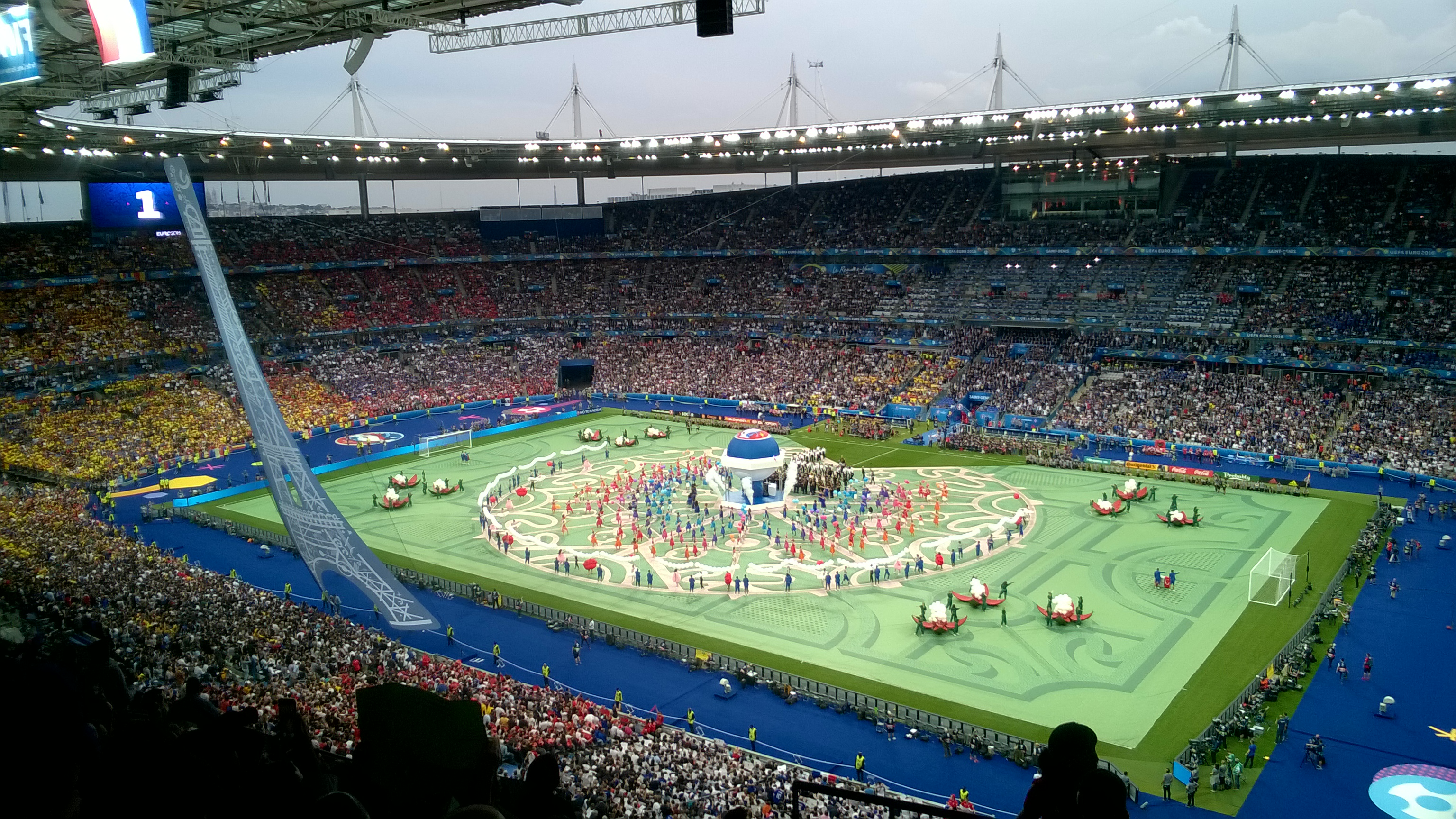
Stade de France (cérémonie d'ouverture).
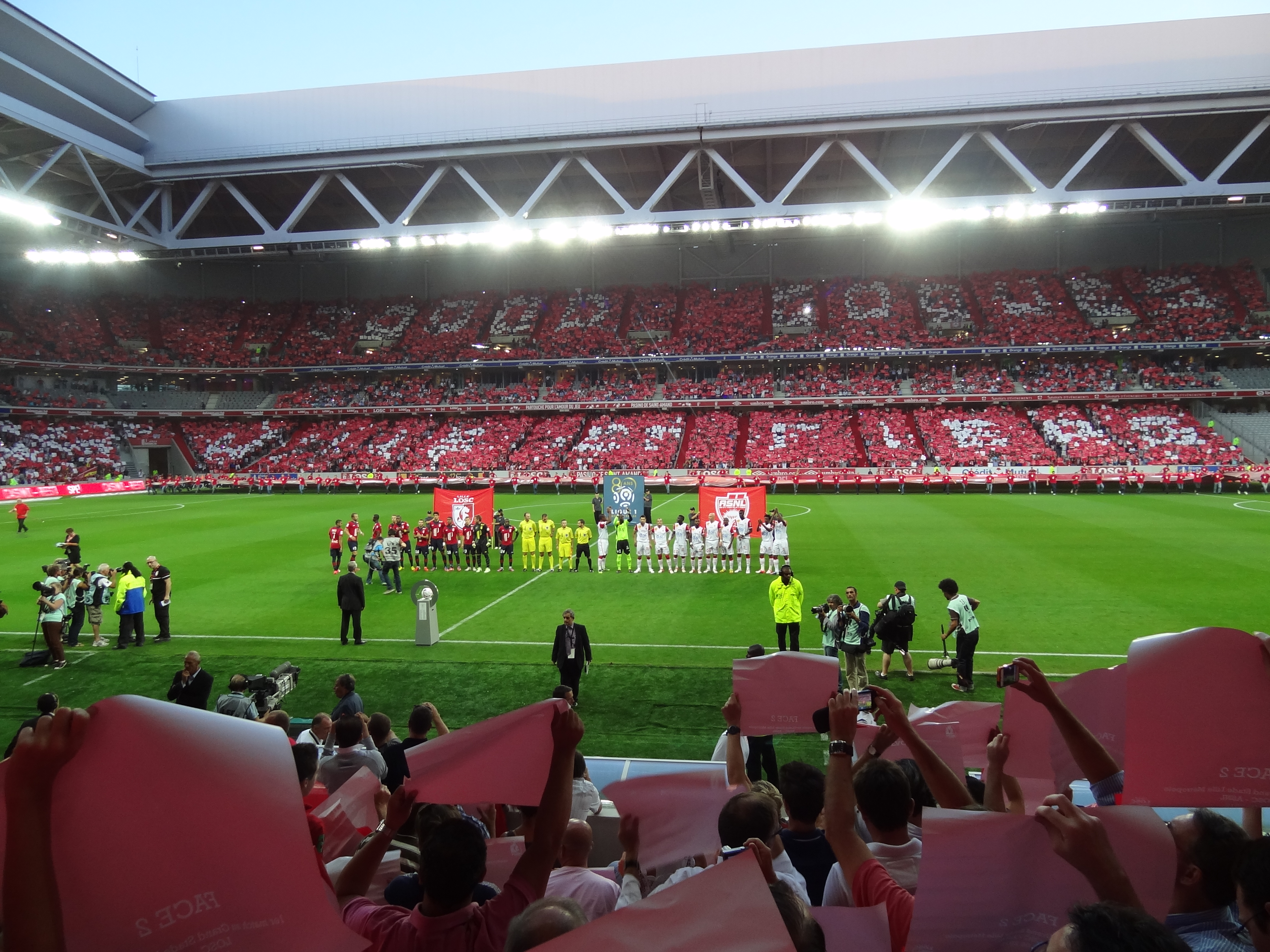
Stade Pierre-Mauroy.
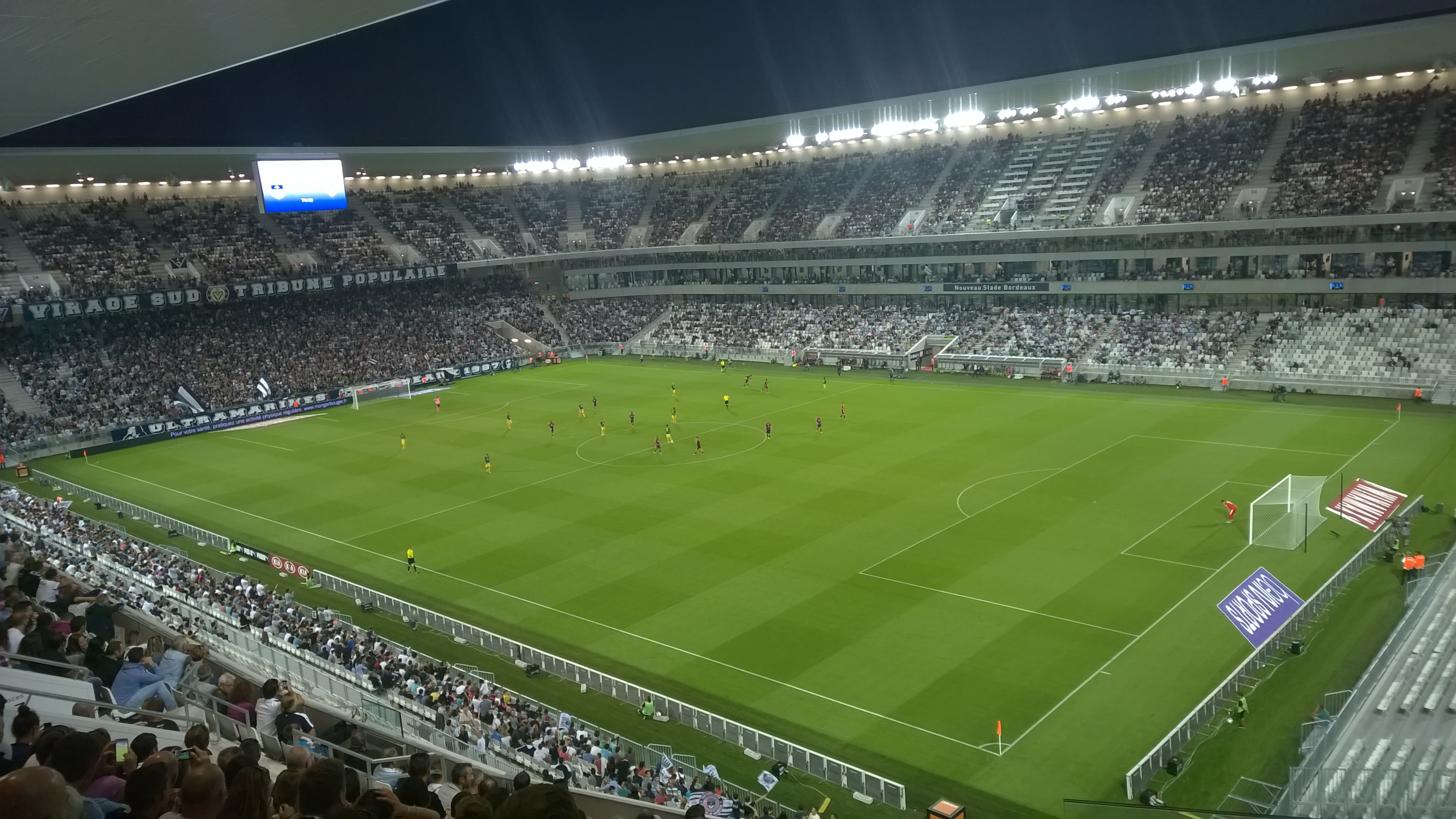
Stade Matmut-Atlantique.
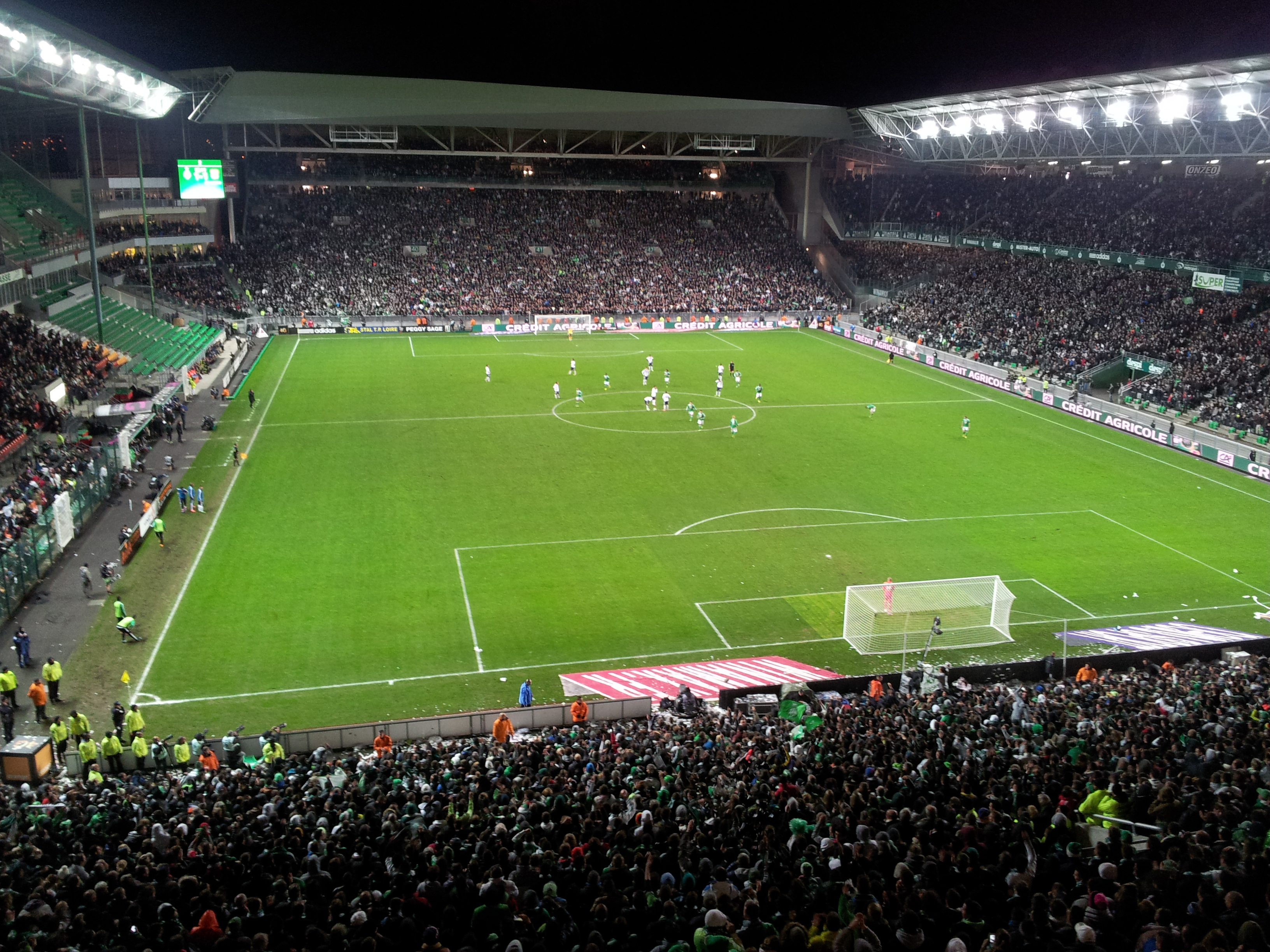
Stade Geoffroy-Guichard.
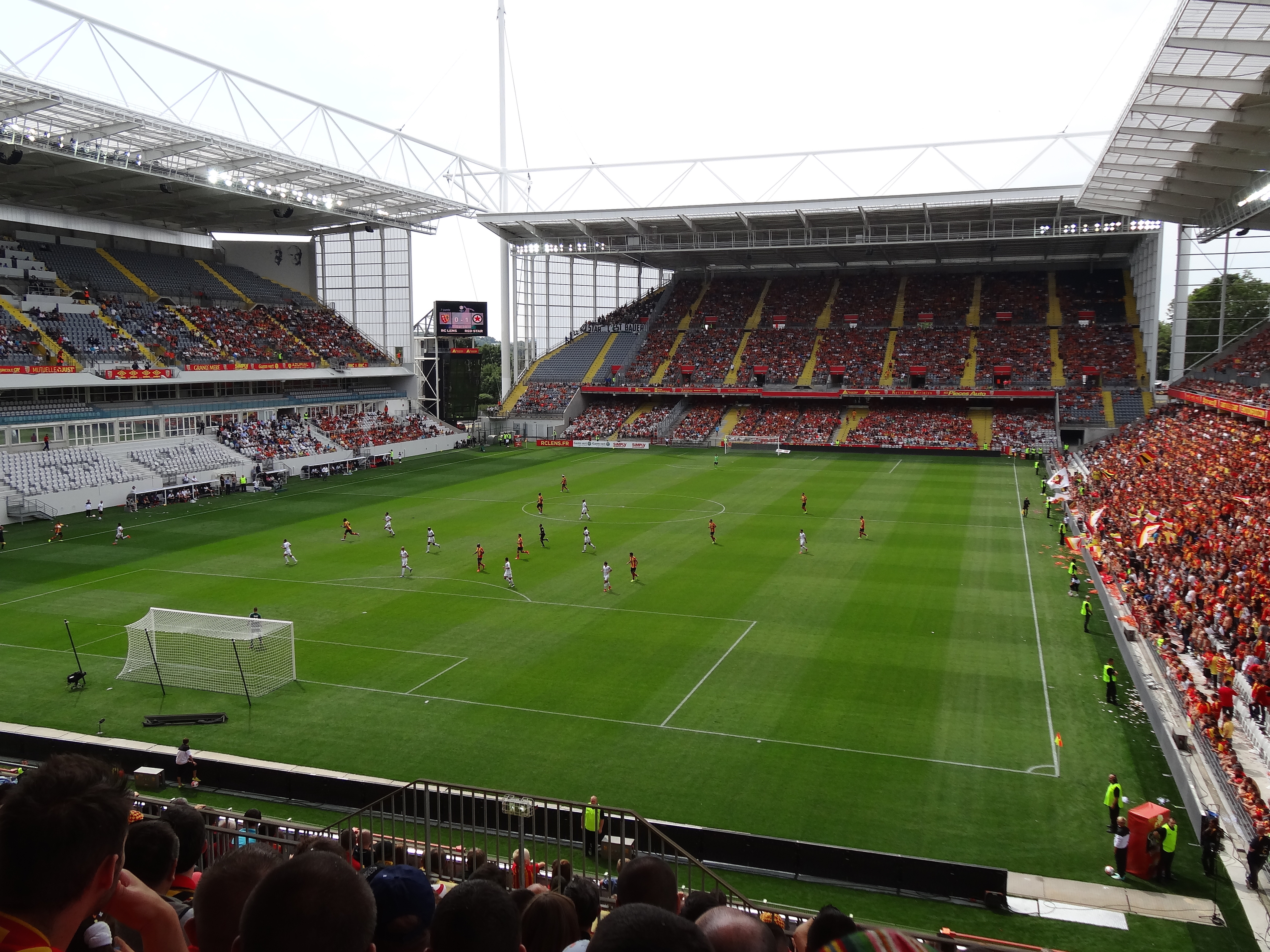
Stade Bollaert-Delelis.
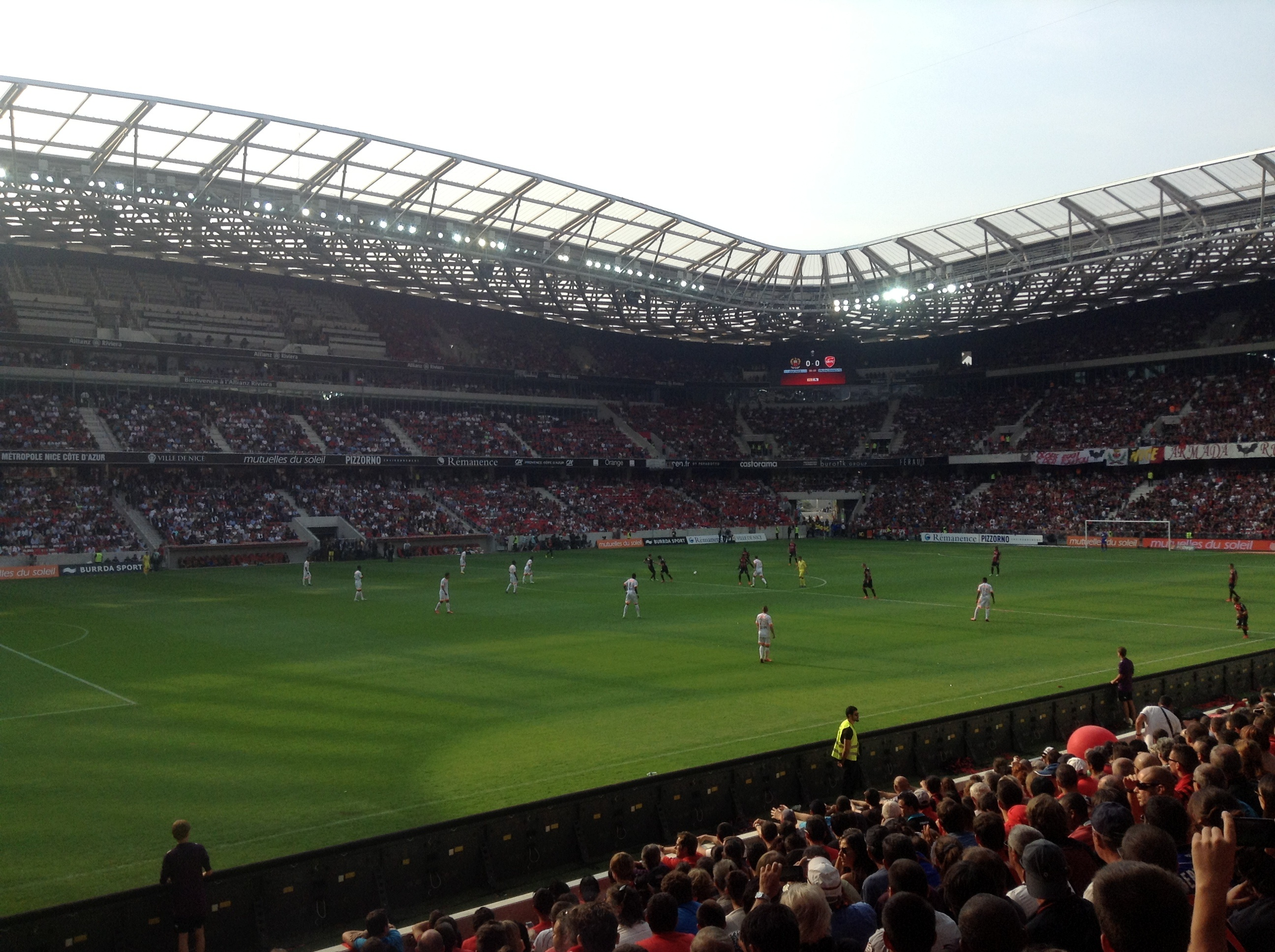
Allianz Riviera.
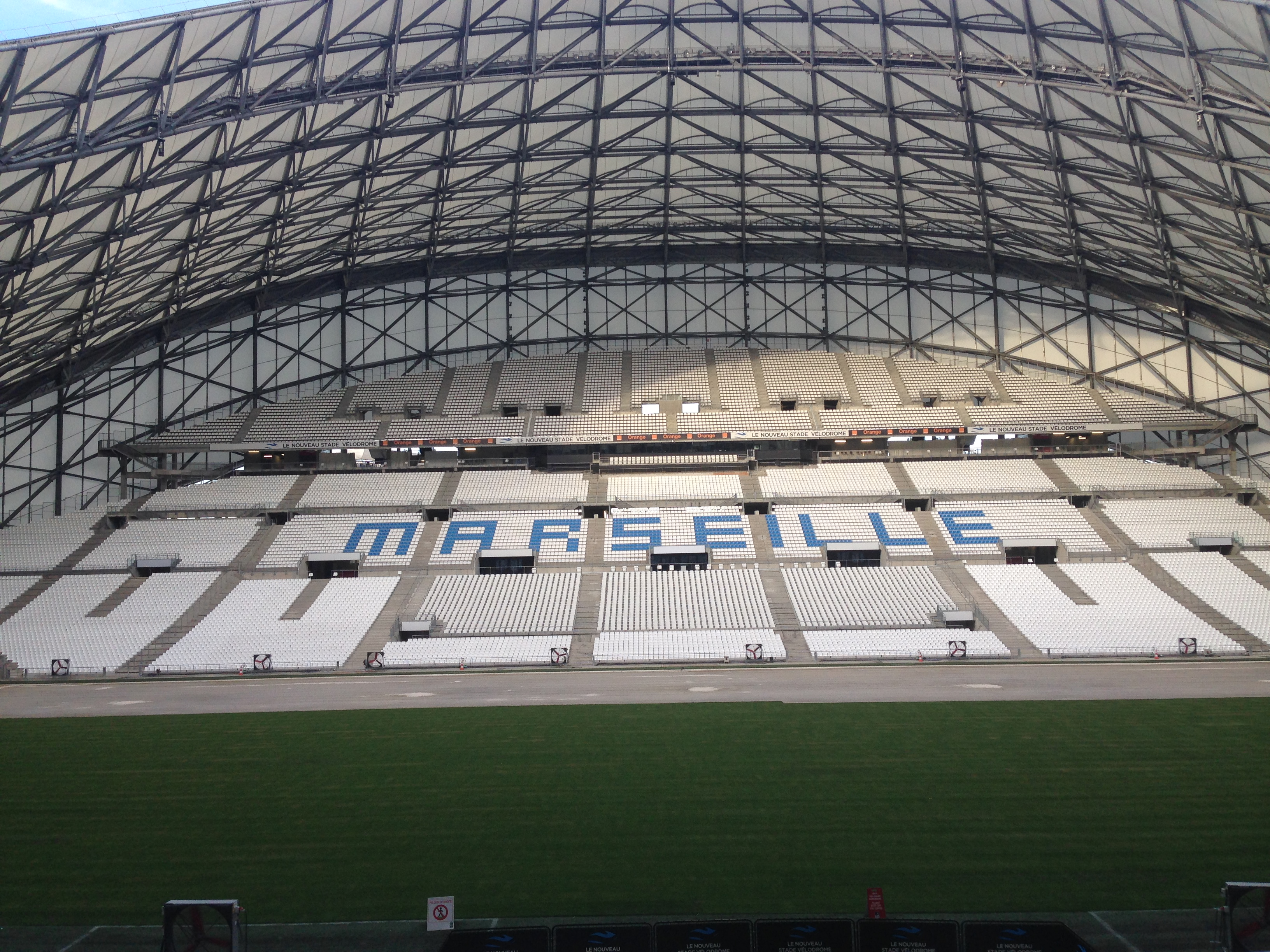
Stade Vélodrome
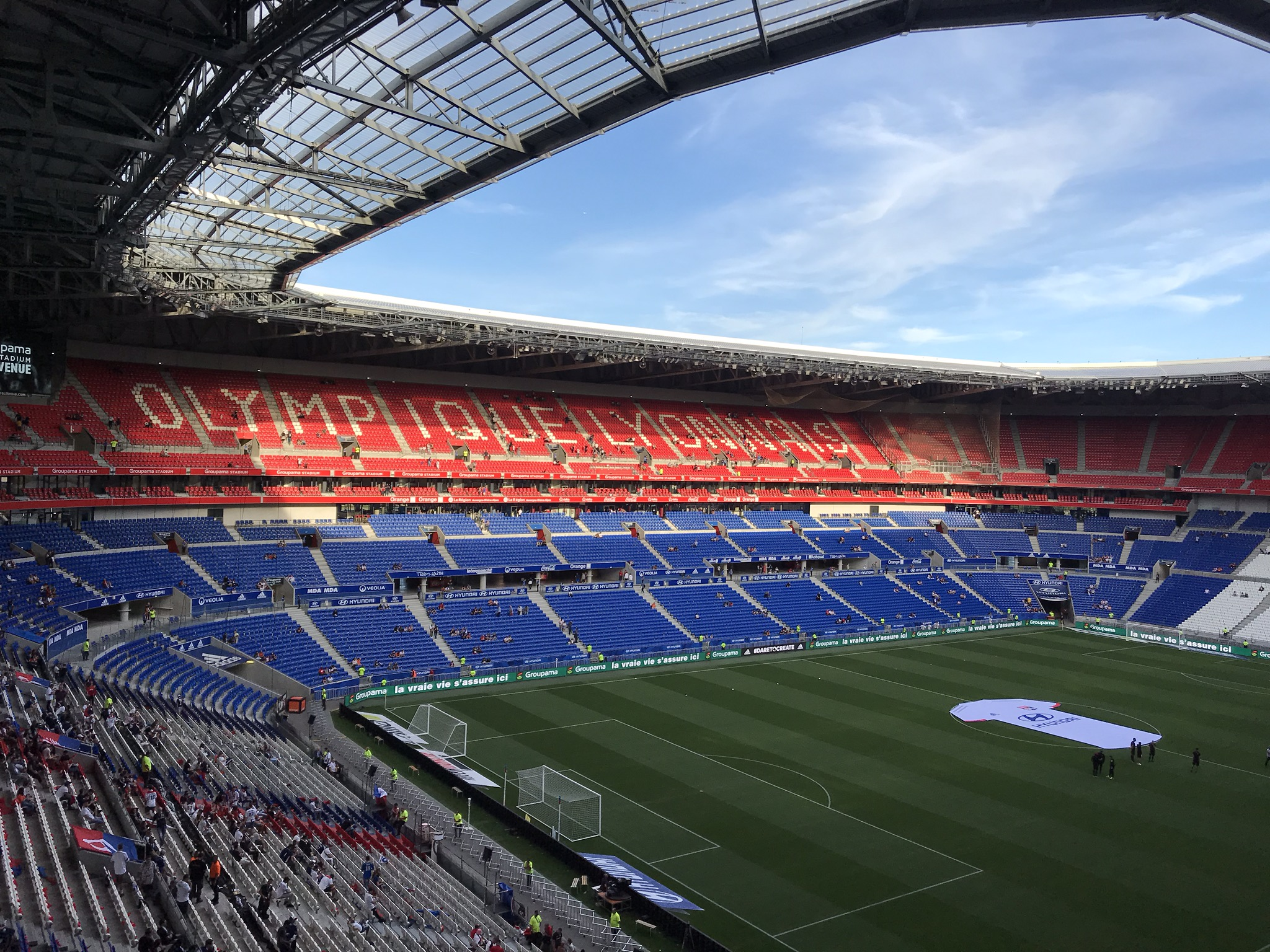
Parc Olympique lyonnais
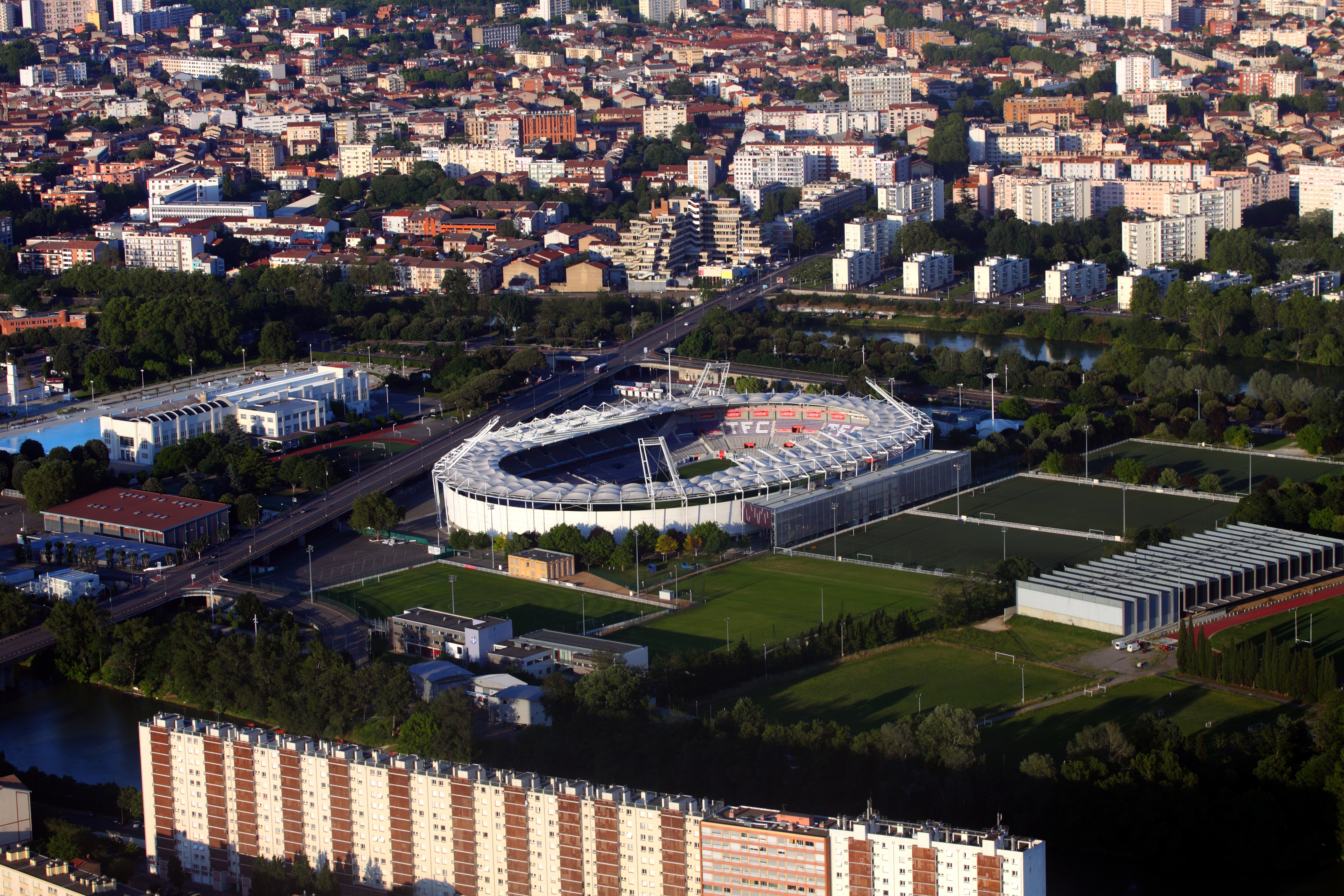
Stadium de Toulouse
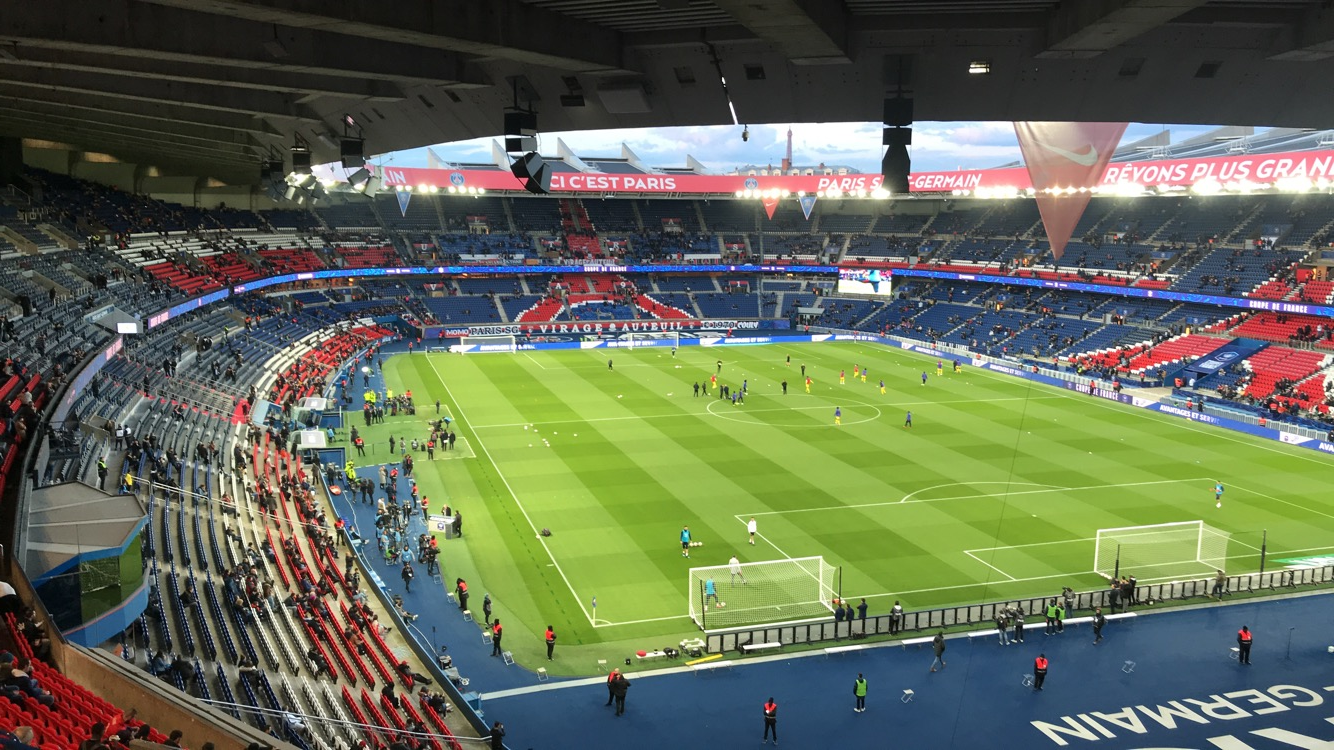
Parc des Princes

## Communication et produits dérivés

### Logotype

Logotype de l'Euro.

Le logotype de l'Euro 2016 est présenté le 26 juin 2013 par Michel Platini, président de l'UEFA, au pavillon Cambon Capucines à Paris. Dans un communiqué, l'UEFA explique que « l'objectif est d'associer la créativité qui caractérise la culture française ainsi que la beauté du football et de donner à l'UEFA Euro 2016 son identité propre. Cela contribue à mettre en valeur le prestige de l'un des plus importants événements sportifs de la planète et lui conférant une identité facilement reconnaissable ». Il est conçu par Brandia Central, agence portugaise déjà chargée du logotype de l'Euro 2012.
Inspiré du thème « Célébrer l'art du football », le design est assez sobre et combine plusieurs mouvements artistiques et différents éléments liés au football. L'élément central du logotype est le trophée Henri Delaunay, créateur de la compétition. Le bleu, le blanc et le rouge, couleurs du drapeau français, se mêlent également à des lignes et des formes délicates afin de produire un style contemporain et sobre,,. De loin, le cercle a l'apparence d'un yin et yang coloré. De près, on voit plutôt apparaître un smiley avec un sourire bleu (l'autre courbe bleue plus haut évoque le cercle central et le poteau de corner), un nez formé par une sorte d'amphore gallo-romaine et des yeux formés par les anses. Enfin, le logotype combine plusieurs mouvements artistiques, pointillisme (deux hexagones rouges et bleu symbolisent la France), art déco, art brut (les rayures), avant-garde (les étoiles qui renvoient plutôt à Jean Cocteau),.

### Slogan
Le slogan est dévoilé à Marseille le 18 octobre 2013. Celui-ci est : « Le Rendez-Vous ». Les organisateurs veulent donner au tournoi, un esprit fédérateur des spectateurs et des acteurs afin de célébrer l'art du football, au plus haut niveau du continent européen. Ce nouveau slogan remplace celui utilisé lors de la campagne de candidature à l'organisation du championnat : « Le Foot comme on l'aime ».

### Chanson officielle
L'artiste qui composera la chanson officielle a été dévoilé le 10 juin 2015 : il s'agit du DJ français mondialement connu David Guetta. Il est l'ambassadeur musical de cet Euro 2016 et a tenu un concert sur le Champ de Mars le 9 juin 2016. À noter, que la cérémonie d'ouverture s'est tenue le 10 juin 2016 au Stade de France (Saint-Denis).
Le titre s'intitule This One's for You et est réalisé en collaboration avec la chanteuse suédoise Zara Larsson. Le titre est dévoilé pour la première fois le 13 mai 2016.

### Mascotte
La mascotte est dévoilée à l'occasion du match amical France-Suède. Il s'agit d'un enfant ayant entre 5 et 12 ans, doté d'une cape et de chaussures volantes, lui permettant d'« aller à la rencontre des autres et rassembler les peuples ». Les précédentes mascottes pour les compétitions se déroulant en France s'appelaient « Péno » (Euro 1984) et « Footix » (France 98).
Pour l'Euro 2016, la fédération propose trois noms qui sont soumis aux votes des supporters : « Goalix » à la consonance gauloise, est dans la continuité de « Footix » ; « Driblou » faisant référence au geste technique ; ou « SuperVictor » comme un superhéros (Victor étant un prénom dont la racine latine est celle des mots « vainqueur » et « victoire »),.
La mascotte s'appellera finalement Super Victor. « Ce nom, international, symbolise d’une part la victoire, et d’autre part les superhéros, commente le comité organisateur. Le petit garçon a en effet lui-même des super-pouvoirs grâce à sa cape et ses chaussures magiques lui permettant de voler, d’être un petit génie du football et de créer un peu de magie autour de lui. »

### Ballon

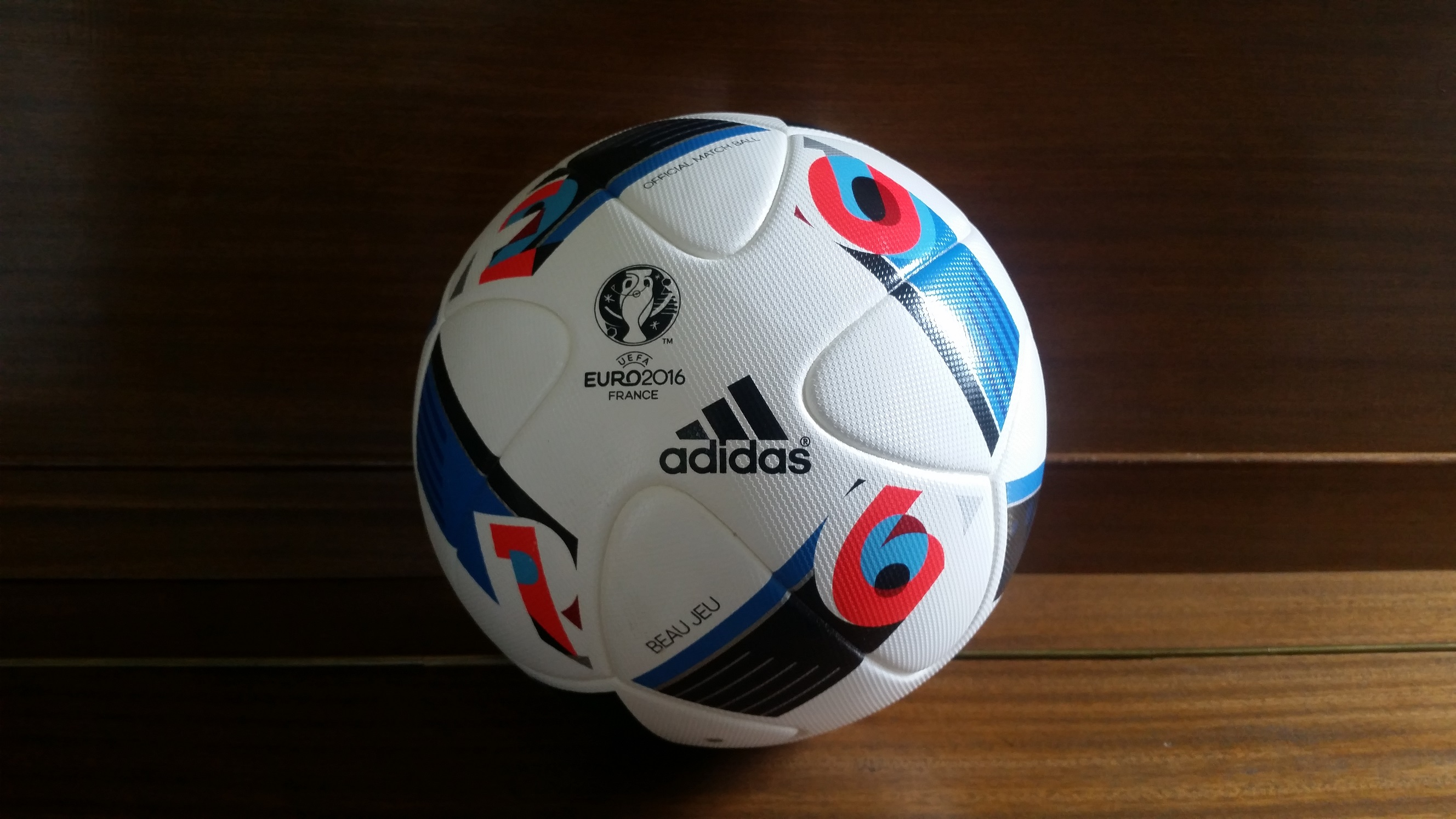
Beau Jeu, le ballon officiel de l'Euro 2016

Le ballon officiel, baptisé « Beau Jeu », a été dévoilé par Zinédine Zidane sur son compte Instagram le 12 novembre 2015.
À partir des huitièmes de finale, un nouveau ballon est utilisé, pour la première fois dans l'histoire de la compétition : « Fracas ». Il ne s'agit cependant pas d'une évolution technologique, mais simplement de graphismes différents.

### Billetterie
Les billets sont mis en vente à partir du 10 juin 2015 avec une procédure de tirage au sort des demandes. Les billets les moins chers sont au prix de 25 euros.
Une exception demeure toutefois pour le match d'ouverture puisque les prix sont respectivement de 595, 395, 195 et 75 €, selon les catégories.
| Prix des billets    | Catégorie 4 | Catégorie 3 | Catégorie 2 | Catégorie 1 |
| ------------------- | ----------- | ----------- | ----------- | ----------- |
| Matches de groupe   | 25 €        | 55 €        | 105 €       | 145 €       |
| Huitièmes de finale | 25 €        | 55 €        | 105 €       | 145 €       |
| Quarts de finale    | 45 €        | 85 €        | 135 €       | 195 €       |
| Demi-finales        | 65 €        | 165 €       | 295 €       | 495 €       |
| Match d'ouverture   | 75 €        | 195 €       | 395 €       | 595 €       |
| Finale              | 85 €        | 295 €       | 595 €       | 895 €       |

- Catégorie 1 : Position centrale
- Catégorie 2 : Principalement dans les virages
- Catégorie 3 : Derrière les buts, au niveau intermédiaire, et dans les virages
- Catégorie 4 : Derrière les buts, au niveau inférieur ou supérieur selon le stade

## Éliminatoires
Le tirage au sort des éliminatoires a lieu le dimanche 23 février 2014 à l'Acropolis de Nice. La phase de groupes débute le 7 septembre 2014 et se conclut le 13 octobre 2015. Les barrages en rencontres aller-retour sont disputés en novembre 2015, du 12 au 14 pour l'aller, et du 15 au 17 pour le retour.
Il s'agit de la première compétition officielle depuis l'admission à l'UEFA de Gibraltar.
Au total, 53 équipes se sont disputé 23 places qualificatives. Elles ont été réparties en neuf groupes (huit groupes de six et un groupe de cinq, celui de la France, sans que ses matches n'entrent en compte dans le classement). 19 places qualificatives sont distribuées aux neuf vainqueurs de groupe, aux neuf deuxièmes et au meilleur troisième. Pour déterminer le meilleur troisième, les rencontres contre l'équipe en sixième position ne sont pas prises en compte. Les quatre autres places sont distribuées en barrages, entre les huit autres troisièmes.

### Résultats par groupe de qualification
| Groupe A                     | Groupe B                | Groupe C                                 | Groupe D                 | Groupe E                     | Groupe F                  | Groupe G                          | Groupe H                   | Groupe I         |
| ---------------------------- | ----------------------- | ---------------------------------------- | ------------------------ | ---------------------------- | ------------------------- | --------------------------------- | -------------------------- | ---------------- |
| Tchéquie Islande Turquie     | Belgique Pays de Galles | Espagne Slovaquie                        | Allemagne Pologne        | Angleterre Suisse            | Irlande du Nord Roumanie  | Autriche Russie                   | Italie Croatie             | Portugal Albanie |
|                              |                         | Ukraine                                  | République d'Irlande     |                              | Hongrie                   | Suède                             |                            |                  |
|                              | Bosnie-Herzégovine      |                                          |                          | Slovénie                     |                           |                                   | Norvège                    | Danemark         |
| Pays-Bas Kazakhstan Lettonie | Israël Chypre Andorre   | Biélorussie Luxembourg Macédoine du Nord | Écosse Géorgie Gibraltar | Estonie Lituanie Saint-Marin | Finlande Îles Féroé Grèce | Monténégro Liechtenstein Moldavie | Bulgarie Azerbaïdjan Malte | Serbie Arménie   |

- Sélection directement qualifiée.
- Sélection qualifiée via les barrages.
- Sélection éliminée en barrages.
- Sélection directement éliminée.

Cinq équipes se qualifient pour la première fois : la Slovaquie, l'Albanie, l'Islande, le Pays de Galles et l'Irlande du Nord. En outre, deux anciens pays co-organisateurs, l'Autriche et l'Ukraine, se qualifient pour la première fois sur le terrain.
Les grands absents sont les Pays-Bas, le Danemark et la Grèce, vainqueurs respectivement des Euro 1988, 1992 et 2004, les Pays-Bas et la Grèce ayant en outre été têtes de série au moment du tirage au sort des éliminatoires. La Bulgarie, la Lettonie, la Norvège, l'Écosse et la Serbie, présentes lors de précédentes éditions, ne se sont pas qualifiées non plus.

## Acteurs de l'Euro

### Qualifiés
| Pays                                 | Date de qualification                          | Participations au tournoi final                                       | Meilleur résultat (en tournoi final uniquement)  | Dernière participation (résultat obtenu) |
| ------------------------------------ | ---------------------------------------------- | --------------------------------------------------------------------- | ------------------------------------------------ | ---------------------------------------- |
| France PO Organisateur               | Désignation le 28 mai 2010 (qualifié d'office) | +08, 1960, 1984, 1992, 1996, 2000, 2004, 2008, 2012                   | Vainqueur (2) · 1984, 2000                       | 2012 (Quart-de-finaliste)                |
| Angleterre Groupe E - 1re place      | 5 septembre 2015                               | +8, 1968, 1980, 1988, 1992, 1996, 2000, 2004, 2012                    | Demi-finaliste (2) · 1968 (3e ), 1996            | 2012 (quart-de-finaliste)                |
| Islande Groupe A - 2e place          | 6 septembre 2015                               | +0, Première apparition                                               | -                                                | -                                        |
| Tchéquie Groupe A - 1re place        | 6 septembre 2015                               | 5 1996, 2000, 2004, 2008, 2012                                        | Finaliste (1) · 1996                             | 2012 (quart-de-finaliste)                |
| Autriche Groupe G - 1re place        | 8 septembre 2015                               | +1, 2008                                                              | 1er tour 2008                                    | 2008 (1er tour)                          |
| Irlande du Nord Groupe F - 1re place | 8 octobre 2015                                 | +0, Première apparition                                               | -                                                | -                                        |
| Portugal Groupe I - 1re place        | 8 octobre 2015                                 | +6, 1984, 1996, 2000, 2004, 2008, 2012                                | Finaliste (1) · 2004                             | 2012 (Demi-finaliste)                    |
| Espagne T Groupe C - 1re place       | 9 octobre 2015                                 | +9, 1964, 1980, 1984, 1988, 1996, 2000, 2004, 2008, 2012              | Vainqueur (3) · 1964, 2008, 2012                 | 2012 (Vainqueur)                         |
| Suisse Groupe E - 2e place           | 9 octobre 2015                                 | +3, 1996, 2004, 2008                                                  | 1er tour (3) 1996, 2004, 2008                    | 2008 (1er tour)                          |
| Italie Groupe H - 1re place          | 10 octobre 2015                                | +8, 1968, 1980, 1988, 1996, 2000, 2004, 2008, 2012                    | Vainqueur (1) · 1968                             | 2012 (Finaliste)                         |
| Belgique Groupe B - 1re place        | 10 octobre 2015                                | +4, 1972, 1980, 1984, 2000                                            | Finaliste (1) · 1980                             | 2000 (1er tour)                          |
| Pays de Galles Groupe B - 2e place   | 10 octobre 2015                                | +0, Première apparition                                               | -                                                | -                                        |
| Roumanie Groupe F - 2e place         | 11 octobre 2015                                | +4, 1984, 1996, 2000, 2008                                            | Quart-de-finaliste (2) 1984 (gr. 1er tour), 2000 | 2008 (1er tour)                          |
| Albanie Groupe I - 2e place          | 11 octobre 2015                                | +0, Première apparition                                               | -                                                | -                                        |
| Allemagne Groupe D - 1re place       | 11 octobre 2015                                | +11, 1972, 1976, 1980, 1984, 1988, 1992, 1996, 2000, 2004, 2008, 2012 | Vainqueur (3) · 1972, 1980, 1996                 | 2012 (Demi-finaliste)                    |
| Pologne Groupe D - 2e place          | 11 octobre 2015                                | +2, 2008, 2012                                                        | 1er tour (2) 2008, 2012                          | 2012 (1er tour)                          |
| Russie Groupe G - 2e place           | 12 octobre 2015                                | 4 1996, 2004, 2008, 2012                                              | Demi-finaliste (1) 2008                          | 2012 (1er tour)                          |
| Slovaquie Groupe C - 2e place        | 12 octobre 2015                                | +0, Première apparition (en tant que nation indépendante)             | -                                                | -                                        |
| Croatie Groupe H - 2e place          | 13 octobre 2015                                | +4, 1996, 2004, 2008, 2012                                            | Quart-de-finaliste (2) 1996, 2008                | 2012 (1er tour)                          |
| Turquie Meilleur 3e - Groupe A       | 13 octobre 2015                                | +3, 1996, 2000, 2008                                                  | Demi-finaliste (1) 2008                          | 2008 (Demi-finaliste)                    |
| Hongrie Barragiste                   | 15 novembre 2015                               | +2, 1964, 1972                                                        | Demi-finaliste (2) · 1964 (3e ), 1972            | 1972 (Demi-finaliste)                    |
| République d'Irlande Barragiste      | 16 novembre 2015                               | +2, 1988, 2012                                                        | Quart de finaliste (gr. 1er tour) (1) 1988       | 2012 (1er tour)                          |
| Ukraine Barragiste                   | 17 novembre 2015                               | +1, 2012                                                              | 1er tour 2012                                    | 2012 (1er tour)                          |
| Suède Barragiste                     | 17 novembre 2015                               | +5, 1992, 2000, 2004, 2008, 2012                                      | Demi-finaliste (1) 1992                          | 2012 (1er tour)                          |

Légende :

PO : Pays Organisateur

T : Tenant du titre

### Camps de base
Dès le 5 septembre 2014, la société organisatrice de la compétition, EURO 2016 SAS, propose un site internet à destination des fédérations de l'UEFA cataloguant 66 sites retenus comme potentiels camps de base (regroupant un terrain d'entrainement et un hôtel de qualité, tout en étant faciles d'accès de et vers les stades de la compétition).
| Équipe          | Camp de base                                     | Maps |
| --------------- | ------------------------------------------------ | --- |
| Albanie         | Perros-Guirec                                    | [[Fichier:France location map-Regions and departements-2016.svg\|360px\|{{#if:\|{{{alt}}}\|Championnat d'Europe de football 2016 est dans la page France.]] Répartition des camps de base des équipes et des stades.                      |
| Allemagne       | Évian-les-Bains                                  | [[Fichier:France location map-Regions and departements-2016.svg\|360px\|{{#if:\|{{{alt}}}\|Championnat d'Europe de football 2016 est dans la page France.]] Répartition des camps de base des équipes et des stades.                      |
| Angleterre      | Chantilly                                        | [[Fichier:France location map-Regions and departements-2016.svg\|360px\|{{#if:\|{{{alt}}}\|Championnat d'Europe de football 2016 est dans la page France.]] Répartition des camps de base des équipes et des stades.                      |
| Autriche        | Mallemort                                        | [[Fichier:France location map-Regions and departements-2016.svg\|360px\|{{#if:\|{{{alt}}}\|Championnat d'Europe de football 2016 est dans la page France.]] Répartition des camps de base des équipes et des stades.                      |
| Belgique        | Bordeaux / Le Pian-Médoc                         | [[Fichier:France location map-Regions and departements-2016.svg\|360px\|{{#if:\|{{{alt}}}\|Championnat d'Europe de football 2016 est dans la page France.]] Répartition des camps de base des équipes et des stades.                      |
| Croatie         | Deauville                                        | [[Fichier:France location map-Regions and departements-2016.svg\|360px\|{{#if:\|{{{alt}}}\|Championnat d'Europe de football 2016 est dans la page France.]] Répartition des camps de base des équipes et des stades.                      |
| Espagne         | Saint-Martin-de-Ré / Sainte-Marie-de-Ré          | [[Fichier:France location map-Regions and departements-2016.svg\|360px\|{{#if:\|{{{alt}}}\|Championnat d'Europe de football 2016 est dans la page France.]] Répartition des camps de base des équipes et des stades.                      |
| France          | Clairefontaine-en-Yvelines                       | [[Fichier:France location map-Regions and departements-2016.svg\|360px\|{{#if:\|{{{alt}}}\|Championnat d'Europe de football 2016 est dans la page France.]] Répartition des camps de base des équipes et des stades.                      |
| Hongrie         | Tourrettes                                       | [[Fichier:France location map-Regions and departements-2016.svg\|360px\|{{#if:\|{{{alt}}}\|Championnat d'Europe de football 2016 est dans la page France.]] Répartition des camps de base des équipes et des stades.                      |
| Irlande         | Versailles                                       | [[Fichier:France location map-Regions and departements-2016.svg\|360px\|{{#if:\|{{{alt}}}\|Championnat d'Europe de football 2016 est dans la page France.]] Répartition des camps de base des équipes et des stades.                      |
| Irlande du Nord | Saint-Georges-de-Reneins / Saint-Jean-d'Ardières | [[Fichier:France location map-Regions and departements-2016.svg\|360px\|{{#if:\|{{{alt}}}\|Championnat d'Europe de football 2016 est dans la page France.]] Répartition des camps de base des équipes et des stades.                      |
| Islande         | Annecy-le-Vieux                                  | [[Fichier:France location map-Regions and departements-2016.svg\|360px\|{{#if:\|{{{alt}}}\|Championnat d'Europe de football 2016 est dans la page France.]] Répartition des camps de base des équipes et des stades.                      |
| Italie          | Grammont / Montpellier                           | [[Fichier:Ile-de-France_region_location_map.svg\|360px\|{{#if:\|{{{alt}}}\|Championnat d'Europe de football 2016 est dans la page Île-de-France.]] Détail de la répartition des camps de base des équipes et des stades en Île-de-France. |
| Pays de Galles  | Dinard                                           | [[Fichier:Ile-de-France_region_location_map.svg\|360px\|{{#if:\|{{{alt}}}\|Championnat d'Europe de football 2016 est dans la page Île-de-France.]] Détail de la répartition des camps de base des équipes et des stades en Île-de-France. |
| Pologne         | La Baule-Escoublac                               | [[Fichier:Ile-de-France_region_location_map.svg\|360px\|{{#if:\|{{{alt}}}\|Championnat d'Europe de football 2016 est dans la page Île-de-France.]] Détail de la répartition des camps de base des équipes et des stades en Île-de-France. |
| Portugal        | Linas / Marcoussis                               | [[Fichier:Ile-de-France_region_location_map.svg\|360px\|{{#if:\|{{{alt}}}\|Championnat d'Europe de football 2016 est dans la page Île-de-France.]] Détail de la répartition des camps de base des équipes et des stades en Île-de-France. |
| Roumanie        | Orry-la-Ville                                    | [[Fichier:Ile-de-France_region_location_map.svg\|360px\|{{#if:\|{{{alt}}}\|Championnat d'Europe de football 2016 est dans la page Île-de-France.]] Détail de la répartition des camps de base des équipes et des stades en Île-de-France. |
| Russie          | Croissy-sur-Seine / Rueil-Malmaison              | [[Fichier:Ile-de-France_region_location_map.svg\|360px\|{{#if:\|{{{alt}}}\|Championnat d'Europe de football 2016 est dans la page Île-de-France.]] Détail de la répartition des camps de base des équipes et des stades en Île-de-France. |
| Slovaquie       | Vichy                                            | [[Fichier:Ile-de-France_region_location_map.svg\|360px\|{{#if:\|{{{alt}}}\|Championnat d'Europe de football 2016 est dans la page Île-de-France.]] Détail de la répartition des camps de base des équipes et des stades en Île-de-France. |
| Suède           | Saint-Nazaire / Pornichet                        | [[Fichier:Ile-de-France_region_location_map.svg\|360px\|{{#if:\|{{{alt}}}\|Championnat d'Europe de football 2016 est dans la page Île-de-France.]] Détail de la répartition des camps de base des équipes et des stades en Île-de-France. |
| Suisse          | Juvignac / Montpellier                           | [[Fichier:Ile-de-France_region_location_map.svg\|360px\|{{#if:\|{{{alt}}}\|Championnat d'Europe de football 2016 est dans la page Île-de-France.]] Détail de la répartition des camps de base des équipes et des stades en Île-de-France. |
| Tchéquie        | Tours                                            | [[Fichier:Ile-de-France_region_location_map.svg\|360px\|{{#if:\|{{{alt}}}\|Championnat d'Europe de football 2016 est dans la page Île-de-France.]] Détail de la répartition des camps de base des équipes et des stades en Île-de-France. |
| Turquie         | Saint-Cyr-sur-Mer                                | [[Fichier:Ile-de-France_region_location_map.svg\|360px\|{{#if:\|{{{alt}}}\|Championnat d'Europe de football 2016 est dans la page Île-de-France.]] Détail de la répartition des camps de base des équipes et des stades en Île-de-France. |
| Ukraine         | Aix-en-Provence                                  | [[Fichier:Ile-de-France_region_location_map.svg\|360px\|{{#if:\|{{{alt}}}\|Championnat d'Europe de football 2016 est dans la page Île-de-France.]] Détail de la répartition des camps de base des équipes et des stades en Île-de-France. |

### Arbitres
Le 15 décembre 2015, l'UEFA désigne les dix-huit arbitres qui vont officier lors du championnat d'Europe 2016.
- Martin Atkinson
- Felix Brych
- Cüneyt Çakır
- Mark Clattenburg
- William Collum
- Jonas Eriksson
- Ovidiu Hațegan
- Sergueï Karassiov
- Viktor Kassai
- Pavel Královec
- Björn Kuipers
- Szymon Marciniak
- Milorad Mažić
- Svein Oddvar Moen
- Nicola Rizzoli
- Damir Skomina
- Clément Turpin
- Carlos Velasco Carballo

### Calendrier des rencontres
| Dates               | Dates               | 10   | 11   | 12   | 13   | 14   | 15   | 16   | 17   | 18   | 19   | 20   | 21   | 22   | 23   | 24   | 25   | 26   | 27   | 28   | 29   | 30   | 1er     | 2       | 3       | 4       | 5       | 6       | 7       | 8       | 9       | 10      |
| Dates               | Dates               | juin | juin | juin | juin | juin | juin | juin | juin | juin | juin | juin | juin | juin | juin | juin | juin | juin | juin | juin | juin | juin | juillet | juillet | juillet | juillet | juillet | juillet | juillet | juillet | juillet | juillet |
| ------------------- | ------------------- | ---- | ---- | ---- | ---- | ---- | ---- | ---- | ---- | ---- | ---- | ---- | ---- | ---- | ---- | ---- | ---- | ---- | ---- | ---- | ---- | ---- | ------- | ------- | ------- | ------- | ------- | ------- | ------- | ------- | ------- | ------- |
| Groupe A            | Groupe A            | 1    | 1    |      |      |      | 2    |      |      |      | 2    |      |      |      |      |      |      |      |      |      |      |      |         |         |         |         |         |         |         |         |         |         |
| Groupe B            | Groupe B            |      | 2    |      |      |      | 1    | 1    |      |      |      | 2    |      |      |      |      |      |      |      |      |      |      |         |         |         |         |         |         |         |         |         |         |
| Groupe C            | Groupe C            |      |      | 2    |      |      |      | 2    |      |      |      |      | 2    |      |      |      |      |      |      |      |      |      |         |         |         |         |         |         |         |         |         |         |
| Groupe D            | Groupe D            |      |      | 1    | 1    |      |      |      | 2    |      |      |      | 2    |      |      |      |      |      |      |      |      |      |         |         |         |         |         |         |         |         |         |         |
| Groupe E            | Groupe E            |      |      |      | 2    |      |      |      | 1    | 1    |      |      |      | 2    |      |      |      |      |      |      |      |      |         |         |         |         |         |         |         |         |         |         |
| Groupe F            | Groupe F            |      |      |      |      | 2    |      |      |      | 2    |      |      |      | 2    |      |      |      |      |      |      |      |      |         |         |         |         |         |         |         |         |         |         |
| Huitièmes de finale | Huitièmes de finale |      |      |      |      |      |      |      |      |      |      |      |      |      |      |      | 3    | 3    | 2    |      |      |      |         |         |         |         |         |         |         |         |         |         |
| Quarts de finale    | Quarts de finale    |      |      |      |      |      |      |      |      |      |      |      |      |      |      |      |      |      |      |      |      | 1    | 1       | 1       | 1       |         |         |         |         |         |         |         |
| Demi-finales        | Demi-finales        |      |      |      |      |      |      |      |      |      |      |      |      |      |      |      |      |      |      |      |      |      |         |         |         |         |         | 1       | 1       |         |         |         |
| Finale              | Finale              |      |      |      |      |      |      |      |      |      |      |      |      |      |      |      |      |      |      |      |      |      |         |         |         |         |         |         |         |         |         | 1       |

- Nombre de matchs disputés par journée

## 1ertour(phase de groupes)

### Tirage au sort
Le tirage au sort de la phase finale de l'Euro 2016 a lieu le 12 décembre 2015 à 18 h au Palais des congrès de Paris.
La France, pays organisateur, est la seule à connaitre son affectation de groupe au tirage (A1).
Légende :

PO : Pays organisateur
T : Tenant du titre
Répartition des équipes avant le tirage au sort,
| Équipe     | Coeff  |
| ---------- | ------ |
| France PO  | 33,599 |
| Espagne T  | 37,962 |
| Allemagne  | 40,236 |
| Angleterre | 35,963 |
| Portugal   | 35,138 |
| Belgique   | 34,442 |

| Équipe   | Coeff  |
| -------- | ------ |
| Italie   | 34,345 |
| Russie   | 31,345 |
| Suisse   | 31,254 |
| Autriche | 30,932 |
| Croatie  | 30,642 |
| Ukraine  | 30,313 |

| Équipe    | Coeff  |
| --------- | ------ |
| Tchéquie  | 29,403 |
| Suède     | 29,028 |
| Pologne   | 28,306 |
| Roumanie  | 28,038 |
| Slovaquie | 27,171 |
| Hongrie   | 27,142 |

| Équipe               | Coeff  |
| -------------------- | ------ |
| Turquie              | 27,033 |
| République d'Irlande | 26,902 |
| Islande              | 25,388 |
| Pays de Galles       | 24,521 |
| Albanie              | 23,216 |
| Irlande du Nord      | 22,961 |

#### Groupes
| Équipe   | Classement | Classement |
| Équipe   | déc.       | juin       |
| -------- | ---------- | ---------- |
| France   | 25         | 17         |
| Roumanie | 16         | 22         |
| Albanie  | 38         | 42         |
| Suisse   | 12         | 15         |

| Équipe         | Classement | Classement |
| Équipe         | déc.       | juin       |
| -------------- | ---------- | ---------- |
| Angleterre     | 9          | 11         |
| Russie         | 24         | 29         |
| Pays de Galles | 17         | 26         |
| Slovaquie      | 26         | 24         |

| Équipe          | Classement | Classement |
| Équipe          | déc.       | juin       |
| --------------- | ---------- | ---------- |
| Allemagne       | 4          | 4          |
| Ukraine         | 29         | 19         |
| Pologne         | 34         | 27         |
| Irlande du Nord | 30         | 25         |

| Équipe   | Classement | Classement |
| Équipe   | déc.       | juin       |
| -------- | ---------- | ---------- |
| Espagne  | 3          | 6          |
| Tchéquie | 26         | 30         |
| Turquie  | 21         | 18         |
| Croatie  | 18         | 27         |

| Équipe               | Classement | Classement |
| Équipe               | déc.       | juin       |
| -------------------- | ---------- | ---------- |
| Belgique             | 1          | 2          |
| Italie               | 15         | 12         |
| République d'Irlande | 31         | 33         |
| Suède                | 35         | 35         |

| Équipe   | Classement | Classement |
| Équipe   | déc.       | juin       |
| -------- | ---------- | ---------- |
| Portugal | 7          | 8          |
| Islande  | 36         | 34         |
| Autriche | 10         | 10         |
| Hongrie  | 20         | 20         |

Indication des classements mondiaux FIFA au moment du tirage au sort (décembre) et au début de la compétition (juin)

### Départage
Le règlement de l'UEFA indique les règles de départage suivantes en cas d'égalité de points :
1. Plus grand nombre de points obtenus dans les matches disputés entre les équipes à égalité ;
2. Meilleure différence de buts dans les matches disputés entre les équipes à égalité ;
3. Plus grand nombre de buts marqués lors des matches disputés entre les équipes à égalité.
4. Si, après l'application des trois premiers critères à plusieurs équipes, seule une partie des équipes sont encore à égalité, on reprend les critères ci-dessus pour les équipes concernées par cette nouvelle égalité. Si, après l'application des trois premiers critères, toutes les équipes sont encore à égalité, les critères suivants s’appliquent :
5. Meilleure différence de buts dans tous les matches du groupe ;
6. Plus grand nombre de buts marqués dans tous les matches du groupe ;
7. Cas particulier : si deux équipes sont encore à égalité après ces critères, se rencontrent lors du dernier match et que celui-ci s'achève sur un match nul (et à condition qu'aucune autre équipe du groupe ne se trouve dans le même type d'égalité), elles seront départagées par une séance de tirs au but ;
8. Classement des points disciplinaires sur l'ensemble des matches du groupe (deux cartons jaunes ou un carton rouge direct équivalent à -3 points, et un carton jaune seul à -1 point) ;
9. Position dans le classement par coefficient des équipes nationales masculines de l’UEFA.

### Groupe A

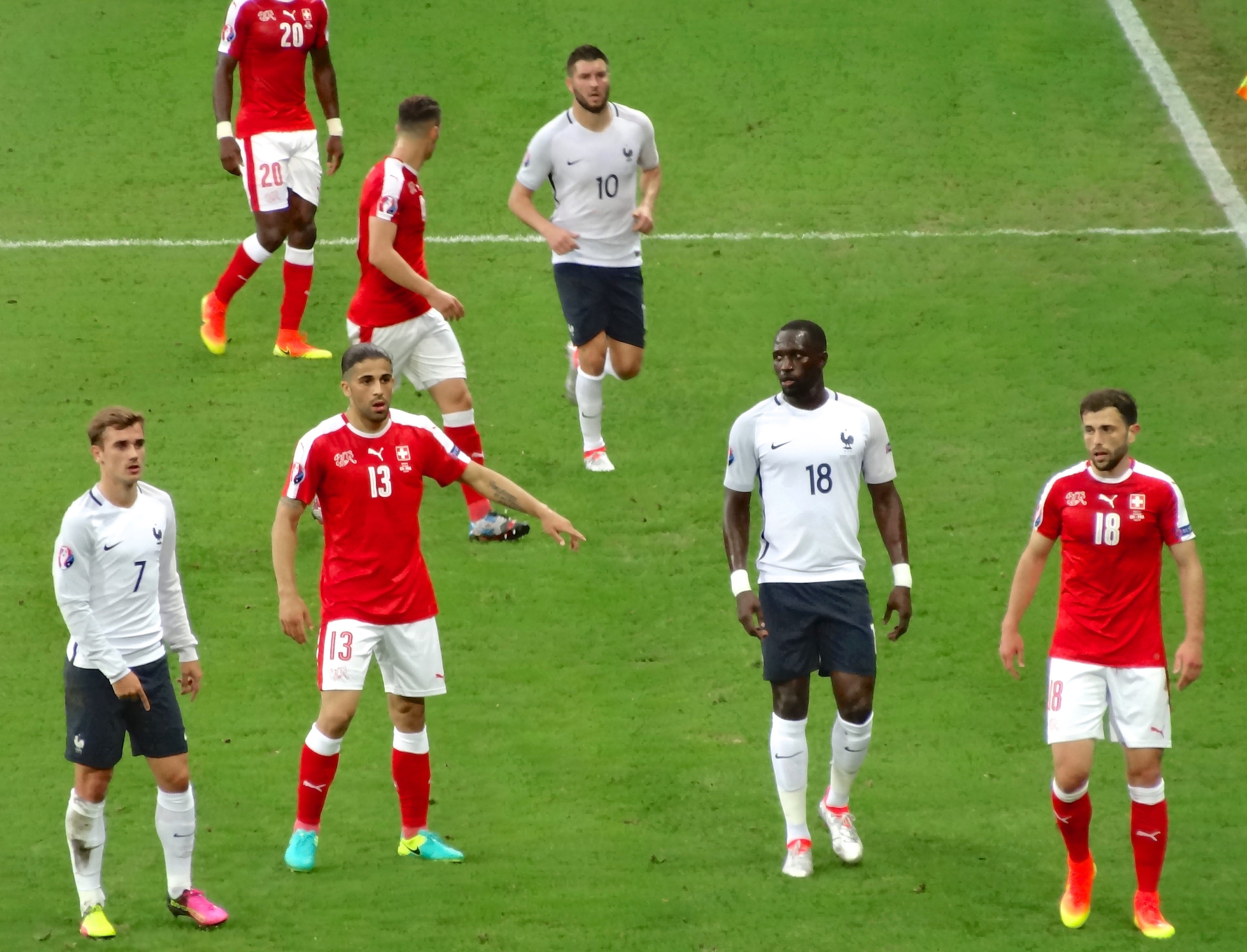
Suisse vs France

| Rang | Équipe   | Pts | J | G | N | P | Bp | Bc | Diff |  | Résultats (▼ dom., ► ext.) |  |     |     |     |
| ---- | -------- | --- | - | - | - | - | -- | -- | ---- |  | -------------------------- |  | --- | --- | --- |
| 1    | France   | 7   | 3 | 2 | 1 | 0 | 4  | 1  | +3   |  | France                     |  | 0-0 | 2-0 | 2-1 |
| 2    | Suisse   | 5   | 3 | 1 | 2 | 0 | 2  | 1  | +1   |  | Suisse                     |  |     | 1-0 | 1-1 |
| 3    | Albanie  | 3   | 3 | 1 | 0 | 2 | 1  | 3  | -2   |  | Albanie                    |  |     |     | 1-0 |
| 4    | Roumanie | 1   | 3 | 0 | 1 | 2 | 2  | 4  | -2   |  | Roumanie                   |  |     |     |     |

#### 1rejournée
| Match d'ouverture                                    | France                                   | 2 - 1   | Roumanie          | Stade de France, Saint-Denis                   |                                                |
| 10 juin 2016 · 21 h CEST · Historique des rencontres | ( Payet) Giroud 57e · ( Kanté) Payet 89e | (0 - 0) | 65e (pen.) Stancu | Spectateurs : 75 113 Arbitrage : Viktor Kassai | Spectateurs : 75 113 Arbitrage : Viktor Kassai |
| 10 juin 2016 · 21 h CEST · Historique des rencontres | Rapport                                  |         |                   | Spectateurs : 75 113 Arbitrage : Viktor Kassai | Spectateurs : 75 113 Arbitrage : Viktor Kassai |

| Match 2                                              | Albanie | 0 - 1   | Suisse              | Stade Bollaert-Delelis, Lens                             |                                                          |
| 11 juin 2016 · 15 h CEST · Historique des rencontres |         | (0 - 1) | 5e Schär (Shaqiri ) | Spectateurs : 33 805 Arbitrage : Carlos Velasco Carballo | Spectateurs : 33 805 Arbitrage : Carlos Velasco Carballo |
| 11 juin 2016 · 15 h CEST · Historique des rencontres | Rapport |         |                     | Spectateurs : 33 805 Arbitrage : Carlos Velasco Carballo | Spectateurs : 33 805 Arbitrage : Carlos Velasco Carballo |

#### 2ejournée
| Match 14                                             | Roumanie          | 1 - 1   | Suisse      | Parc des Princes, Paris                            |                                                    |
| 15 juin 2016 · 18 h CEST · Historique des rencontres | Stancu 18e (pen.) | (1 - 0) | 57e Mehmedi | Spectateurs : 43 576 Arbitrage : Sergueï Karassiov | Spectateurs : 43 576 Arbitrage : Sergueï Karassiov |
| 15 juin 2016 · 18 h CEST · Historique des rencontres | Rapport           |         |             | Spectateurs : 43 576 Arbitrage : Sergueï Karassiov | Spectateurs : 43 576 Arbitrage : Sergueï Karassiov |

| Match 15                                             | France                                        | 2 - 0   | Albanie | Stade Vélodrome, Marseille                      |                                                 |
| 15 juin 2016 · 21 h CEST · Historique des rencontres | ( Rami) Griezmann 90e · ( Gignac) Payet 90+6e | (0 - 0) |         | Spectateurs : 63 670 Arbitrage : William Collum | Spectateurs : 63 670 Arbitrage : William Collum |
| 15 juin 2016 · 21 h CEST · Historique des rencontres | Rapport                                       |         |         | Spectateurs : 63 670 Arbitrage : William Collum | Spectateurs : 63 670 Arbitrage : William Collum |

#### 3ejournée
| Match 25                                             | Roumanie | 0 - 1   | Albanie                | Parc Olympique lyonnais, Décines-Charpieu       |                                                 |
| 19 juin 2016 · 21 h CEST · Historique des rencontres |          | (0 - 1) | 43e Sadiku (Memushaj ) | Spectateurs : 49 752 Arbitrage : Pavel Královec | Spectateurs : 49 752 Arbitrage : Pavel Královec |
| 19 juin 2016 · 21 h CEST · Historique des rencontres | Rapport  |         |                        | Spectateurs : 49 752 Arbitrage : Pavel Královec | Spectateurs : 49 752 Arbitrage : Pavel Královec |

| Match 26                                             | Suisse  | 0 - 0   | France | Stade Pierre-Mauroy, Villeneuve-d'Ascq         |                                                |
| 19 juin 2016 · 21 h CEST · Historique des rencontres |         | (0 - 0) |        | Spectateurs : 45 616 Arbitrage : Damir Skomina | Spectateurs : 45 616 Arbitrage : Damir Skomina |
| 19 juin 2016 · 21 h CEST · Historique des rencontres | Rapport |         |        | Spectateurs : 45 616 Arbitrage : Damir Skomina | Spectateurs : 45 616 Arbitrage : Damir Skomina |

L'équipe de France, pays hôte et favori des principaux bookmakers européens, avait intégré une poule abordable lors de la Coupe du monde 2014 et se retrouve dans une situation similaire deux ans plus tard. Elle y retrouve la Roumanie en match d'ouverture le 10 juin 2016, puis affronte l'Albanie le 15 juin et la Suisse le 19 juin. Malgré une mauvaise passe au cours des deux ans de préparation et des polémiques extérieures telles que l'affaire dite de la sextape ayant entraîné l'exclusion de Karim Benzema ou les propos d'Éric Cantona sur la liste des tricolores, la France aborde l'Euro confiante des derniers matchs préparatoires réussis ayant démontré un gros potentiel offensif mais aussi des faiblesses défensives, guère arrangées par des forfaits en cascade dans ce secteur. La Suisse s'affiche comme l'autre favorite du groupe, mais la sélection, qui n'est jamais parvenue à franchir la phase de groupe d'un Euro, est en plein doute à cause d'une campagne qualificative moyenne et d'une préparation douteuse avec quatre défaites dans les six derniers matchs pour deux victoires dont une acquise difficilement contre la modeste Moldavie. C'est avec un effectif rajeuni que la Nati vise une qualification historique pour la phase à élimination directe. La Roumanie constitue la meilleure défense des éliminatoires avec seulement deux buts encaissés et a réussi deux matchs amicaux très convaincants et offensifs contre l'Italie et l'Espagne, mais une défaite inquiétante face à l'Ukraine a révélé les limites de sa défense. L'Albanie a réussi à battre le Portugal à Lisbonne ainsi qu'à devancer le Danemark et la Serbie aux éliminatoires. C'est la première fois que l'Albanie participe à une compétition internationale. Elle est composée de joueurs dispersés dans les championnats européens et asiatiques, n'ayant qu'un seul joueur évoluant dans le championnat local.
Au match d'ouverture, la France bat sur le fil une équipe de Roumanie combative, grâce à un tir dans la lucarne de son milieu de terrain londonien, Dimitri Payet (2-1). Dans l'autre match, la Suisse éprouve des difficultés face au néophyte albanais réduit à dix, dans une ambiance spéciale où le Suisse Granit Xhaka affronte son frère, l'Albanais Taulant Xhaka. La Nati l'emporte toutefois (1-0). Les gardiens Yann Sommer et Etrit Berisha se sont illustrés à plusieurs reprises au cours de la rencontre. Lors de son deuxième match face à l'équipe albanaise, la France s'impose, après avoir dominé mais en se faisant surprendre par les Albanais. Griezmann, grâce à un but à la dernière minute du temps réglementaire et Dimitri Payet dans le temps additionnel, qualifient leur équipe pour les huitièmes (2-0). Alors qu'une victoire lui aurait suffi pour se qualifier, la Suisse bute sur une équipe de Roumanie solide, qui obtient son deuxième pénalty en deux rencontres transformé par Stancu. Sur une reprise de volée de son milieu de terrain Admir Mehmedi, la Nati arrache le match nul (1-1). La première place se joue entre la France et la Suisse lors de la dernière journée. Au cours d'un match disputé, au cours duquel les Bleus voient trois de leurs tirs heurter la barre transversale, les deux nations se neutralisent (0-0), un nul qui permet à la France de terminer première de son groupe, et la Suisse deuxième. À noter qu'au cours de cette rencontre, cinq maillots suisses sont déchirés, alors qu'un des ballons du match est remplacé pour cause de crevaison. Dans l'autre match, l'équipe d'Albanie, qui a retrouvé son capitaine Cana de retour de suspension, domine et élimine la Roumanie. Les Roumains, pourtant les premiers à s'illustrer, n'ont pas résisté physiquement et ont cédé (0-1). Les Albanais remportent ainsi une victoire historique, la première victoire en phase finale de compétition officielle de leur histoire. Avec 3 points, ils gardent une chance de finir dans les quatre meilleurs troisièmes mais n'y parviennent pas.
À défaut d'être apparue exceptionnelle, la France se qualifie solidement pour le tour suivant. Toutefois, sa prestation reste mitigée. Figurante parmi les favoris à la victoire finale, elle n'est parvenue à remporter ses deux premiers matchs que dans les derniers instants et son jeu offensif n'est jugé au niveau attendu après une préparation brillante dans ce domaine. La Suisse obtient sa première qualification pour la phase à élimination directe d'un Euro. Après une préparation catastrophique (une victoire et trois défaites en matchs amicaux en 2016), la Nati a su rebondir en obtenant difficilement des points contre l'Albanie et la Roumanie et en parvenant à accrocher la France. Défaite sans démériter par la Suisse et la France, l'Albanie surprend la Roumanie au dernier match pour arracher la troisième place et se donner le droit d'espérer une qualification en passant par les meilleurs troisièmes. La Roumanie, malgré un bon premier match et un deuxième solide, termine dernier du groupe avec un point. Alors que cette équipe avait montré lors de la préparation de l'aptitude à se projeter vers l'avant mais en étant maladroits dans le dernier geste, les Tricolorii n'ont pas été capables de marquer autrement que sur penalty et sont passés totalement à côté du match décisif contre l'Albanie. De ce fait, le sélectionneur roumain Anghel Iordănescu quitte son poste.

### Groupe B

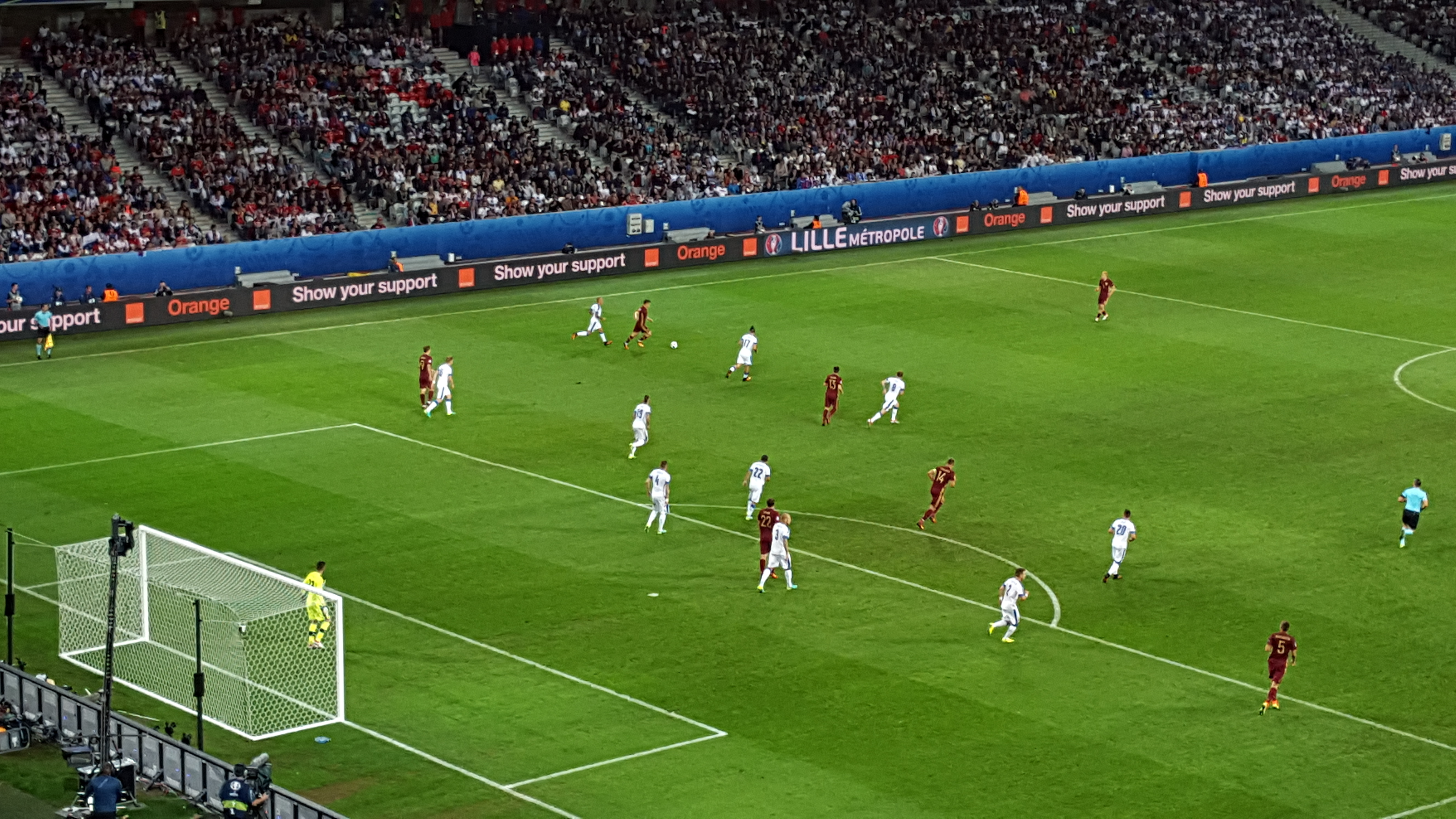
Russie vs Slovaquie

| Rang | Équipe         | Pts | J | G | N | P | Bp | Bc | Diff |  | Résultats (▼ dom., ► ext.) |  |     |     |     |
| ---- | -------------- | --- | - | - | - | - | -- | -- | ---- |  | -------------------------- |  | --- | --- | --- |
| 1    | Pays de Galles | 6   | 3 | 2 | 0 | 1 | 6  | 3  | +3   |  | Pays de Galles             |  | 1-2 | 2-1 | 3-0 |
| 2    | Angleterre     | 5   | 3 | 1 | 2 | 0 | 3  | 2  | +1   |  | Angleterre                 |  |     | 0-0 | 1-1 |
| 3    | Slovaquie      | 4   | 3 | 1 | 1 | 1 | 3  | 3  | 0    |  | Slovaquie                  |  |     |     | 2-1 |
| 4    | Russie         | 1   | 3 | 0 | 1 | 2 | 2  | 6  | -4   |  | Russie                     |  |     |     |     |

#### 1rejournée
| Match 3                                              | Pays de Galles                       | 2 - 1   | Slovaquie       | Matmut Atlantique, Bordeaux                        |                                                    |
| 11 juin 2016 · 18 h CEST · Historique des rencontres | Bale 10e · ( Ramsey) Robson-Kanu 81e | (1 - 0) | 61e Duda (Mak ) | Spectateurs : 37 831 Arbitrage : Svein Oddvar Moen | Spectateurs : 37 831 Arbitrage : Svein Oddvar Moen |
| 11 juin 2016 · 18 h CEST · Historique des rencontres | Rapport                              |         |                 | Spectateurs : 37 831 Arbitrage : Svein Oddvar Moen | Spectateurs : 37 831 Arbitrage : Svein Oddvar Moen |

| Match 4                                              | Angleterre | 1 - 1   | Russie               | Stade Vélodrome, Marseille                      |                                                 |
| 11 juin 2016 · 21 h CEST · Historique des rencontres | Dier 73e   | (0 - 0) | 90+2e V. Bérézoutski | Spectateurs : 62 343 Arbitrage : Nicola Rizzoli | Spectateurs : 62 343 Arbitrage : Nicola Rizzoli |
| 11 juin 2016 · 21 h CEST · Historique des rencontres | Rapport    |         |                      | Spectateurs : 62 343 Arbitrage : Nicola Rizzoli | Spectateurs : 62 343 Arbitrage : Nicola Rizzoli |

#### 2ejournée
| Match 13                                             | Russie                   | 1 - 2   | Slovaquie                                 | Stade Pierre-Mauroy, Villeneuve-d'Ascq         |                                                |
| 15 juin 2016 · 15 h CEST · Historique des rencontres | ( Chatov) Glouchakov 80e | (0 - 2) | 32e Weiss (Hamšík ) · 45e Hamšík (Weiss ) | Spectateurs : 38 989 Arbitrage : Damir Skomina | Spectateurs : 38 989 Arbitrage : Damir Skomina |
| 15 juin 2016 · 15 h CEST · Historique des rencontres | Rapport                  |         |                                           | Spectateurs : 38 989 Arbitrage : Damir Skomina | Spectateurs : 38 989 Arbitrage : Damir Skomina |

| Match 16                                             | Angleterre                               | 2 - 1   | Pays de Galles | Stade Bollaert-Delelis, Lens                 |                                              |
| 16 juin 2016 · 15 h CEST · Historique des rencontres | Vardy 56e · ( Dele Alli) Sturridge 90+2e | (0 - 1) | 42e Bale       | Spectateurs : 34 033 Arbitrage : Felix Brych | Spectateurs : 34 033 Arbitrage : Felix Brych |
| 16 juin 2016 · 15 h CEST · Historique des rencontres | Rapport                                  |         |                | Spectateurs : 34 033 Arbitrage : Felix Brych | Spectateurs : 34 033 Arbitrage : Felix Brych |

#### 3ejournée
| Match 27                                             | Russie  | 0 - 3   | Pays de Galles                                       | Stadium, Toulouse                               |                                                 |
| 20 juin 2016 · 21 h CEST · Historique des rencontres |         | (0 - 2) | 11e Ramsey (Alen ) · 20e Taylor · 67e Bale (Ramsey ) | Spectateurs : 28 840 Arbitrage : Jonas Eriksson | Spectateurs : 28 840 Arbitrage : Jonas Eriksson |
| 20 juin 2016 · 21 h CEST · Historique des rencontres | Rapport |         |                                                      | Spectateurs : 28 840 Arbitrage : Jonas Eriksson | Spectateurs : 28 840 Arbitrage : Jonas Eriksson |

| Match 28                                             | Slovaquie | 0 - 0   | Angleterre | Stade Geoffroy-Guichard, Saint-Étienne                   |                                                          |
| 20 juin 2016 · 21 h CEST · Historique des rencontres |           | (0 - 0) |            | Spectateurs : 39 051 Arbitrage : Carlos Velasco Carballo | Spectateurs : 39 051 Arbitrage : Carlos Velasco Carballo |
| 20 juin 2016 · 21 h CEST · Historique des rencontres | Rapport   |         |            | Spectateurs : 39 051 Arbitrage : Carlos Velasco Carballo | Spectateurs : 39 051 Arbitrage : Carlos Velasco Carballo |

L'Angleterre et la Russie partent avec la faveur des pronostics sur la Slovaquie et le pays de Galles[réf. nécessaire]. Citée parmi les favorites du tournoi, l'Angleterre a procédé à un renouvellement massif de ses joueurs les plus anciens après son échec à la Coupe du monde 2014. Elle se présente ainsi avec une équipe jeune (25 ans de moyenne d'âge) et inexpérimentée. Les Three Lions ont remporté tous leurs matchs de qualification et sont les seuls de l'Euro à n'avoir convoqué que des joueurs locaux. À l'inverse, la Russie a la deuxième moyenne d'âge la plus élevée (29 ans). Si l'arrivée de Leonid Sloutski, à la suite du licenciement de Fabio Capello en 2015, a permis à la Russie de rebondir après son échec au Mondial 2014 et d'obtenir sa qualification, la Russie a dû faire face à une absence massive de titulaires comme celle d'Alan Dzagoïev, d'Igor Denissov, de Denis Cheryshev ou de Iouri Jirkov. Les matchs de préparation qui ont suivi ces forfaits se sont avérés très peu convaincants malgré les compétences offensives de l'équipe. La Slovaquie et le pays de Galles participent à leur premier Euro et ont obtenu leur qualification à la suite de victoires de prestige respectivement contre l'Espagne et la Belgique. Le pays de Galles, emmené par sa star Gareth Bale, peut compter sur ses individualités pour marquer des buts et sur une défense solide. Toutefois, la préparation du pays de Galles s'est révélée inquiétante[réf. nécessaire] tandis que la Slovaquie, emmenée par son Napolitain Marek Hamšík, a battu l'Allemagne à Augsbourg en préparation. Les Slovaques se présentent avec une équipe largement basée à l'étranger avec vingt expatriés à travers les divers championnats étrangers.
Lors du premier match disputé entre les deux outsiders, le pays de Galles l'emporte sur une Slovaquie à deux visages (2-1). Gareth Bale a ouvert le score pour le pays de Galles sur coup franc, quelques minutes après une occasion manquée par Marek Hamšík pour la Slovaquie. Dans l'autre rencontre, marquée par de nombreux incidents extra-sportifs, l'Angleterre ne convainc pas. Aidée par un portier Igor Akinfeïev, la Russie parvient à arracher le match nul à la toute dernière minute du temps additionnel (1-1). Le premier match de la deuxième journée de l'Euro voit une Russie méconnaissable chuter contre la Slovaquie d'un Marek Hamšík omniprésent et très collective (1-2). C'est la première fois en 35 matchs de compétition officielle que la Russie encaisse deux buts en une rencontre tandis que Vladimír Weiss devient le premier joueur évoluant dans un championnat hors-Europe à inscrire un but dans l'Euro 2016[réf. nécessaire]. L'Angleterre se refait de son côté une santé en remportant une victoire dans les tout derniers instants du match contre le pays de Galles qui avait ouvert le score sur un coup franc de Bale (2-1). Lors de la dernière journée, la Slovaquie parvient à tenir en échec l'Angleterre à l'issue d'un match fermé marqué par les maladresses anglaises (0-0). Dans l'autre rencontre, la Russie encaisse trois buts pour la première fois depuis sa demi-finale perdue à l'Euro 2008 contre l'Espagne et s'incline (0-3) contre le pays de Galles. Igor Akinfeïev a arrêté huit tirs cadrés sur la seule première mi-temps, sans quoi le score aurait été plus lourd pour la Russie. Le pays de Galles profite du faux-pas de son voisin anglais pour terminer à la première place du groupe.
À deux ans d'une Coupe du monde organisée sur ses terres et à moins d'un an de la Coupe des confédérations 2017, la Russie ne cesse de s'enfoncer. Éliminée-surprise en 2012 et trop passive en 2014, la Sbornaïa a vécu une désillusion en 2016, à peine atténuée par les exploits de son gardien Igor Akinfeïev. Mis en doute avant même le début de la compétition par une série amicale catastrophique et des forfaits en cascade, les Medvedy (les Ours) ont laissé de leur équipe une image désastreuse sur le terrain comme à l'extérieur[réf. nécessaire] (débordements de ses hooligans qui ont valu aux Russes des menaces de disqualification). Dans les instants qui ont suivi le coup de sifflet final, le sélectionneur russe Leonid Sloutski a immédiatement annoncé sa démission, déclarant endosser la responsabilité de l'échec et qu'« une autre personne doit préparer le Mondial après une compétition comme ça ». Vassili Bérézoutski a de son côté dénoncé l'inefficacité de la règle de limitation des étrangers dans le championnat russe et appelé ses dirigeants à la supprimer, déclarant également que si les footballeurs russes voulaient progresser, ils devaient évoluer en dehors de la Russie. Dans une moindre mesure et malgré sa qualification pour le second tour, l'Angleterre a déçu en laissant échapper la première du groupe alors qu'elle sortait d'une préparation convaincante et d'un sans-faute en éliminatoires. Elle n'a acquis sa seule victoire que dans les derniers instants du match contre ses voisins gallois et a buté sur la Russie et la Slovaquie. Le pays de Galles de Gareth Bale, pour sa première participation, a réussi là où celui de Ryan Giggs avait échoué et a surpris tous les observateurs[réf. nécessaire] en terminant premier du groupe. Solide défensivement et collectif offensivement, il a pu tout autant compter sur sa star Gareth Bale qui a marqué sur les trois rencontres ce que peu de joueurs ont réussi à faire avant lui.[réf. nécessaire] La Slovaquie, qui en était elle aussi à sa première participation, figure parmi les meilleurs troisièmes et se qualifie également pour les huitièmes de finale. Défaite d'entrée par le pays de Galles, la Repre a su rebondir en battant la Russie et en tenant l'Angleterre en échec. Son joueur vedette Marek Hamšík a notamment répondu présent.

### Groupe C

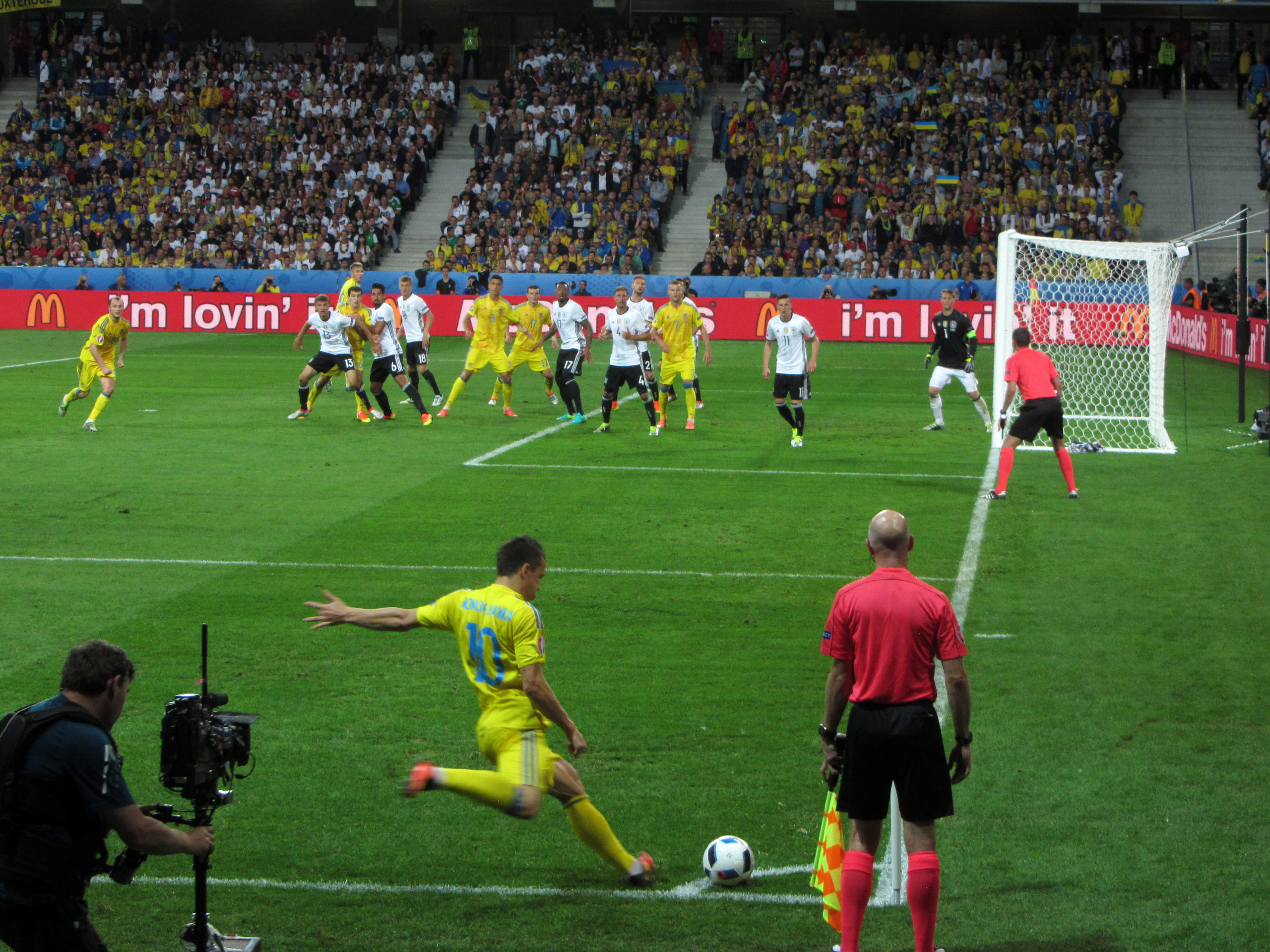
Allemagne vs Ukraine

| Rang | Équipe          | Pts | J | G | N | P | Bp | Bc | Diff |  | Résultats (▼ dom., ► ext.) |  |     |     |     |
| ---- | --------------- | --- | - | - | - | - | -- | -- | ---- |  | -------------------------- |  | --- | --- | --- |
| 1    | Allemagne       | 7   | 3 | 2 | 1 | 0 | 3  | 0  | +3   |  | Allemagne                  |  | 0-0 | 1-0 | 2-0 |
| 2    | Pologne         | 7   | 3 | 2 | 1 | 0 | 2  | 0  | +2   |  | Pologne                    |  |     | 1-0 | 1-0 |
| 3    | Irlande du Nord | 3   | 3 | 1 | 0 | 2 | 2  | 2  | 0    |  | Irlande du Nord            |  |     |     | 2-0 |
| 4    | Ukraine         | 0   | 3 | 0 | 0 | 3 | 0  | 5  | -5   |  | Ukraine                    |  |     |     |     |

#### 1rejournée
| Match 6                                              | Pologne                     | 1 - 0   | Irlande du Nord | Allianz Riviera, Nice                           |                                                 |
| 12 juin 2016 · 18 h CEST · Historique des rencontres | ( Błaszczykowski) Milik 51e | (0 - 0) |                 | Spectateurs : 33 742 Arbitrage : Ovidiu Hațegan | Spectateurs : 33 742 Arbitrage : Ovidiu Hațegan |
| 12 juin 2016 · 18 h CEST · Historique des rencontres | Rapport                     |         |                 | Spectateurs : 33 742 Arbitrage : Ovidiu Hațegan | Spectateurs : 33 742 Arbitrage : Ovidiu Hațegan |

| Match 7                                              | Allemagne                                           | 2 - 0   | Ukraine | Stade Pierre-Mauroy, Villeneuve-d'Ascq           |                                                  |
| 12 juin 2016 · 21 h CEST · Historique des rencontres | ( Kroos) Mustafi 19e · ( Özil) Schweinsteiger 90+2e | (1 - 0) |         | Spectateurs : 43 035 Arbitrage : Martin Atkinson | Spectateurs : 43 035 Arbitrage : Martin Atkinson |
| 12 juin 2016 · 21 h CEST · Historique des rencontres | Rapport                                             |         |         | Spectateurs : 43 035 Arbitrage : Martin Atkinson | Spectateurs : 43 035 Arbitrage : Martin Atkinson |

#### 2ejournée
| Match 17                                             | Ukraine | 0 - 2   | Irlande du Nord                       | Parc Olympique lyonnais, Décines-Charpieu       |                                                 |
| 16 juin 2016 · 18 h CEST · Historique des rencontres |         | (0 - 0) | 49e McAuley (Norwood ) · 90+6e McGinn | Spectateurs : 51 043 Arbitrage : Pavel Královec | Spectateurs : 51 043 Arbitrage : Pavel Královec |
| 16 juin 2016 · 18 h CEST · Historique des rencontres | Rapport |         |                                       | Spectateurs : 51 043 Arbitrage : Pavel Královec | Spectateurs : 51 043 Arbitrage : Pavel Královec |

| Match 18                                             | Allemagne | 0 - 0   | Pologne | Stade de France, Saint-Denis                   |                                                |
| 16 juin 2016 · 21 h CEST · Historique des rencontres |           | (0 - 0) |         | Spectateurs : 73 648 Arbitrage : Björn Kuipers | Spectateurs : 73 648 Arbitrage : Björn Kuipers |
| 16 juin 2016 · 21 h CEST · Historique des rencontres | Rapport   |         |         | Spectateurs : 73 648 Arbitrage : Björn Kuipers | Spectateurs : 73 648 Arbitrage : Björn Kuipers |

#### 3ejournée
| Match 29                                             | Ukraine | 0 - 1   | Pologne                     | Stade Vélodrome, Marseille                         |                                                    |
| 21 juin 2016 · 18 h CEST · Historique des rencontres |         | (0 - 0) | 54e Błaszczykowski (Milik ) | Spectateurs : 58 874 Arbitrage : Svein Oddvar Moen | Spectateurs : 58 874 Arbitrage : Svein Oddvar Moen |
| 21 juin 2016 · 18 h CEST · Historique des rencontres | Rapport |         |                             | Spectateurs : 58 874 Arbitrage : Svein Oddvar Moen | Spectateurs : 58 874 Arbitrage : Svein Oddvar Moen |

| Match 30                                             | Irlande du Nord | 0 - 1   | Allemagne           | Parc des Princes, Paris                         |                                                 |
| 21 juin 2016 · 18 h CEST · Historique des rencontres |                 | (0 - 1) | 30e Gómez (Müller ) | Spectateurs : 44 125 Arbitrage : Clément Turpin | Spectateurs : 44 125 Arbitrage : Clément Turpin |
| 21 juin 2016 · 18 h CEST · Historique des rencontres | Rapport         |         |                     | Spectateurs : 44 125 Arbitrage : Clément Turpin | Spectateurs : 44 125 Arbitrage : Clément Turpin |

Le groupe C comprend l'Allemagne, le champion du monde en titre, l'Ukraine et la Pologne, les deux hôtes de l'édition précédente, ainsi que l'Irlande du Nord. L'Allemagne et la Pologne se retrouvent après les éliminatoires où chacun a remporté son match à domicile tandis que l'Ukraine et la Pologne étaient dans le même groupe de qualification pour le Mondial 2014 (deux victoires ukrainiennes). L'Allemagne n'a jamais quitté le dernier carré d'un tournoi majeur depuis dix ans, mais après son sacre mondial en 2014 elle a réalisé une campagne éliminatoire moyenne. L'Ukraine et la Pologne s'affichent comme les deux prétendants pour la deuxième place. L'Ukraine a remporté tous ses matchs de préparation parmi lesquels trois ont été joués contre d'autres qualifiés à l'Euro. La Pologne aborde également l'Euro avec des ambitions élevées. Elle sort d'une campagne qualificative réussie où les Aigles blancs ont été emmenés par le duo Robert Lewandowski - Arkadiusz Milik et des références comme Grzegorz Krychowiak ou Łukasz Piszczek. Néanmoins, les Polonais restent sur une préparation mitigée avec surtout un nul concédé à domicile contre la modeste Lituanie ayant mis en lumière les faiblesses défensives de l'équipe.[réf. nécessaire] L'Irlande du Nord, néophyte dans le tournoi, est le petit poucet du groupe.
Lors du premier match, la Pologne défait difficilement une Irlande du Nord regroupée en défense sur la plus petite des marges grâce à un but de Milik (1-0). C'est la première victoire de l'histoire dans un Euro pour la Pologne. Dans l'autre rencontre, les champions du monde, l'Allemagne, viennent difficilement à bout de l'Ukraine au terme d'un match enlevé (2-0). Manuel Neuer et Andri Piatov ont réalisé de nombreuses parades. Lors de la deuxième journée, l'Ukraine, qui partait largement favorite face à l'Irlande du Nord, connaît un revers qui l'élimine quasiment de la compétition (0-2). Bien plus offensifs qu'au premier match, les Nord-Irlandais marquent sur coup de pied arrêté avant de doubler le score en toute fin de match contre une Zbirna méconnaissable[réf. nécessaire] dans tous les domaines dont l'échec est massivement attribué au coaching de Mykhaïlo Fomenko chez les médias ukrainiens. Les Jovto-blakytny[Quoi ?] deviennent dans la foulée la première et seule équipe après deux journées, à être mathématiquement éliminée de l'Euro à la suite du match nul entre des Allemands en manque d'efficacité offensive et des Polonais solides défensivement (0-0). C'est la première rencontre du tournoi à terminer sur un score vierge. À la dernière journée, l'Allemagne domine largement Irlande du Nord mais s'impose sur le petit score de 1 à 0, le gardien irlandais effectuant de nombreuses parades pour éviter la déroute. Dans le derby des co-organisateurs de l'édition 2012, la Pologne défait une Ukraine dominatrice mais en manque total de réalisme et qui quitte le tournoi avec trois défaites sans le moindre but marqué (0-1).

### Groupe D
| Rang | Équipe   | Pts | J | G | N | P | Bp | Bc | Diff |  | Résultats (▼ dom., ► ext.) |  |     |     |     |
| ---- | -------- | --- | - | - | - | - | -- | -- | ---- |  | -------------------------- |  | --- | --- | --- |
| 1    | Croatie  | 7   | 3 | 2 | 1 | 0 | 5  | 3  | +2   |  | Croatie                    |  | 2-1 | 1-0 | 2-2 |
| 2    | Espagne  | 6   | 3 | 2 | 0 | 1 | 5  | 2  | +3   |  | Espagne                    |  |     | 3-0 | 1-0 |
| 3    | Turquie  | 3   | 3 | 1 | 0 | 2 | 2  | 4  | -2   |  | Turquie                    |  |     |     | 2-0 |
| 4    | Tchéquie | 1   | 3 | 0 | 1 | 2 | 2  | 5  | -3   |  | Tchéquie                   |  |     |     |     |

#### 1rejournée
| Match 5                                              | Turquie | 0 - 1   | Croatie    | Parc des Princes, Paris                         |                                                 |
| 12 juin 2016 · 15 h CEST · Historique des rencontres |         | (0 - 1) | 41e Modrić | Spectateurs : 43 842 Arbitrage : Jonas Eriksson | Spectateurs : 43 842 Arbitrage : Jonas Eriksson |
| 12 juin 2016 · 15 h CEST · Historique des rencontres | Rapport |         |            | Spectateurs : 43 842 Arbitrage : Jonas Eriksson | Spectateurs : 43 842 Arbitrage : Jonas Eriksson |

| Match 8                                              | Espagne              | 1 - 0   | Tchéquie | Stadium, Toulouse                                 |                                                   |
| 13 juin 2016 · 15 h CEST · Historique des rencontres | ( Iniesta) Piqué 87e | (0 - 0) |          | Spectateurs : 29 400 Arbitrage : Szymon Marciniak | Spectateurs : 29 400 Arbitrage : Szymon Marciniak |
| 13 juin 2016 · 15 h CEST · Historique des rencontres | Rapport              |         |          | Spectateurs : 29 400 Arbitrage : Szymon Marciniak | Spectateurs : 29 400 Arbitrage : Szymon Marciniak |

#### 2ejournée
| Match 20                                             | Tchéquie                         | 2 - 2   | Croatie                   | Stade Geoffroy-Guichard, Saint-Étienne            |                                                   |
| 17 juin 2016 · 18 h CEST · Historique des rencontres | Škoda 76e · Necid 90 + 3e (pen.) | (0 - 1) | 37e Perišić · 59e Rakitić | Spectateurs : 38 376 Arbitrage : Mark Clattenburg | Spectateurs : 38 376 Arbitrage : Mark Clattenburg |
| 17 juin 2016 · 18 h CEST · Historique des rencontres | Rapport                          |         |                           | Spectateurs : 38 376 Arbitrage : Mark Clattenburg | Spectateurs : 38 376 Arbitrage : Mark Clattenburg |

| Match 21                                             | Espagne                                                      | 3 - 0   | Turquie | Allianz Riviera, Nice                          |                                                |
| 17 juin 2016 · 21 h CEST · Historique des rencontres | ( Nolito) Morata 34e · Nolito 37e · ( Jordi Alba) Morata 48e | (2 - 0) |         | Spectateurs : 33 409 Arbitrage : Milorad Mažić | Spectateurs : 33 409 Arbitrage : Milorad Mažić |
| 17 juin 2016 · 21 h CEST · Historique des rencontres | Rapport                                                      |         |         | Spectateurs : 33 409 Arbitrage : Milorad Mažić | Spectateurs : 33 409 Arbitrage : Milorad Mažić |

#### 3ejournée
| Match 31                                             | Tchéquie | 0 - 2   | Turquie                               | Stade Bollaert-Delelis, Lens                    |                                                 |
| 21 juin 2016 · 21 h CEST · Historique des rencontres |          | (0 - 1) | 10e Yılmaz (Mor ) · 65e Ozan (Topal ) | Spectateurs : 32 836 Arbitrage : William Collum | Spectateurs : 32 836 Arbitrage : William Collum |
| 21 juin 2016 · 21 h CEST · Historique des rencontres | Rapport  |         |                                       | Spectateurs : 32 836 Arbitrage : William Collum | Spectateurs : 32 836 Arbitrage : William Collum |

| Match 32                                             | Croatie                                         | 2 - 1   | Espagne               | Matmut Atlantique, Bordeaux                    |                                                |
| 21 juin 2016 · 21 h CEST · Historique des rencontres | ( Perišić) Kalinić 45e · ( Kalinić) Perišić 87e | (1 - 1) | 7e Morata (Fàbregas ) | Spectateurs : 37 245 Arbitrage : Björn Kuipers | Spectateurs : 37 245 Arbitrage : Björn Kuipers |
| 21 juin 2016 · 21 h CEST · Historique des rencontres | Rapport                                         |         |                       | Spectateurs : 37 245 Arbitrage : Björn Kuipers | Spectateurs : 37 245 Arbitrage : Björn Kuipers |

Ce groupe D est considéré par certains médias comme le groupe de la mort. Il comporte le double tenant du titre espagnol, à nouveau candidat à sa propre succession. Éliminée prématurément de la Coupe du monde 2014 au Brésil après deux défaites en deux matchs, l'Espagne s'est reprise en effectuant une campagne de qualification presque parfaite, avec neuf victoires pour une seule défaite (1-2 en Slovaquie) et seulement trois buts encaissés. La Tchéquie et la Turquie se retrouvent après avoir terminé respectivement 1re et 3e du même groupe éliminatoire devant notamment les Pays-Bas qu'elles étaient parvenues à battre et éliminer. Ces deux équipes comptent des individualités renommées comme les Tchèques Tomáš Rosický d'Arsenal ou Jaroslav Plašil de Bordeaux, ainsi que le Turc Arda Turan du FC Barcelone. La Tchéquie a réalisé une préparation inégale, battant la Russie mais perdant à domicile contre la Corée du Sud. Lors de sa précédente participation en phase finale, en 2008, la Turquie était parvenue à renverser des situations compromises en fin de match contre la Tchéquie et la Croatie. À l'exception d'un nul contre la Grèce et d'une défaite contre l'Angleterre, les Turcs ont remporté tous leurs matchs de préparation. La quatrième équipe de ce groupe, la Croatie, fait partie des principaux outsiders de la compétition, grâce à de talentueux joueurs évoluant en club à l'étranger. L'Intériste Ivan Perišić, le Barcelonais Ivan Rakitić et les Madrilènes Luka Modrić et Mateo Kovačić figurent dans le milieu de terrain des Vatreni. La Croatie peut s'appuyer également sur le turinois Mario Mandžukić en attaque. Les Croates sont toutefois minés par de nombreux problèmes internes tels que les polémiques liées au président controversé du Dinamo Zagreb, l'instabilité des sélectionneurs (trois changements depuis 2012 dont une démission et un licenciement) et l'attitude des supporters croates lors des rencontres opposant la Croatie à l'Italie en qualification (jets de fumigènes et affaire de la croix gammée)[réf. nécessaire]. En raison du conflit qui l'oppose à son sélectionneur Ante Čačić, le scouser Dejan Lovren a été écarté. Les Vatreni retrouvent les Espagnols, qu'ils avaient affrontés lors du dernier Euro.
Lors d'un premier match, tendu, entre Turcs et Croates, les joueurs balkaniques l'emportent sur la plus petite des marges face aux joueurs de Fatih Terim (1-0). Luka Modrić, inscrit le but de la victoire d'une reprise de volée en première période, alors que le gardien turc, Volkan Babacan, est sauvé par deux fois par sa barre transversale sur des tirs du capitaine Darijo Srna et de l'ailier Ivan Perišić en seconde période. Pour son entrée en lice, l'Espagne ne parvient à percer la défense tchèque qu'en fin de match après avoir peiné à trouver la faille dans la solide équipe du gardien londonien Petr Čech (1-0). Après une domination presque totale, la Croatie concède le nul face à l'équipe tchèque (2-2). Les Tchèques n'ont eu des occasions qu'en fin de match, lors du temps additionnel qui a duré dix minutes. La rencontre a été perturbée par des jets de fumigènes de la part des supporteurs croates et l'explosion d'un pétard, secouant un stadier français. L'Espagne de son côté balaie la Turquie (3-0) et assure sa qualification. Lors de la dernière journée, la Turquie et la Tchéquie s'affrontent pour se disputer la troisième du groupe, potentiellement qualificative pour le tour suivant, voire mieux pour la Tchéquie en cas de défaite de la Croatie dans l'autre match. La Turquie s'impose 2-0 grâce à des buts de Burak Yılmaz et de Ozan Tufan et doit attendre les résultats des groupes encore en compétition pour savoir si elle fait partie des « 4 meilleurs troisièmes » : ce n'est finalement pas le cas et elle est éliminée. L'Espagne affronte la Croatie avec pour ambition de conserver sa première place afin d'éviter l'Italie en huitième, tandis qu'un nul suffit aux Croates. La Roja ouvre le score grâce à Álvaro Morata qui signe son troisième but dans la compétition. Malgré cela, la Croatie égalise juste avant la mi-temps d'un but de Nikola Kalinić. La Croatie pousse en seconde période, profitant des quelques erreurs de l'Espagne et parvient à marquer en fin de match, à la 87e minute à la suite d'un contre conclu par Ivan Perišić. La Croatie s'empare de la première place du groupe devant l'Espagne.

### Groupe E
| Rang | Équipe   | Pts | J | G | N | P | Bp | Bc | Diff |  | Résultats (▼ dom., ► ext.) |  |     |     |     |
| ---- | -------- | --- | - | - | - | - | -- | -- | ---- |  | -------------------------- |  | --- | --- | --- |
| 1    | Italie   | 6   | 3 | 2 | 0 | 1 | 3  | 1  | +2   |  | Italie                     |  | 2-0 | 0-1 | 1-0 |
| 2    | Belgique | 6   | 3 | 2 | 0 | 1 | 4  | 2  | +2   |  | Belgique                   |  |     | 3-0 | 1-0 |
| 3    | Irlande  | 4   | 3 | 1 | 1 | 1 | 2  | 4  | -2   |  | Irlande                    |  |     |     | 1-1 |
| 4    | Suède    | 1   | 3 | 0 | 1 | 2 | 1  | 3  | -2   |  | Suède                      |  |     |     |     |

#### 1rejournée
| Match 9                                              | Irlande                 | 1 - 1   | Suède           | Stade de France, Saint-Denis                   |                                                |
| 13 juin 2016 · 18 h CEST · Historique des rencontres | ( Coleman) Hoolahan 48e | (0 - 0) | 71e (csc) Clark | Spectateurs : 73 419 Arbitrage : Milorad Mažić | Spectateurs : 73 419 Arbitrage : Milorad Mažić |
| 13 juin 2016 · 18 h CEST · Historique des rencontres | Rapport                 |         |                 | Spectateurs : 73 419 Arbitrage : Milorad Mažić | Spectateurs : 73 419 Arbitrage : Milorad Mažić |

| Match 10                                             | Belgique | 0 - 2   | Italie                                               | Parc Olympique lyonnais, Décines-Charpieu         |                                                   |
| 13 juin 2016 · 21 h CEST · Historique des rencontres |          | (0 - 1) | 32e Giaccherini (Bonucci ) · 90+3e Pellè (Candreva ) | Spectateurs : 55 408 Arbitrage : Mark Clattenburg | Spectateurs : 55 408 Arbitrage : Mark Clattenburg |
| 13 juin 2016 · 21 h CEST · Historique des rencontres | Rapport  |         |                                                      | Spectateurs : 55 408 Arbitrage : Mark Clattenburg | Spectateurs : 55 408 Arbitrage : Mark Clattenburg |

#### 2ejournée
| Match 19                                             | Italie           | 1 - 0   | Suède | Stadium, Toulouse                              |                                                |
| 17 juin 2016 · 15 h CEST · Historique des rencontres | ( Zaza) Éder 88e | (0 - 0) |       | Spectateurs : 29 600 Arbitrage : Viktor Kassai | Spectateurs : 29 600 Arbitrage : Viktor Kassai |
| 17 juin 2016 · 15 h CEST · Historique des rencontres | Rapport          |         |       | Spectateurs : 29 600 Arbitrage : Viktor Kassai | Spectateurs : 29 600 Arbitrage : Viktor Kassai |

| Match 22                                             | Belgique                                                                     | 3 - 0   | Irlande | Matmut Atlantique, Bordeaux                   |                                               |
| 18 juin 2016 · 15 h CEST · Historique des rencontres | ( De Bruyne) R. Lukaku 48e · ( Meunier) Witsel 61e · ( Hazard) R. Lukaku 70e | (0 - 0) |         | Spectateurs : 39 493 Arbitrage : Cüneyt Çakır | Spectateurs : 39 493 Arbitrage : Cüneyt Çakır |
| 18 juin 2016 · 15 h CEST · Historique des rencontres | Rapport                                                                      |         |         | Spectateurs : 39 493 Arbitrage : Cüneyt Çakır | Spectateurs : 39 493 Arbitrage : Cüneyt Çakır |

#### 3ejournée
| Match 35                                             | Italie  | 0 - 1   | Irlande               | Stade Pierre-Mauroy, Villeneuve-d'Ascq          |                                                 |
| 22 juin 2016 · 21 h CEST · Historique des rencontres |         | (0 - 0) | 85e Brady (Hoolahan ) | Spectateurs : 44 268 Arbitrage : Ovidiu Hațegan | Spectateurs : 44 268 Arbitrage : Ovidiu Hațegan |
| 22 juin 2016 · 21 h CEST · Historique des rencontres | Rapport |         |                       | Spectateurs : 44 268 Arbitrage : Ovidiu Hațegan | Spectateurs : 44 268 Arbitrage : Ovidiu Hațegan |

| Match 36                                             | Suède   | 0 - 1   | Belgique                 | Allianz Riviera, Nice                        |                                              |
| 22 juin 2016 · 21 h CEST · Historique des rencontres |         | (0 - 0) | 84e Nainggolan (Hazard ) | Spectateurs : 34 011 Arbitrage : Felix Brych | Spectateurs : 34 011 Arbitrage : Felix Brych |
| 22 juin 2016 · 21 h CEST · Historique des rencontres | Rapport |         |                          | Spectateurs : 34 011 Arbitrage : Felix Brych | Spectateurs : 34 011 Arbitrage : Felix Brych |

Le groupe E est l'autre poule portant l'étiquette de groupe de la mort. Il comprend l'un des outsiders de cet Euro, la Belgique, de retour en phase finale du championnat d'Europe après seize années. Deuxième au classement FIFA et composée de joueurs évoluant parmi les plus grands clubs étrangers, l'équipe des Diables Rouges a des qualités à faire valoir, malgré le forfait de son capitaine et défenseur, le citizen Vincent Kompany. Autre favori de ce groupe, l'Italie est le finaliste du dernier Euro et est l'une des équipes invaincues en qualifications (avec l'équipe d'Autriche et l'équipe d'Angleterre). La Squadra Azzurra retrouve l'équipe irlandaise, qui se positionne en outsider face aux équipes belges et italiennes, et face à la Suède. La sélection du trèfle a su tenir tête aux champions du monde allemands en éliminatoires (victoire et match nul). La Suède, quant à elle, compte énormément sur Zlatan Ibrahimović pour s'extraire de cette phase de groupe, ce qu'elle n'a pas réussi à faire quatre ans plus tôt.
Équipe en moyenne la plus vieille du tournoi[réf. nécessaire], l'Irlande fait match nul face à la Suède après avoir ouvert le score d'une reprise de volée du canari Wes Hoolahan. Sur une des seules percées de son attaquant-vedette Zlatan Ibrahimović, la sélection jaune obtient le point du nul sur un auto-goal de Ciaran Clark. Dans le match des favoris, la Squadra Azzurra domine l'équipe belge malgré une occasion pour Lukaku à la suite d'un contre, et gagne (2-0). Lors de la deuxième journée, l'Italie bat la Suède (1-0). Éder marque en toute fin de match, après une percée dans la défense nordique. La « Squadra Azzurra » est donc qualifiée. La Belgique, elle, a profité de cette deuxième journée pour reprendre un peu de confiance en battant la formation irlandaise (3-0) après une seconde période aboutie grâce à un doublé de Romelu Lukaku et un but de Axel Witsel. Le résultat de ce match assure définitivement à l'Italie la première place du groupe E avant la dernière journée et permet à la Belgique de viser la deuxième place en cas de non-défaite contre la Suède. L'Irlande, elle, a besoin d'une victoire contre l'Italie pour se qualifier. Lors de la troisième journée, l'Irlande de Martin O'Neill bat l' « équipe B »  de la Squadra Azzurra grâce à une tête à la 85e minute de Robbie Brady. Dans le même temps, Radja Nainggolan offre la victoire aux Diables Rouges face à la Suède, garantissant ainsi aux joueurs de Marc Wilmots la deuxième place du groupe. Zlatan Ibrahimović prend sa retraite internationale après cette défaite. L'Irlande se qualifie parmi les « meilleurs troisièmes », tandis que les Suédois offensivement stériles sont les seuls éliminés du groupe et repartent avec un seul point.

### Groupe F

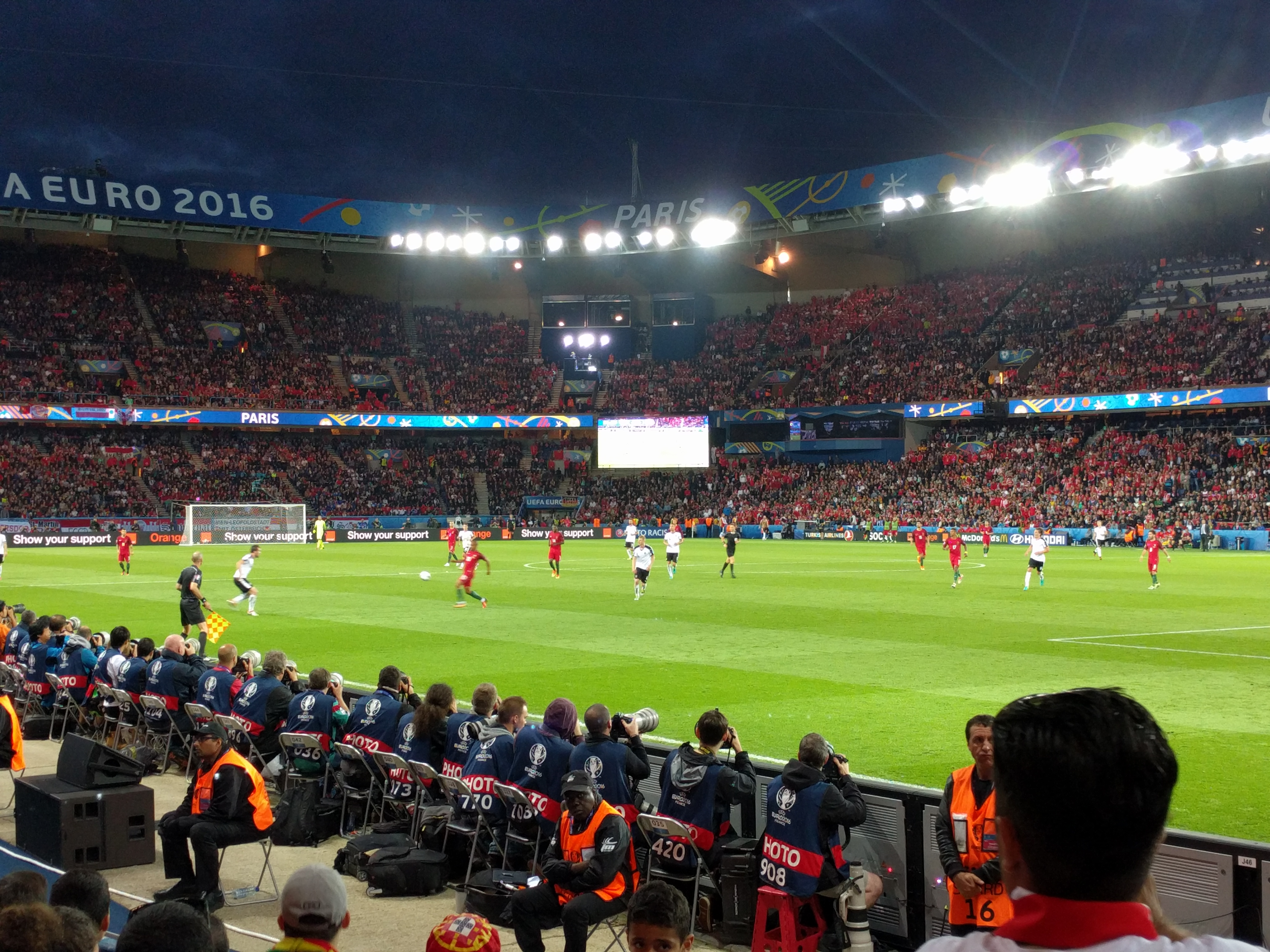
Portugal vs Autriche

| Rang | Équipe   | Pts | J | G | N | P | Bp | Bc | Diff |  | Résultats (▼ dom., ► ext.) |  |     |     |     |
| ---- | -------- | --- | - | - | - | - | -- | -- | ---- |  | -------------------------- |  | --- | --- | --- |
| 1    | Hongrie  | 5   | 3 | 1 | 2 | 0 | 6  | 4  | +2   |  | Hongrie                    |  | 1-1 | 3-3 | 2-0 |
| 2    | Islande  | 5   | 3 | 1 | 2 | 0 | 4  | 3  | +1   |  | Islande                    |  |     | 1-1 | 2-1 |
| 3    | Portugal | 3   | 3 | 0 | 3 | 0 | 4  | 4  | 0    |  | Portugal                   |  |     |     | 0-0 |
| 4    | Autriche | 1   | 3 | 0 | 1 | 2 | 1  | 4  | -3   |  | Autriche                   |  |     |     |     |

#### 1rejournée
| Match 11                                             | Autriche | 0 - 2   | Hongrie                                             | Matmut Atlantique, Bordeaux                     |                                                 |
| 14 juin 2016 · 18 h CEST · Historique des rencontres |          | (0 - 0) | 62e Szalai (Kleinheisler ) · 87e Stieber (Priskin ) | Spectateurs : 34 424 Arbitrage : Clément Turpin | Spectateurs : 34 424 Arbitrage : Clément Turpin |
| 14 juin 2016 · 18 h CEST · Historique des rencontres | Rapport  |         |                                                     | Spectateurs : 34 424 Arbitrage : Clément Turpin | Spectateurs : 34 424 Arbitrage : Clément Turpin |

| Match 12                                             | Portugal          | 1 - 1   | Islande                         | Stade Geoffroy-Guichard, Saint-Étienne        |                                               |
| 14 juin 2016 · 21 h CEST · Historique des rencontres | ( Gomes) Nani 31e | (1 - 0) | 50e B. Bjarnason (Guðmundsson ) | Spectateurs : 38 742 Arbitrage : Cüneyt Çakır | Spectateurs : 38 742 Arbitrage : Cüneyt Çakır |
| 14 juin 2016 · 21 h CEST · Historique des rencontres | Rapport           |         |                                 | Spectateurs : 38 742 Arbitrage : Cüneyt Çakır | Spectateurs : 38 742 Arbitrage : Cüneyt Çakır |

#### 2ejournée
| Match 23                                             | Islande                  | 1 - 1   | Hongrie             | Stade Vélodrome, Marseille                         |                                                    |
| 18 juin 2016 · 18 h CEST · Historique des rencontres | G. Sigurðsson 40e (pen.) | (1 - 0) | 88e (csc) Sævarsson | Spectateurs : 60 842 Arbitrage : Sergueï Karassiov | Spectateurs : 60 842 Arbitrage : Sergueï Karassiov |
| 18 juin 2016 · 18 h CEST · Historique des rencontres | Rapport                  |         |                     | Spectateurs : 60 842 Arbitrage : Sergueï Karassiov | Spectateurs : 60 842 Arbitrage : Sergueï Karassiov |

| Match 24                                             | Portugal | 0 - 0   | Autriche | Parc des Princes, Paris                         |                                                 |
| 18 juin 2016 · 21 h CEST · Historique des rencontres |          | (0 - 0) |          | Spectateurs : 44 291 Arbitrage : Nicola Rizzoli | Spectateurs : 44 291 Arbitrage : Nicola Rizzoli |
| 18 juin 2016 · 21 h CEST · Historique des rencontres | Rapport  |         |          | Spectateurs : 44 291 Arbitrage : Nicola Rizzoli | Spectateurs : 44 291 Arbitrage : Nicola Rizzoli |

#### 3ejournée
| Match 33                                             | Islande                                                         | 2 - 1   | Autriche   | Stade de France, Saint-Denis                      |                                                   |
| 22 juin 2016 · 18 h CEST · Historique des rencontres | ( Árnason) Böðvarsson 18e · ( Teddy Bjarnason) Traustason 90+4e | (1 - 0) | 60e Schöpf | Spectateurs : 68 714 Arbitrage : Szymon Marciniak | Spectateurs : 68 714 Arbitrage : Szymon Marciniak |
| 22 juin 2016 · 18 h CEST · Historique des rencontres | Rapport                                                         |         |            | Spectateurs : 68 714 Arbitrage : Szymon Marciniak | Spectateurs : 68 714 Arbitrage : Szymon Marciniak |

| Match 34                                             | Hongrie                      | 3 - 3   | Portugal                                                                  | Parc Olympique lyonnais, Décines-Charpieu        |                                                  |
| 22 juin 2016 · 18 h CEST · Historique des rencontres | Gera 19e · Dzsudzsák 47e 55e | (1 - 1) | 42e Nani (Ronaldo ) · 50e Ronaldo (João Mário ) · 62e Ronaldo (Quaresma ) | Spectateurs : 55 514 Arbitrage : Martin Atkinson | Spectateurs : 55 514 Arbitrage : Martin Atkinson |
| 22 juin 2016 · 18 h CEST · Historique des rencontres | Rapport                      |         |                                                                           | Spectateurs : 55 514 Arbitrage : Martin Atkinson | Spectateurs : 55 514 Arbitrage : Martin Atkinson |

Ce groupe F oppose le Portugal, outsider attendu, à trois équipes jugées plus faibles mais qui ont néanmoins montré de réelles qualités lors de la phase qualificative : l'Islande, l'Autriche et la Hongrie. Le Portugal, porté par son joueur vedette Cristiano Ronaldo, espère ainsi se racheter auprès de ses supporteurs après son échec à la Coupe du monde au Brésil. Pour se qualifier pour leur premier grand tournoi, les Strákarnir okkar islandais ont notamment éliminé les Oranje néerlandais, battu la Tchéquie et terminé deuxième de leur groupe devant la Turquie. L'Autriche a obtenu pour la première fois sa qualification sur le terrain à l'issue d'un quasi-sans-faute (un seul match nul), battant notamment la Russie à deux reprises sans David Alaba et la Suède à Stockholm avec quatre buts inscrits. L'équipe d'Autriche peut s'appuyer sur un quatuor offensif. Elle retrouve le pays avec lequel elle forma pendant longtemps une seule entité géographique : la Hongrie. La moitié des joueurs des Magyars magiques évolue dans le championnat national et l'autre moitié à l'étranger. Comptant avant tout sur une discipline exemplaire, la Hongrie est parvenue à remporter de justesse son barrage contre la Norvège puis a poursuivi le développement de son jeu offensif, déstabilisant la Croatie, la Côte d'Ivoire et l'Allemagne en matchs de préparation.
Dans le derby des descendants de l'Empire austro-hongrois, la sélection hongroise défait la sélection autrichienne au terme d'un match disputé (2-0). L'Autriche voit sa série de neuf victoires consécutives en compétition officielle prendre fin. Le gardien Gábor Király bat le record du joueur le plus âgé ayant joué sur le terrain pendant un Euro avec ses quarante ans. Ce record était auparavant détenu par Lothar Matthäus à l'Euro 2000 (trente-neuf ans). Peu après, l'Islande contraint le Portugal au match nul après avoir été mené à la mi-temps pour ce qui est son premier match de phase finale de compétition internationale (1-1). Cristiano Ronaldo s'est montré inefficace face à la défense islandaise. Lors de la deuxième journée du groupe, la Hongrie et l'Islande s'affrontent. L'Islande était à quelques minutes d'une première victoire après avoir ouvert le score par Gylfi Sigurðsson, mais la Hongrie a égalisé dans les derniers instants du match (1-1). Quelques instants plus tard au Parc des Princes, l'Autriche parvient à tenir le Portugal en échec, Cristiano Ronaldo ratant notamment un penalty (0-0). Les Autrichiens sont apparus en faiblesse offensive, loin de ce que David Alaba et le quatuor d'attaque avaient démontré en qualifications (seulement trois tirs au cours du match), mais Robert Almer s'est illustré par ses nombreuses parades décisives tandis que les Lusitaniens ont été maladroits, retenus par la défense autrichienne, ou malchanceux (deux poteaux). Lors de la dernière journée, dans le match le plus prolifique du premier tour, Hongrois et Portugais se rendent coup pour coup (3-3). Menés à trois reprises, Cristiano Ronaldo et les siens obtiennent un match nul. La Hongrie termine en tête du groupe. Alors qu'une victoire l'aurait qualifiée, l'Autriche de Marcel Koller subit contre l'Islande sa deuxième défaite (2-1) et termine dernière. Les Vikings accrochent la deuxième place de ce groupe et se qualifient, pour leur première participation, pour les huitièmes de finale. Les Lusitaniens déçoivent énormément en finissant troisièmes, certes invaincus, mais dans un groupe largement à leur portée. Ils seront repêchés en tant que meilleurs troisièmes aux dépens de la Turquie et de l'Albanie grâce à leur différence de buts et devant l'Irlande du Nord en raison du plus grand nombre de buts marqués. Toutefois, ces trois matchs sans victoire ne satisfont pas les médias portugais qui se déchainent contre la Seleçao, notamment sur Cristiano Ronaldo après son pénalty raté et malgré son doublé décisif contre la Hongrie qui évite au Portugal l'élimination, mais peu de gens croient que cette équipe peut aller loin dans le tournoi.

### Meilleurs troisièmes

#### Classement des troisièmes
Les 4 meilleures équipes classées troisièmes de leur poule sont repêchés pour compléter le tableau des huitièmes de finale. Un classement comparatif des résultats de chacune des 6 équipes concernées est effectué afin de les départager, selon les critères :
1. plus grand nombre de points obtenus ;
2. meilleure différence de buts ;
3. plus grand nombre de buts marqués ;
4. plus petit nombre de points disciplinaires. Barème : deux cartons jaunes dans le même match ou un carton rouge direct donnent -3 points, et un carton jaune donne -1 point ;
5. position dans le classement par coefficient des équipes nationales masculines de l’UEFA.

| Rang | Équipe                  | Pts | J | G | N | P | Bp | Bc | Diff |
| ---- | ----------------------- | --- | - | - | - | - | -- | -- | ---- |
| 1    | Slovaquie (Gr. B)       | 4   | 3 | 1 | 1 | 1 | 3  | 3  | 0    |
| 2    | Irlande (Gr. E)         | 4   | 3 | 1 | 1 | 1 | 2  | 4  | -2   |
| 3    | Portugal (Gr. F)        | 3   | 3 | 0 | 3 | 0 | 4  | 4  | 0    |
| 4    | Irlande du Nord (Gr. C) | 3   | 3 | 1 | 0 | 2 | 2  | 2  | 0    |
| 5    | Turquie (Gr. D)         | 3   | 3 | 1 | 0 | 2 | 2  | 4  | -2   |
| 6    | Albanie (Gr. A)         | 3   | 3 | 1 | 0 | 2 | 1  | 3  | -2   |

La Slovaquie, l'Irlande, le Portugal et l'Irlande du Nord sont qualifiés pour les huitièmes de finale.

#### Appariements en huitièmes de finale
Puisque quatre des six groupes placent une troisième équipe dans le tableau final, les différentes combinaisons formées par les groupes de provenance des équipes qualifiées servent à les répartir contre les premiers des groupes A à D (voir tableau final ci-dessus), comme suit :
| Groupes d'origine des meilleurs 3e | Groupes d'origine des meilleurs 3e | Groupes d'origine des meilleurs 3e | Groupes d'origine des meilleurs 3e | Groupes d'origine des meilleurs 3e | Groupes d'origine des meilleurs 3e | Adversaires de       | Adversaires de       | Adversaires de | Adversaires de |
| Groupes d'origine des meilleurs 3e | Groupes d'origine des meilleurs 3e | Groupes d'origine des meilleurs 3e | Groupes d'origine des meilleurs 3e | Groupes d'origine des meilleurs 3e | Groupes d'origine des meilleurs 3e | [1A] France          | [1B] Pays de Galles  | [1C] Allemagne | [1D] Croatie   |
| ---------------------------------- | ---------------------------------- | ---------------------------------- | ---------------------------------- | ---------------------------------- | ---------------------------------- | -------------------- | -------------------- | -------------- | -------------- |
| A                                  | B                                  | C                                  | D                                  |                                    |                                    | [3C] Irlande du Nord | [3D] Turquie         | [3A] Albanie   | [3B] Slovaquie |
| A                                  | B                                  | C                                  |                                    | E                                  |                                    | [3C] Irlande du Nord | [3A] Albanie         | [3B] Slovaquie | [3E] Irlande   |
| A                                  | B                                  | C                                  |                                    |                                    | F                                  | [3C] Irlande du Nord | [3A] Albanie         | [3B] Slovaquie | [3F] Portugal  |
| A                                  | B                                  |                                    | D                                  | E                                  |                                    | [3D] Turquie         | [3A] Albanie         | [3B] Slovaquie | [3E] Irlande   |
| A                                  | B                                  |                                    | D                                  |                                    | F                                  | [3D] Turquie         | [3A] Albanie         | [3B] Slovaquie | [3F] Portugal  |
| A                                  | B                                  |                                    |                                    | E                                  | F                                  | [3E] Irlande         | [3A] Albanie         | [3B] Slovaquie | [3F] Portugal  |
| A                                  |                                    | C                                  | D                                  | E                                  |                                    | [3C] Irlande du Nord | [3D] Turquie         | [3A] Albanie   | [3E] Irlande   |
| A                                  |                                    | C                                  | D                                  |                                    | F                                  | [3C] Irlande du Nord | [3D] Turquie         | [3A] Albanie   | [3F] Portugal  |
| A                                  |                                    | C                                  |                                    | E                                  | F                                  | [3C] Irlande du Nord | [3A] Albanie         | [3F] Portugal  | [3E] Irlande   |
| A                                  |                                    |                                    | D                                  | E                                  | F                                  | [3D] Turquie         | [3A] Albanie         | [3F] Portugal  | [3E] Irlande   |
|                                    | B                                  | C                                  | D                                  | E                                  |                                    | [3C] Irlande du Nord | [3D] Turquie         | [3B] Slovaquie | [3E] Irlande   |
|                                    | B                                  | C                                  | D                                  |                                    | F                                  | [3C] Irlande du Nord | [3D] Turquie         | [3B] Slovaquie | [3F] Portugal  |
|                                    | B                                  | C                                  |                                    | E                                  | F                                  | [3E] Irlande         | [3C] Irlande du Nord | [3B] Slovaquie | [3F] Portugal  |
|                                    | B                                  |                                    | D                                  | E                                  | F                                  | [3E] Irlande         | [3D] Turquie         | [3B] Slovaquie | [3F] Portugal  |
|                                    |                                    | C                                  | D                                  | E                                  | F                                  | [3C] Irlande du Nord | [3D] Turquie         | [3F] Portugal  | [3E] Irlande   |

- Combinaison réalisée

## Phase à élimination directe

### Tableau final
|  | Huitièmes de finale                                      | Huitièmes de finale                                       |                |         | Quarts de finale                          | Quarts de finale                          |  |  | Demi-finales                                               | Demi-finales                                               |  |  | Finale                                         | Finale                                         |
|  | Huitièmes de finale                                      | Huitièmes de finale                                       |                |         | Quarts de finale                          | Quarts de finale                          |  |  | Demi-finales                                               | Demi-finales                                               |  |  | Finale                                         | Finale                                         |
|  |                                                          |                                                           |                |         |                                           |                                           |  |  |                                                            |                                                            |  |  |                                                |                                                |
|  | 25 juin 2016 - Stade Geoffroy-Guichard, Saint-Étienne    | 25 juin 2016 - Stade Geoffroy-Guichard, Saint-Étienne     |                |         | 30 juin 2016 - Stade Vélodrome, Marseille | 30 juin 2016 - Stade Vélodrome, Marseille |  |  | 6 juillet 2016 - Parc Olympique lyonnais, Décines-Charpieu | 6 juillet 2016 - Parc Olympique lyonnais, Décines-Charpieu |  |  | 10 juillet 2016 - Stade de France, Saint-Denis | 10 juillet 2016 - Stade de France, Saint-Denis |
|  | 25 juin 2016 - Stade Geoffroy-Guichard, Saint-Étienne    | 25 juin 2016 - Stade Geoffroy-Guichard, Saint-Étienne     |                |         | 30 juin 2016 - Stade Vélodrome, Marseille | 30 juin 2016 - Stade Vélodrome, Marseille |  |  | 6 juillet 2016 - Parc Olympique lyonnais, Décines-Charpieu | 6 juillet 2016 - Parc Olympique lyonnais, Décines-Charpieu |  |  | 10 juillet 2016 - Stade de France, Saint-Denis | 10 juillet 2016 - Stade de France, Saint-Denis |
|  | Suisse                                                   | 1 ap (4)                                                  |                |         | 30 juin 2016 - Stade Vélodrome, Marseille | 30 juin 2016 - Stade Vélodrome, Marseille |  |  | 6 juillet 2016 - Parc Olympique lyonnais, Décines-Charpieu | 6 juillet 2016 - Parc Olympique lyonnais, Décines-Charpieu |  |  | 10 juillet 2016 - Stade de France, Saint-Denis | 10 juillet 2016 - Stade de France, Saint-Denis |
|  | Suisse                                                   | 1 ap (4)                                                  |                |         | 30 juin 2016 - Stade Vélodrome, Marseille | 30 juin 2016 - Stade Vélodrome, Marseille |  |  | 6 juillet 2016 - Parc Olympique lyonnais, Décines-Charpieu | 6 juillet 2016 - Parc Olympique lyonnais, Décines-Charpieu |  |  | 10 juillet 2016 - Stade de France, Saint-Denis | 10 juillet 2016 - Stade de France, Saint-Denis |
|  | Pologne                                                  | 1 tab(5)                                                  |                |         | 30 juin 2016 - Stade Vélodrome, Marseille | 30 juin 2016 - Stade Vélodrome, Marseille |  |  | 6 juillet 2016 - Parc Olympique lyonnais, Décines-Charpieu | 6 juillet 2016 - Parc Olympique lyonnais, Décines-Charpieu |  |  | 10 juillet 2016 - Stade de France, Saint-Denis | 10 juillet 2016 - Stade de France, Saint-Denis |
|  | Pologne                                                  | 1 tab(5)                                                  | Pologne        | 1ap (3) |                                           |                                           |  |  | 6 juillet 2016 - Parc Olympique lyonnais, Décines-Charpieu | 6 juillet 2016 - Parc Olympique lyonnais, Décines-Charpieu |  |  | 10 juillet 2016 - Stade de France, Saint-Denis | 10 juillet 2016 - Stade de France, Saint-Denis |
|  | 25 juin 2016 - Stade Bollaert-Delelis, Lens              |                                                           | Pologne        | 1ap (3) |                                           |                                           |  |  | 6 juillet 2016 - Parc Olympique lyonnais, Décines-Charpieu | 6 juillet 2016 - Parc Olympique lyonnais, Décines-Charpieu |  |  | 10 juillet 2016 - Stade de France, Saint-Denis | 10 juillet 2016 - Stade de France, Saint-Denis |
|  |                                                          | Portugal                                                  | 1 tab(5)       |         |                                           |                                           |  |  | 6 juillet 2016 - Parc Olympique lyonnais, Décines-Charpieu | 6 juillet 2016 - Parc Olympique lyonnais, Décines-Charpieu |  |  | 10 juillet 2016 - Stade de France, Saint-Denis | 10 juillet 2016 - Stade de France, Saint-Denis |
|  | Croatie                                                  | Portugal                                                  | 1 tab(5)       | 0       |                                           |                                           |  |  | 6 juillet 2016 - Parc Olympique lyonnais, Décines-Charpieu | 6 juillet 2016 - Parc Olympique lyonnais, Décines-Charpieu |  |  | 10 juillet 2016 - Stade de France, Saint-Denis | 10 juillet 2016 - Stade de France, Saint-Denis |
|  | Croatie                                                  | 1er juillet 2016 - Stade Pierre-Mauroy, Villeneuve-d'Ascq |                | 0       |                                           |                                           |  |  | 6 juillet 2016 - Parc Olympique lyonnais, Décines-Charpieu | 6 juillet 2016 - Parc Olympique lyonnais, Décines-Charpieu |  |  | 10 juillet 2016 - Stade de France, Saint-Denis | 10 juillet 2016 - Stade de France, Saint-Denis |
|  | Portugal                                                 | 1 ap                                                      |                |         |                                           |                                           |  |  | 6 juillet 2016 - Parc Olympique lyonnais, Décines-Charpieu | 6 juillet 2016 - Parc Olympique lyonnais, Décines-Charpieu |  |  | 10 juillet 2016 - Stade de France, Saint-Denis | 10 juillet 2016 - Stade de France, Saint-Denis |
|  | Portugal                                                 | 1 ap                                                      | Portugal       | 2       |                                           |                                           |  |  |                                                            |                                                            |  |  | 10 juillet 2016 - Stade de France, Saint-Denis | 10 juillet 2016 - Stade de France, Saint-Denis |
|  | 25 juin 2016 - Parc des Princes, Paris                   |                                                           | Portugal       | 2       |                                           |                                           |  |  |                                                            |                                                            |  |  | 10 juillet 2016 - Stade de France, Saint-Denis | 10 juillet 2016 - Stade de France, Saint-Denis |
|  |                                                          | Pays de Galles                                            | 0              |         |                                           |                                           |  |  |                                                            |                                                            |  |  | 10 juillet 2016 - Stade de France, Saint-Denis | 10 juillet 2016 - Stade de France, Saint-Denis |
|  | Pays de Galles                                           | Pays de Galles                                            | 0              | 1       |                                           |                                           |  |  |                                                            |                                                            |  |  | 10 juillet 2016 - Stade de France, Saint-Denis | 10 juillet 2016 - Stade de France, Saint-Denis |
|  | Pays de Galles                                           | 7 juillet 2016 - Stade Vélodrome, Marseille               |                | 1       |                                           |                                           |  |  |                                                            |                                                            |  |  | 10 juillet 2016 - Stade de France, Saint-Denis | 10 juillet 2016 - Stade de France, Saint-Denis |
|  | Irlande du Nord                                          | 0                                                         |                |         |                                           |                                           |  |  |                                                            |                                                            |  |  | 10 juillet 2016 - Stade de France, Saint-Denis | 10 juillet 2016 - Stade de France, Saint-Denis |
|  | Irlande du Nord                                          | 0                                                         | Pays de Galles | 3       |                                           |                                           |  |  |                                                            |                                                            |  |  | 10 juillet 2016 - Stade de France, Saint-Denis | 10 juillet 2016 - Stade de France, Saint-Denis |
|  | 26 juin 2016 - Stadium de Toulouse, Toulouse             |                                                           | Pays de Galles | 3       |                                           |                                           |  |  |                                                            |                                                            |  |  | 10 juillet 2016 - Stade de France, Saint-Denis | 10 juillet 2016 - Stade de France, Saint-Denis |
|  |                                                          | Belgique                                                  | 1              |         |                                           |                                           |  |  |                                                            |                                                            |  |  | 10 juillet 2016 - Stade de France, Saint-Denis | 10 juillet 2016 - Stade de France, Saint-Denis |
|  | Hongrie                                                  | Belgique                                                  | 1              | 0       |                                           |                                           |  |  |                                                            |                                                            |  |  | 10 juillet 2016 - Stade de France, Saint-Denis | 10 juillet 2016 - Stade de France, Saint-Denis |
|  | Hongrie                                                  | 2 juillet 2016 - Matmut Atlantique, Bordeaux              |                | 0       |                                           |                                           |  |  |                                                            |                                                            |  |  | 10 juillet 2016 - Stade de France, Saint-Denis | 10 juillet 2016 - Stade de France, Saint-Denis |
|  | Belgique                                                 | 4                                                         |                |         |                                           |                                           |  |  |                                                            |                                                            |  |  | 10 juillet 2016 - Stade de France, Saint-Denis | 10 juillet 2016 - Stade de France, Saint-Denis |
|  | Belgique                                                 | 4                                                         | Portugal       | 1 ap    |                                           |                                           |  |  |                                                            |                                                            |  |  |                                                |                                                |
|  | 26 juin 2016 - Stade Pierre-Mauroy, Villeneuve-d'Ascq    |                                                           | Portugal       | 1 ap    |                                           |                                           |  |  |                                                            |                                                            |  |  |                                                |                                                |
|  |                                                          | France                                                    | 0              |         |                                           |                                           |  |  |                                                            |                                                            |  |  |                                                |                                                |
|  | Allemagne                                                | France                                                    | 0              | 3       |                                           |                                           |  |  |                                                            |                                                            |  |  |                                                |                                                |
|  | Allemagne                                                |                                                           |                | 3       |                                           |                                           |  |  |                                                            |                                                            |  |  |                                                |                                                |
|  | Slovaquie                                                | 0                                                         |                |         |                                           |                                           |  |  |                                                            |                                                            |  |  |                                                |                                                |
|  | Slovaquie                                                | 0                                                         | Allemagne      | 1ap (6) |                                           |                                           |  |  |                                                            |                                                            |  |  |                                                |                                                |
|  | 27 juin 2016 - Stade de France, Saint-Denis              |                                                           | Allemagne      | 1ap (6) |                                           |                                           |  |  |                                                            |                                                            |  |  |                                                |                                                |
|  |                                                          | Italie                                                    | 1 tab(5)       |         |                                           |                                           |  |  |                                                            |                                                            |  |  |                                                |                                                |
|  | Italie                                                   | Italie                                                    | 1 tab(5)       | 2       |                                           |                                           |  |  |                                                            |                                                            |  |  |                                                |                                                |
|  | Italie                                                   | 3 juillet 2016 - Stade de France, Saint-Denis             |                | 2       |                                           |                                           |  |  |                                                            |                                                            |  |  |                                                |                                                |
|  | Espagne                                                  | 0                                                         |                |         |                                           |                                           |  |  |                                                            |                                                            |  |  |                                                |                                                |
|  | Espagne                                                  | 0                                                         | Allemagne      | 0       |                                           |                                           |  |  |                                                            |                                                            |  |  |                                                |                                                |
|  | 26 juin 2016 - Parc Olympique lyonnais, Décines-Charpieu |                                                           | Allemagne      | 0       |                                           |                                           |  |  |                                                            |                                                            |  |  |                                                |                                                |
|  |                                                          | France                                                    | 2              |         |                                           |                                           |  |  |                                                            |                                                            |  |  |                                                |                                                |
|  | France                                                   | France                                                    | 2              | 2       |                                           |                                           |  |  |                                                            |                                                            |  |  |                                                |                                                |
|  | France                                                   |                                                           |                | 2       |                                           |                                           |  |  |                                                            |                                                            |  |  |                                                |                                                |
|  | Irlande                                                  | 1                                                         |                |         |                                           |                                           |  |  |                                                            |                                                            |  |  |                                                |                                                |
|  | Irlande                                                  | 1                                                         | France         | 5       |                                           |                                           |  |  |                                                            |                                                            |  |  |                                                |                                                |
|  | 27 juin 2016 - Allianz Riviera, Nice                     |                                                           | France         | 5       |                                           |                                           |  |  |                                                            |                                                            |  |  |                                                |                                                |
|  |                                                          | Islande                                                   | 2              |         |                                           |                                           |  |  |                                                            |                                                            |  |  |                                                |                                                |
|  | Angleterre                                               | Islande                                                   | 2              | 1       |                                           |                                           |  |  |                                                            |                                                            |  |  |                                                |                                                |
|  | Angleterre                                               |                                                           |                | 1       |                                           |                                           |  |  |                                                            |                                                            |  |  |                                                |                                                |
|  | Islande                                                  | 2                                                         |                |         |                                           |                                           |  |  |                                                            |                                                            |  |  |                                                |                                                |
|  | Islande                                                  | 2                                                         |                |         |                                           |                                           |  |  |                                                            |                                                            |  |  |                                                |                                                |

Parmi les nations qualifiées pour les huitièmes de finale, toutes celles qui ont déjà remporté une Coupe du monde ou d'Europe se trouvent dans la seconde partie de tableau, ce qui garantit que l'un des finalistes au moins jouera pour obtenir son premier titre. Dans la première partie, seuls la Belgique et le Portugal ont déjà atteint une finale du championnat d'Europe (Euro 1980 et 2004 respectivement) alors que la Hongrie a quant à elle disputé deux finales de Coupe du monde (1938 et 1954).

### Huitièmes de finale
| Match 37                                             | Suisse                                             | 1 - 1 (ap)            | Pologne                                                  | Stade Geoffroy-Guichard, Saint-Étienne            |                                                   |
| 25 juin 2016 · 15 h CEST · Historique des rencontres | ( Derdiyok) Shaqiri 82e                            | (0 - 1, 1 - 1, 1 - 1) | 39e Błaszczykowski (Grosicki )                           | Spectateurs : 38 842 Arbitrage : Mark Clattenburg | Spectateurs : 38 842 Arbitrage : Mark Clattenburg |
| 25 juin 2016 · 15 h CEST · Historique des rencontres | Rapport                                            |                       |                                                          | Spectateurs : 38 842 Arbitrage : Mark Clattenburg | Spectateurs : 38 842 Arbitrage : Mark Clattenburg |
| 25 juin 2016 · 15 h CEST · Historique des rencontres | Lichtsteiner · Xhaka · Shaqiri · Schär · Rodríguez | Tirs au but 4 - 5     | Lewandowski · Milik · Glik · Błaszczykowski · Krychowiak | Spectateurs : 38 842 Arbitrage : Mark Clattenburg | Spectateurs : 38 842 Arbitrage : Mark Clattenburg |

Dans le premier huitième de finale de ce championnat d'Europe, l'équipe de Pologne est opposée à la Suisse. Deux buts, de Jakub Błaszczykowski et de Xherdan Shaqiri, ne suffisent pas à départager les deux équipes au terme du temps réglementaire et de la prolongation (1-1). La Pologne l'emporte finalement aux tirs au but, Granit Xhaka ratant son penalty pour la Suisse (4-5).
| Match 38                                             | Pays de Galles    | 1 - 0   | Irlande du Nord | Parc des Princes, Paris                          |                                                  |
| 25 juin 2016 · 18 h CEST · Historique des rencontres | McAuley 75e (csc) | (0 - 0) |                 | Spectateurs : 44 342 Arbitrage : Martin Atkinson | Spectateurs : 44 342 Arbitrage : Martin Atkinson |
| 25 juin 2016 · 18 h CEST · Historique des rencontres | Rapport           |         |                 | Spectateurs : 44 342 Arbitrage : Martin Atkinson | Spectateurs : 44 342 Arbitrage : Martin Atkinson |

Le derby britannique est remporté par l'équipe du pays de Galles (1-0), grâce à un but contre son camp du défenseur nord-irlandais Gareth McAuley. Les Gallois ont peiné face à une défense nord-irlandaise solide, mais se qualifient tout de même pour leur premier quart de finale européen. L'Irlande du Nord sort la tête haute d'une compétition disputée dans un bon état d'esprit, notamment grâce à ses nombreux et exemplaires supporteurs,,.
| Match 39                                             | Croatie | 0 - 1 (ap)            | Portugal      | Stade Bollaert-Delelis, Lens                             |                                                          |
| 25 juin 2016 · 21 h CEST · Historique des rencontres |         | (0 - 0, 0 - 0, 0 - 0) | 117e Quaresma | Spectateurs : 33 523 Arbitrage : Carlos Velasco Carballo | Spectateurs : 33 523 Arbitrage : Carlos Velasco Carballo |
| 25 juin 2016 · 21 h CEST · Historique des rencontres | Rapport |                       |               | Spectateurs : 33 523 Arbitrage : Carlos Velasco Carballo | Spectateurs : 33 523 Arbitrage : Carlos Velasco Carballo |

Dans un match très fermé, le Portugal arrive à se défaire des Croates (1-0 a.p) grâce à un but de Ricardo Quaresma à la 117e minute, alors que Rui Patricio venait d'effectuer une parade décisive à la suite d'un corner croate. Alors que les attentes sur ce match étaient assez importantes entre le Portugal, finaliste de l'Euro 2004, et la Croatie, déjà deux fois quart de finaliste de l'Euro, aucune équipe n'a réussi à développer un jeu offensif, en dépit de la présence de joueurs évoluant dans certains des meilleurs clubs européens. Le temps réglementaire n'a vu aucun tir de la part des deux équipes. La Croatie quitte la compétition après avoir impressionné au premier tour en battant notamment l'Espagne.
| Match 40                                             | France                                           | 2 - 1   | Irlande         | Parc Olympique lyonnais, Décines-Charpieu       |                                                 |
| 26 juin 2016 · 15 h CEST · Historique des rencontres | ( Sagna) Griezmann 58e · ( Giroud) Griezmann 61e | (0 - 1) | 2e (pen.) Brady | Spectateurs : 56 279 Arbitrage : Nicola Rizzoli | Spectateurs : 56 279 Arbitrage : Nicola Rizzoli |
| 26 juin 2016 · 15 h CEST · Historique des rencontres | Rapport                                          |         |                 | Spectateurs : 56 279 Arbitrage : Nicola Rizzoli | Spectateurs : 56 279 Arbitrage : Nicola Rizzoli |

Un doublé éclair d'Antoine Griezmann permet à la France de l'emporter face à l'équipe irlandaise (2-1). Un penalty (obtenu par Shane Long, concédé par Paul Pogba) transformé par Robbie Brady a, dès la 2e minute, donné l'avantage à la Green Army, qui n'aura mené qu'une mi-temps face au pays organisateur. Les Irlandais quittent néanmoins la compétition la tête haute, en se rachetant auprès de leurs supporters et en faisant mieux qu'à leur dernière participation où ils avaient terminés derniers du tournoi avec 0 point (Euro 2012). Quant à l'équipe de France, elle retrouve ses capacités offensives mais sa fébrilité défensive laisse douter certains médias que les Bleus parviennent à atteindre l'objectif initial, à savoir le dernier carré de la compétition.
| Match 41                                             | Allemagne                                                  | 3 - 0   | Slovaquie | Stade Pierre-Mauroy, Villeneuve-d'Ascq            |                                                   |
| 26 juin 2016 · 18 h CEST · Historique des rencontres | Boateng 8e · ( Draxler) Gómez 43e · ( Hummels) Draxler 63e | (2 - 0) |           | Spectateurs : 44 312 Arbitrage : Szymon Marciniak | Spectateurs : 44 312 Arbitrage : Szymon Marciniak |
| 26 juin 2016 · 18 h CEST · Historique des rencontres | Rapport                                                    |         |           | Spectateurs : 44 312 Arbitrage : Szymon Marciniak | Spectateurs : 44 312 Arbitrage : Szymon Marciniak |

Les champions du monde allemands l'emportent facilement face à la Slovaquie sur le score de trois buts à zéro. Jérôme Boateng, en ouvrant le score pour la Nationalmannschaft, inscrit son premier but en sélection d'une reprise de volée.
| Match 42                                             | Hongrie | 0 - 4   | Belgique                                                                                            | Stadium, Toulouse                              |                                                |
| 26 juin 2016 · 21 h CEST · Historique des rencontres |         | (0 - 1) | 10e Alderweireld (De Bruyne ) · 78e Batshuayi (Hazard ) · 80e Hazard · 90+1e Carrasco (Nainggolan ) | Spectateurs : 28 921 Arbitrage : Milorad Mažić | Spectateurs : 28 921 Arbitrage : Milorad Mažić |
| 26 juin 2016 · 21 h CEST · Historique des rencontres | Rapport |         | | Spectateurs : 28 921 Arbitrage : Milorad Mažić | Spectateurs : 28 921 Arbitrage : Milorad Mažić |

Dans une rencontre où la Hongrie est souvent en possession de la balle, c'est l'équipe des Diables Rouges qui ouvre le score, rapidement, par son défenseur central Toby Alderweireld. Dans la seconde période, les Hongrois manquent de réalisme alors que les Belges se procurent les meilleures occasions. Finalement, les Magyars encaissent trois buts dans les derniers instants du match, dont deux par les remplaçants Michy Batshuayi et Yannick Carrasco.
| Match 43                                             | Italie                                                | 2 - 0   | Espagne | Stade de France, Saint-Denis                  |                                               |
| 27 juin 2016 · 18 h CEST · Historique des rencontres | ( Giaccherini) Chiellini 33e · ( Darmian) Pellè 90+1e | (1 - 0) |         | Spectateurs : 76 165 Arbitrage : Cüneyt Çakır | Spectateurs : 76 165 Arbitrage : Cüneyt Çakır |
| 27 juin 2016 · 18 h CEST · Historique des rencontres | Rapport                                               |         |         | Spectateurs : 76 165 Arbitrage : Cüneyt Çakır | Spectateurs : 76 165 Arbitrage : Cüneyt Çakır |

Dans un remake de la finale du dernier championnat d'Europe, les vice-champions italiens prennent leur revanche sur les doubles tenants du titre espagnols en l'emportant deux à zéro. Méconnaissable durant les 45 premières minutes, la Roja paye son manque d'engagement et encaisse le premier but de la rencontre. L'Espagne n'avait plus encaissé de but lors d'un match à élimination directe de l'Euro depuis 2000. Plus dominateurs en seconde période, les Espagnols butent sur Gianluigi Buffon, qui permet, par quatre fois, à l'Italie de garder le score intact. De son côté, David de Gea empêche les Transalpins d'aggraver le score. En toute fin de match, Graziano Pellè, comme face à la Belgique au premier tour, double la mise et assure à l'Italie sa première victoire face à l'Espagne en compétition officielle depuis le 9 juillet 1994 en quart de finale de la Coupe du monde.
| Match 44                                             | Angleterre       | 1 - 2   | Islande                                                    | Allianz Riviera, Nice                          |                                                |
| 27 juin 2016 · 21 h CEST · Historique des rencontres | Rooney 4e (pen.) | (1 - 2) | 6e R. Sigurðsson (Árnason ) · 18e Sigþórsson (Böðvarsson ) | Spectateurs : 33 901 Arbitrage : Damir Skomina | Spectateurs : 33 901 Arbitrage : Damir Skomina |
| 27 juin 2016 · 21 h CEST · Historique des rencontres | Rapport          |         |                                                            | Spectateurs : 33 901 Arbitrage : Damir Skomina | Spectateurs : 33 901 Arbitrage : Damir Skomina |

Donnée largement favorite au coup d'envoi, l'Angleterre se fait pourtant surprendre par le petit poucet islandais (1-2). Les Three Lions pensent avoir fait le plus dur en ouvrant le score dès la 4e minute par un pénalty de Wayne Rooney. Mais les Vikings égalisent dans la foulée à la 6e minute et prennent même l'avantage à la 18e minute grâce à leur attaquant Kolbeinn Sigþórsson. Le score en reste là et l'Angleterre est éliminée tandis que l'Islande se qualifie pour les quarts de finale de son premier tournoi international. Cette défaite est vue par la presse britannique comme « la plus humiliante de l'histoire » de la sélection anglaise.

### Quarts de finale
| Match 45                                             | Pologne                                     | 1 - 1 (ap)            | Portugal                                       | Stade Vélodrome, Marseille                   |                                              |
| 30 juin 2016 · 21 h CEST · Historique des rencontres | ( Grosicki) Lewandowski 2e                  | (1 - 1, 1 - 1, 1 - 1) | 33e Sanches (Nani )                            | Spectateurs : 62 940 Arbitrage : Felix Brych | Spectateurs : 62 940 Arbitrage : Felix Brych |
| 30 juin 2016 · 21 h CEST · Historique des rencontres | Rapport                                     |                       |                                                | Spectateurs : 62 940 Arbitrage : Felix Brych | Spectateurs : 62 940 Arbitrage : Felix Brych |
| 30 juin 2016 · 21 h CEST · Historique des rencontres | Lewandowski · Milik · Glik · Błaszczykowski | Tirs au but 3 - 5     | Ronaldo · Sanches · Moutinho · Nani · Quaresma | Spectateurs : 62 940 Arbitrage : Felix Brych | Spectateurs : 62 940 Arbitrage : Felix Brych |

Dans un match annoncé équilibré, la Pologne ouvre le score dès la 2e minute grâce à Robert Lewandowski. Puis, 30 minutes plus tard, le jeune Renato Sanches égalise. En deuxième mi-temps, les deux équipes ne parviennent pas à marquer malgré des occasions de chaque côté. La prolongation ne donne rien. Lors de la séance de tirs au but, les trois premières tentatives des deux équipes sont réussies, jusqu'au tir du Polonais Jakub Błaszczykowski qui est arrêté par Rui Patrício. Ensuite, c'est Ricardo Quaresma qui a la balle de qualification au bout du pied et celui-ci marque son tir en pleine lucarne. Le Portugal se qualifie pour les demi-finales avec un bilan d'un match gagné (en prolongation) et quatre nuls en cinq matchs, ce qui n'échappe à la critique de plusieurs journalistes, notamment français.
| Match 46                                                 | Pays de Galles                                                           | 3 - 1   | Belgique                 | Stade Pierre-Mauroy, Villeneuve-d'Ascq         |                                                |
| 1er juillet 2016 · 21 h CEST · Historique des rencontres | ( Ramsey) Williams 31e · ( Ramsey) Robson-Kanu 55e · ( Gunter) Vokes 86e | (1 - 1) | 13e Nainggolan (Hazard ) | Spectateurs : 45 936 Arbitrage : Damir Skomina | Spectateurs : 45 936 Arbitrage : Damir Skomina |
| 1er juillet 2016 · 21 h CEST · Historique des rencontres | Rapport                                                                  |         |                          | Spectateurs : 45 936 Arbitrage : Damir Skomina | Spectateurs : 45 936 Arbitrage : Damir Skomina |

Annoncés comme favoris, les Diables rouges dominent les premières minutes du match. Cela se concrétise avec le but de Radja Nainggolan à la 13e minute, qui marque en pleine lucarne dans l'axe des 25 mètres. Cependant les Gallois n'abdiquent pas et enchaînent les occasions mais butent sur la défense belge. Jusqu'à la 31e minute où Ashley Williams égalise grâce à une reprise du ballon avec la tête. En seconde mi-temps, les Belges dominent les dix premières minutes tandis que les Gallois ne font que défendre. Mais sur une occasion, Robson-Kanu donne l'avantage au pays de Galles (2-1). Les Diables rouges passent alors à l'offensive mais sont mis en échec par une solide défense galloise. C'est à la 86e minute, cette fois-ci encore, sur une rare occasion galloise en contre que Vokes propulse son équipe en demi-finale d'un but marqué de la tête sur un centre précis de Gunter. les Gallois se qualifient pour la première demi-finale de leur histoire dans un grand tournoi. La Belgique repart avec beaucoup de déception, au terme d'un match où le sélectionneur Marc Wilmots sera tenu responsable pour ses choix tactiques médiocres.
| Match 47                                               | Allemagne                                                                               | 1 - 1 (ap)            | Italie                                                                                    | Matmut Atlantique, Bordeaux                    |                                                |
| 2 juillet 2016 · 21 h CEST · Historique des rencontres | Özil 65e                                                                                | (0 - 0, 1 - 1, 1 - 1) | 78e (pen.) Bonucci                                                                        | Spectateurs : 38 764 Arbitrage : Viktor Kassai | Spectateurs : 38 764 Arbitrage : Viktor Kassai |
| 2 juillet 2016 · 21 h CEST · Historique des rencontres | Rapport                                                                                 |                       |                                                                                           | Spectateurs : 38 764 Arbitrage : Viktor Kassai | Spectateurs : 38 764 Arbitrage : Viktor Kassai |
| 2 juillet 2016 · 21 h CEST · Historique des rencontres | Kroos · Müller · Özil · Draxler · Schweinsteiger · Hummels · Kimmich · Boateng · Hector | Tirs au but 6 - 5     | Insigne · Zaza · Barzagli · Pellè · Bonucci · Giaccherini · Parolo · De Sciglio · Darmian | Spectateurs : 38 764 Arbitrage : Viktor Kassai | Spectateurs : 38 764 Arbitrage : Viktor Kassai |

Cette affiche des quarts de finale oppose deux des favoris de ce championnat d'Europe : d'un côté, l'Allemagne championne du monde en titre et, de l'autre, l'Italie du vétéran Gianluigi Buffon. L'équipe italienne est considérée comme la bête noire de l'Allemagne, car la Nationalmannschaft n'a jamais battu la Squadra Azzurra en 8 rencontres de phase finale (Euro ou Mondial). Dans une rencontre de haut niveau, ce sont les champions du monde qui ouvrent le score après une longue domination, en deuxième période, grâce à Mesut Özil. Les Transalpins jouent en contre et arrivent à résister aux assauts allemands. Sur un penalty provoqué par Jérôme Boateng, le bianconero Leonardo Bonucci égalise pour les Italiens, qui arrachent ainsi la prolongation. Alors que les occasions allemandes et italiennes s'enchaînent, les deux équipes ne parviennent pas à se départager. À la fin du match, une séance de tirs au but d'anthologie démarre : c'est le 9e tireur allemand, Jonas Hector, qui qualifie l'Allemagne pour la demi-finale. Sur neuf tireurs de chaque côté, trois Allemands et quatre Italiens ratent leur tentative ou butent sur les deux gardiens adverses. En continuant la compétition, l'Allemagne rallonge sa liste de records : ce sera sa sixième demi-finale consécutive dans un grand tournoi et, pour la première fois, la Mannschaft élimine directement l'Italie, sans toutefois la battre.
| Match 48                                               | France | 5 - 2   | Islande                                                        | Stade de France, Saint-Denis                   |                                                |
| 3 juillet 2016 · 21 h CEST · Historique des rencontres | ( Matuidi) Giroud 12e · ( Griezmann) Pogba 20e · ( Griezmann) Payet 43e · ( Giroud) Griezmann 45e · ( Payet) Giroud 59e | (4 - 0) | 56e Sigþórsson (G. Sigurðsson ) · 84e B. Bjarnason (Skúlason ) | Spectateurs : 76 833 Arbitrage : Björn Kuipers | Spectateurs : 76 833 Arbitrage : Björn Kuipers |
| 3 juillet 2016 · 21 h CEST · Historique des rencontres | Rapport |         |                                                                | Spectateurs : 76 833 Arbitrage : Björn Kuipers | Spectateurs : 76 833 Arbitrage : Björn Kuipers |

Cette affiche des quarts de finale semble sur le papier la plus déséquilibrée, entre d'un côté la France, championne du monde, double championne d'Europe et double vainqueur de la Coupe des confédérations, et de l'autre l'Islande, néophyte mais révélation du tournoi. De fait, la supériorité française ne fait aucun doute au cours de la première période et le pays hôte mène 4 buts à 0 à la mi-temps grâce aux buts de Giroud, Pogba, Payet et Griezmann. C'est la première fois de l’histoire de l’Euro qu’une équipe inscrit 4 buts lors d’une première mi-temps d’un match. L'Islande parvient cependant à se reprendre en deuxième période en inscrivant deux buts, en encaissant cependant un de plus, par Olivier Giroud une nouvelle fois. La rencontre se termine sur le score de 5 buts à 2, un remake du match contre la Suisse au dernier mondial, et la France se qualifie pour les demi-finales de « son » Euro pour affronter sa bête noire, l'Allemagne.

### Demi-finales
| Match 49                                               | Portugal                                       | 2 - 0   | Pays de Galles | Parc Olympique lyonnais, Décines-Charpieu       |                                                 |
| 6 juillet 2016 · 21 h CEST · Historique des rencontres | ( Guerreiro) Ronaldo 50e · ( Ronaldo) Nani 53e | (0 - 0) |                | Spectateurs : 55 679 Arbitrage : Jonas Eriksson | Spectateurs : 55 679 Arbitrage : Jonas Eriksson |
| 6 juillet 2016 · 21 h CEST · Historique des rencontres | Rapport                                        |         |                | Spectateurs : 55 679 Arbitrage : Jonas Eriksson | Spectateurs : 55 679 Arbitrage : Jonas Eriksson |

Dans cette première demi-finale, on retrouve le Portugal, qui n'a pas encore remporté un match dans le temps réglementaire dans ce tournoi, et le pays de Galles, surprise de cet Euro, qui a notamment battu la Belgique en quart de finale. La première mi-temps est pauvre en occasions. La seconde mi-temps est plus animée et le Portugal ouvre le score sur une tête de Cristiano Ronaldo puis double la mise trois minutes plus tard sur une frappe de Ronaldo déviée par Nani. Le Pays de Galles ne revient pas dans ce match et le Portugal l'emporte deux à zéro et se qualifie pour sa deuxième finale européenne.
| Match 50                                               | Allemagne | 0 - 2   | France                     | Stade Vélodrome, Marseille                      |                                                 |
| 7 juillet 2016 · 21 h CEST · Historique des rencontres |           | (0 - 1) | 45+2e (pen.) 72e Griezmann | Spectateurs : 64 078 Arbitrage : Nicola Rizzoli | Spectateurs : 64 078 Arbitrage : Nicola Rizzoli |
| 7 juillet 2016 · 21 h CEST · Historique des rencontres | Rapport   |         |                            | Spectateurs : 64 078 Arbitrage : Nicola Rizzoli | Spectateurs : 64 078 Arbitrage : Nicola Rizzoli |

Alors que les Bleus n'ont plus battu les Allemands en compétition officielle depuis le Mondial 1958, c'est la première fois que l'Allemagne et la France s'affrontent à l'Euro. La Mannschaft dispute sa sixième demi-finale d'affilée, en Coupe du monde et à l'Euro. Dans une rencontre annoncée serrée entre les champions du monde allemands et le pays hôte français, l'entame de match est en faveur des Français qui sont disposés en 4-2-3-1, mais supérieurs techniquement les Allemands dominent la première mi-temps face à des Bleus regroupés en défense. Sur un corner français en fin de première mi-temps, Bastian Schweinsteiger touche le ballon de la main et l'arbitre siffle penalty, Antoine Griezmann le transforme et la France mène contre le cours du jeu. En deuxième mi-temps, les Français plus libérés, continuent de défendre mais les Allemands n'ont plus la même emprise. Antoine Griezmann reprend de la semelle un centre de Paul Pogba dévié par le gardien Manuel Neuer qui voit la balle passer entre ses jambes. Les Bleus conservent leur avance jusqu'en fin de match avec notamment une parade décisive d'Hugo Lloris devant Joshua Kimmich dans les arrêts de jeu. La France se qualifie pour la finale de « son » Euro grâce au doublé de Griezmann, meilleur buteur de la compétition avec 6 buts.

### Finale
| Finale                                                  | Portugal              | 1 - 0 a. p.           | France | Stade de France, Saint-Denis                      |                                                   |
| 10 juillet 2016 · 21 h CEST · Historique des rencontres | ( Moutinho) Éder 109e | (0 - 0, 0 - 0, 0 - 0) |        | Spectateurs : 75 868 Arbitrage : Mark Clattenburg | Spectateurs : 75 868 Arbitrage : Mark Clattenburg |
| 10 juillet 2016 · 21 h CEST · Historique des rencontres | Rapport               |                       |        | Spectateurs : 75 868 Arbitrage : Mark Clattenburg | Spectateurs : 75 868 Arbitrage : Mark Clattenburg |

| Portugal | France |

| Portugal :      |    |                   |        |     |
|                 |    |                   |        |     |
| Gardien de but  | 1  | Rui Patrício      | 120+3e |     |
|                 | 3  | Pepe              |        |     |
|                 | 4  | José Fonte        | 119e   |     |
|                 | 5  | Raphaël Guerreiro | 95e    |     |
|                 | 7  | Cristiano Ronaldo |        | 25e |
|                 | 10 | João Mário        | 62e    |     |
|                 | 14 | William Carvalho  | 98e    |     |
|                 | 16 | Renato Sanches    |        | 79e |
|                 | 17 | Nani              |        |     |
|                 | 21 | Cédric            | 34e    |     |
|                 | 23 | Adrien Silva      |        | 66e |
| Remplaçants :   |    |                   |        |     |
|                 | 20 | Ricardo Quaresma  |        | 25e |
|                 | 8  | João Moutinho     |        | 66e |
|                 | 9  | Éder              |        | 79e |
| Sélectionneur : |    |                   |        |     |
| Fernando Santos |    |                   |        |     |

| France :         |    |                     |      |      |
|                  |    |                     |      |      |
| Gardien de but   | 1  | Hugo Lloris         |      |      |
|                  | 3  | Patrice Évra        |      |      |
|                  | 7  | Antoine Griezmann   |      |      |
|                  | 8  | Dimitri Payet       |      | 58e  |
|                  | 9  | Olivier Giroud      |      | 78e  |
|                  | 14 | Blaise Matuidi      | 97e  |      |
|                  | 15 | Paul Pogba          | 115e |      |
|                  | 18 | Moussa Sissoko      |      | 110e |
|                  | 19 | Bacary Sagna        |      |      |
|                  | 21 | Laurent Koscielny   | 107e |      |
|                  | 22 | Samuel Umtiti       | 80e  |      |
| Remplaçants :    |    |                     |      |      |
|                  | 20 | Kingsley Coman      |      | 58e  |
|                  | 10 | André-Pierre Gignac |      | 78e  |
|                  | 11 | Anthony Martial     |      | 110e |
| Sélectionneur :  |    |                     |      |      |
| Didier Deschamps |    |                     |      |      |

| Assistants : Simon Beck Jake Collin Quatrième arbitre : Viktor Kassai Arbitres assistants additionnels : Anthony Taylor Andre Marriner (en) Homme du match : Pepe |

Dominateurs en première partie de match[réf. nécessaire], les Français parviennent à se procurer de réelles occasions. La Seleção parvient cependant à résister au jeu de l'équipe de France malgré la blessure rapide de Cristiano Ronaldo. Alors que le match venait à peine de débuter, sur un contact appuyé de Dimitri Payet, le capitaine de la Seleção, Cristiano Ronaldo, s'effondre sur le terrain dès la 8e minute de jeu. Touché au genou, le joueur portugais fait son retour sur la pelouse du Stade de France, mais dix minutes plus tard (18e), il s'effondre en pleurs, faisant signe au banc lusitanien de le remplacer. Malgré une intervention du staff médical portugais, il quitte définitivement la finale de l'Euro 2016 (24e) sur civière et sous l'ovation du public. Aussitôt remplacé par Ricardo Quaresma. Les Portugais parviennent à résister aux Français jusqu'à la pause.
En deuxième période, les Bleus continuent de dominer sans parvenir à concrétiser malgré la rentrée de Kingsley Coman à la place de Dimitri Payet à la 58e minute redonnant de l'énergie à l'attaque française qui se procure des occasions par Olivier Giroud à la 75e ou encore Moussa Sissoko à la 85e minute. Le Portugal effectue quant à lui ses deux derniers changements avec les rentrées de João Moutinho à la place d'Adrien Silva à la 66e minute et d'Éder à la place de Renato Sanches à la 79e minute, tandis qu'Olivier Giroud cède sa place à André-Pierre Gignac côté français. Ce dernier est d'ailleurs l'auteur de la plus belle occasion française dans le temps additionnel de la deuxième période lorsque, après avoir éliminé Pepe d'un crochet, sa frappe échoue sur le poteau intérieur droit d'un Rui Patrício battu.
C'est donc en prolongation que les deux finalistes de cet Euro 2016 ont vu le score évoluer. Entré en fin de match, en remplacement de Renato Sanches, l'attaquant Éder a su peser sur la défense tricolore. À la 107e minute, il touche le ballon de la main, mais la faute est attribuée par erreur au défenseur Laurent Koscielny, qui reçoit un carton jaune. Le Portugal obtient pour l’occasion un coup franc très bien placé, que Raphaël Guerreiro place sur la barre du but français, dans le même temps, le gardien se blesse légèrement. Deux minutes après, Laurent Koscielny déjà averti, laisse s'échapper Éder  qui parvient à ouvrir le score d'une frappe puissante à ras de terre, plein axe (109e). Les Portugais parviennent alors à inverser la tendance et remporter leur premier match contre la France depuis 41 ans. En s'imposant dans cette finale de l'Euro 2016, la Seleção parvient à battre les Français jouant à domicile.
La Seleção parvient à remporter son premier titre international et se qualifie pour la Coupe des confédérations de 2017 qui se tiendra en Russie.

## Statistiques et récompenses

### Statistiques générales
- L'Espagne est l'équipe ayant le plus réussi de passes avec 91 % de réussite. Elle est suivie de la Suisse (91 %) et de l'Allemagne (90 %)[114].
- L'Allemagne est l'équipe qui possède le plus le ballon durant un match avec une moyenne de 63 % de possession. Elle est suivie de l'Espagne avec 61 %[115].
- Le Portugal et la France sont les équipes qui ont le plus tiré au but avec 121 tirs. Elles sont suivies de l'Allemagne (108 tirs)[116].
- Le gardien islandais Hannes Halldórsson a réalisé le plus grand nombre d'arrêts avec 27 arrêts. Il est suivi par le Belge Thibaut Courtois et le Portugais Rui Patrício avec chacun 20 arrêts[117].
- Le Français Antoine Griezmann est le meilleur buteur de la compétition avec six buts (dont un pénalty), suivi de l'Espagnol Álvaro Morata, du Gallois Gareth Bale, des Français Olivier Giroud et Dimitri Payet et des Portugais Cristiano Ronaldo et Nani (trois buts)[118].
- Le Belge Eden Hazard et le Gallois Aaron Ramsey sont les meilleurs passeurs de la compétition avec quatre passes décisives, ils sont suivis de Cristiano Ronaldo, auteur de trois passes décisives[118].
- L'Euro 2016 a mis fin a un certain nombre de séries, voire de "malédictions" existantes. En quart de finale, l’Allemagne a mis fin à une série de neuf défaites en grande compétition contre la Squadra Azzurra. Au tour suivant, la France bat la Mannschaft pour la première fois dans un tournoi majeur depuis 58 ans. Enfin, en finale, le Portugal bat la France pour la première fois en compétition officielle, après trois demi-finales perdues (1984, 2000 et 2006). La dernière victoire portugaise face aux Bleus remontait au 26 avril 1975 lors d'un amical[119] au stade olympique de Colombes, remporté sur le score de deux buts à zéro grâce aux réalisations de Nené et Marinho.

Cette édition est l'une des moins fertiles en nombre de buts depuis plusieurs années. Après la phase de poules (36 matchs), la moyenne atteignait 1,94 buts par match. Après les huitièmes, elle remontait à 2 buts par match (88 buts inscrits en 44 matchs). Après les quarts, et grâce notamment à la rencontre France-Islande (5-2) la plus prolifique de la compétition, cette moyenne s'élevait à 2,15 buts par match, toujours inférieure à celles de l'Euro 2012 et du Mondial 2014. Après les demies, la moyenne est à 2,14 buts par match.

### Discipline

#### Bilan par joueur
2 cartons jaunes pour un même joueur dans un même match sont annulés par le carton rouge qui en découle.

### Hommes du match
| 2 fois - Antoine Griezmann - Dimitri Payet - Eden Hazard - Andrés Iniesta - Granit Xhaka - Renato Sanches - Cristiano Ronaldo | 1 fois - Arlind Ajeti - Jérôme Boateng - Julian Draxler - Toni Kroos - Manuel Neuer - Mesut Özil - Eric Dier - Kyle Walker - Axel Witsel - Luka Modrić - Ivan Perišić - Ivan Rakitić | 1 fois (suite) - Olivier Giroud - László Kleinheisler - Robbie Brady - Wes Hoolahan - Gareth McAuley - Kári Árnason - Kolbeinn Sigþórsson - Ragnar Sigurðsson - Leonardo Bonucci - Éder - Emanuele Giaccherini - Gareth Bale | 1 fois (suite) - Joe Allen - Aaron Ramsey - Hal Robson-Kanu - Grzegorz Krychowiak - João Moutinho - Nani - Pepe - Marek Hamšík - Matúš Kozáčik - Xherdan Shaqiri - Yann Sommer - Burak Yılmaz - Rouslan Rotan |

### Meilleur joueur
L'UEFA a désigné le français Antoine Griezmann comme le meilleur joueur de la compétition.

### Joueur clé
L'UEFA a désigné le portugais Cristiano Ronaldo comme joueur clé de la compétition.

### Équipe-type
Le lendemain de la finale, l'UEFA dévoile l'équipe-type de l'Euro 2016.
| Gardiens     | Défenseurs                                           | Milieux                                                           | Attaquants        |
| ------------ | ---------------------------------------------------- | ----------------------------------------------------------------- | ----------------- |
| Rui Patrício | Raphaël Guerreiro Pepe Jérôme Boateng Joshua Kimmich | Toni Kroos Joe Allen Aaron Ramsey Antoine Griezmann Dimitri Payet | Cristiano Ronaldo |

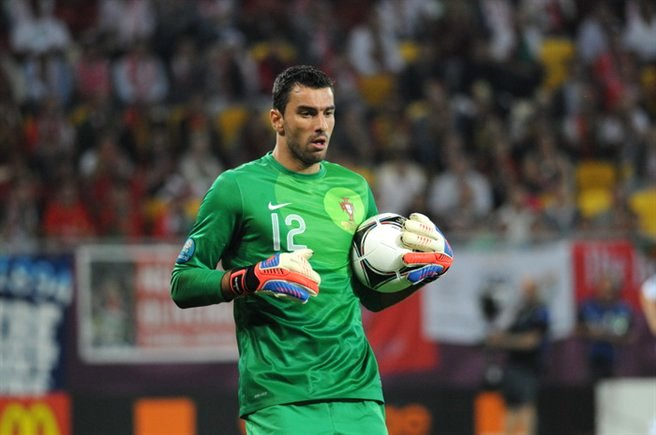
Rui Patrício.
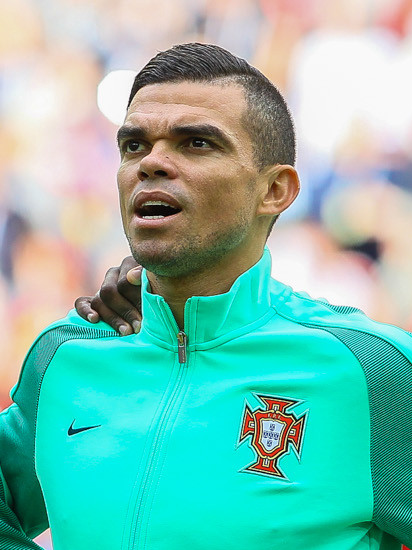
Pepe.
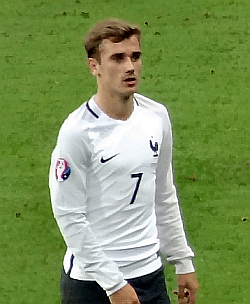
Antoine Griezmann.
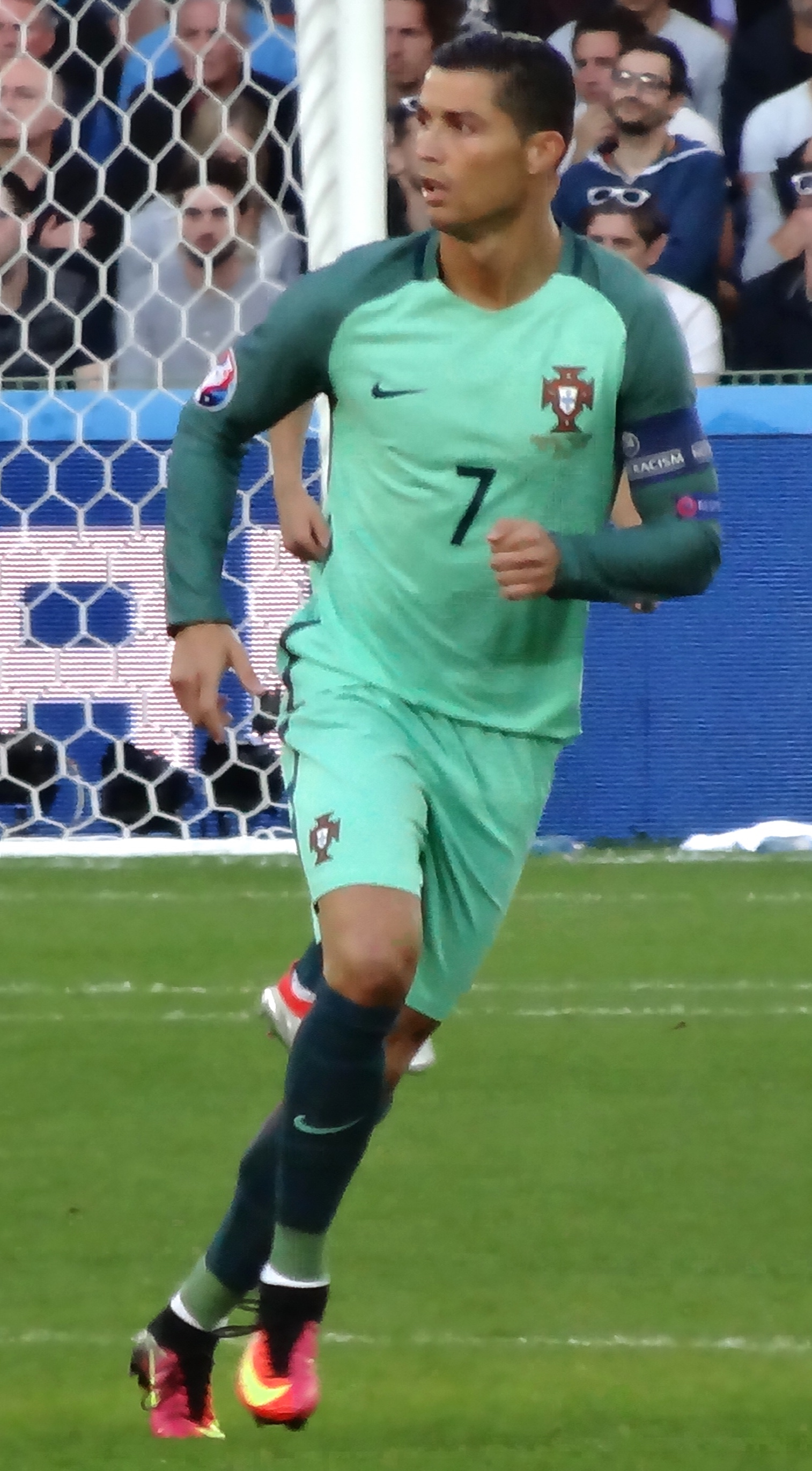
Cristiano Ronaldo.

## Aspects socio-économiques

### Législation et exemptions fiscales
En prévision de l'Euro 2016, la France se dote dès 2014 d'une législation exonérant la société organisatrice de cette manifestation sportive, « Euro 2016 SAS », qui appartient à l'UEFA et à la FFF, de tout impôt sur les bénéfices, cotisations sociales et taxe d’apprentissage, conformément à l'engagement pris par la France dès le dépôt de son dossier de candidature pour l'organisation de cette compétition en 2010,. Cette mesure, prise en raison de la compétition des territoires pour attirer les compétitions majeures, suscite la polémique car elle devrait entraîner, selon les estimations, autour de 200 millions d'euros de manque à gagner pour l'État français.

### Sponsors et médias
Les sponsors de l'événement incluent : Abritel, Adidas, Tourtel, FDJ, McDonald's, Coca-Cola, Carlsberg, Castrol, Continental, Hisense, Hyundai–Kia, SOCAR — cette société est une entreprise pétrolière publique de l'Azerbaïdjan, ce financement crée une polémique compte tenu du régime politique contesté du pays, —, Crédit agricole, SNCF, PROMAN (entreprise d'intérim), Orange, Turkish Airlines, et La Poste. Les diffuseurs officiels en France sont TF1, M6 et beIN Sports. La radio officielle est Radio France via France Info et France Bleu.

### Effets économiques
Selon une étude commandée par l'UEFA, l'Euro 2016 coûtera au total 1,650 milliard d’euros (investissement pour la construction ou la rénovation des stades, sans compter 400 millions pour améliorer l'accès et les transports) pour des retombées évaluées à 1,134 milliard d’euros pour l’activité en France. Ces retombées économiques sont dues au surcroît d'activité généré, hors infrastructures et hors consommation locale : 800 millions de dépenses des 2,5 millions de spectateurs attendus (dont un million d'étrangers de 110 pays différents), avec notamment 600 millions pour l'hébergement, la restauration, le commerce, 200 millions de dépenses sur les « fans zones », et 400 millions pour le montant total des marchés remportés par les entreprises françaises en lien avec l'organisation. Les rentrées fiscales de TVA liées à l'événement sont estimées à 178 millions (TVA de 10 à 20 % sur la consommation additionnelle et de 5,5 % sur la billetterie), ce qui porte les retombées économiques totales à 1,312 milliard d'euros.
Les recettes de la compétition se montent à 1,9 Md€ (elles se répartissent en 1 Md€ de droits TV, 400 M€ de sponsoring, 250 M€ de billetterie, 250 M€ en hospitalités : vente de loges et de prestations à des entreprises, goodies) et reviennent directement à l’UEFA qui estime à 900 millions d'euros les bénéfices attendus.
Le 13 septembre 2012, Kuoni est désigné comme responsable de l'hébergement. Cet accord couvrira les besoins pour les équipes participantes, les officiels de match, les partenaires commerciaux et de diffusion, les journalistes, les fournisseurs et équipes responsables de l'organisation de la phase finale. La société suisse avait déjà assumé ces fonctions pour l'Euro 2008.

### Sécurité et risques d'attentats
À la suite des attentats du 13 novembre 2015 à Paris et Saint-Denis, devant même le stade de France, les risques qui pèsent sur la compétition sont majeurs. Malgré les inquiétudes de Just Fontaine, qui souhaite voir délocalisée la compétition, l'UEFA ne songe aucunement à réattribuer l'organisation de la compétition et maintient sa confiance envers le comité d'organisation français, avec lequel elle se réunit très régulièrement pour aborder les problèmes de sécurité, notamment celui des fans zones, identifié comme préoccupation potentielle majeure lors des 31 jours de l'Euro.
De nombreuses personnalités du monde du football affirment dans les jours suivant les attentats leur soutien au maintien de la compétition en France, comme Vicente del Bosque ou Joachim Löw. Si plusieurs rencontres amicales sont suspendues (Allemagne-Pays-Bas et Belgique-Espagne), avec des menaces terroristes avérées,, les matchs retour des barrages sont maintenus sans incident à noter. Le match amical opposant l'Angleterre et la France a eu lieu sans encombre au stade de Wembley, donnant lieu à un vibrant hommage du public.
Le 25 mai 2016, le ministre de l'Intérieur Bernard Cazeneuve détaille les dispositifs de sécurités qui seront déployés lors du championnat. Au total, 77 000 personnels du ministère de l'Intérieur sont mobilisés : 42 000 policiers (dont 2 000 de la sécurité publique, 5 000 de la police aux frontières, 2 000 membres des Compagnies républicaines de sécurité (CRS), 10 000 de la préfecture de police de Paris), 30 000 gendarmes (dont des membres du GIGN) et 5 200 personnels de la sécurité civile (dont 2 500 sapeurs-pompiers et 300 démineurs). Dans les infrastructures de transport, une partie des militaires de l'opération Sentinelle sera mobilisée. De plus, 13 000 agents de sécurité privée et 1 000 bénévoles des associations de secourisme seront présents. Enfin, le GIGN, le RAID et la BRI seront prêts à intervenir.
Le secrétaire d'état aux sports, Thierry Braillard annonce quelques jours avant le début de la compétition que la diffusion des matchs à la terrasse des cafés et restaurants serait interdite pour des raisons de sécurité.
En juillet 2016, le gouvernement lance son application SAIP, qui permet aux utilisateurs d'être prévenus en cas d'attentat à proximité de l'endroit où ils se trouvent.
Les attaques par drone sont un des dangers qui menacent les stades. En conséquence, tous les stades de l'Euro 2016 sont protégés par un dispositif israélien de repérage et de prise de contrôle de tout drone approchant un stade.
Plusieurs pays en lice (Russie, Croatie, Angleterre, Allemagne...) sont souvent accompagnés de hooligans, si bien que cinq matches sont classés « niveau 3 » sur une échelle de risques de 4 et font l'objet d'un dispositif de sécurité renforcé, notamment au niveau des fan zones et des endroits des villes où les supporteurs sont le plus susceptibles de se rassembler. Malgré ce renforcement, des phénomènes de violences initiés par des mouvements de foule et une alcoolisation excessive se sont déroulés en prélude du match opposant l'Angleterre à la Russie qui a eu lieu le 11 juin au stade Vélodrome de Marseille.
L'inquiétude quant à des risques terroristes est amplifiée lors du double assassinat de Magnanville ; le djihadiste auteur de ces assassinats prophétise en effet que « l'Euro sera un cimetière ».

## Fans zones

### Organisation
Des « fans zones », apparues lors de l'Euro 2008 en Suisse et en Autriche, sont prévues dans chaque ville française accueillant une rencontre du championnat. Il s'agit de grandes places disposant d'écrans géants retransmettant les rencontres en direct, accessibles aux spectateurs munis de billets ou non. Elles sont définies et réglementées par une circulaire du 5 mars 2015 signée par Patrick Kanner, Thierry Braillard et Bernard Cazeneuve qui prevoit notamment des contraintes de contrôle d'entrée (inspection visuelle des sacs et/ou palpation) et de vidéosurveillance.

### Localisation et capacités d'accueil
Les dix sites retenus sont les suivants :
| Fan zone (ville, site)                       | Capacité              | Sécurité               | Ouverture                                                                                                |
| -------------------------------------------- | --------------------- | ---------------------- | --- |
| Lille Parc Matisse                           | 25 000 places         | 200 agents de sécurité | Tous les jours de matches ou de concerts                                                                 |
| Lens Hôtel de ville                          | 7 000 à 10 000 places | 100 agents de sécurité | Les jours de matches à Lens, ou de l'équipe de France et certains matches à enjeu                        |
| Saint-Denis Parc de la Légion d'Honneur      | 10 000 places         | 100 agents de sécurité | Tous les jours (sauf semaine du baccalauréat)                                                            |
| Paris Champ de Mars                          | 92 000 places         | 400 agents de sécurité | Tous les jours de matches ou de concerts                                                                 |
| Lyon Place Bellecour                         | 50 000 places         | 120 agents de sécurité | Tous les jours de matches                                                                                |
| Saint-Étienne Parc François Mitterrand       | 20 000 places         | 100 agents de sécurité | Les jours de matches à Saint-Étienne ou de l'équipe de France                                            |
| Bordeaux Place des Quinconces                | 62 750 places         | 300 agents de sécurité | Tous les jours (sauf le 4 juillet)                                                                       |
| Toulouse Allée Jules Guesdes                 | 11 500 places         | 160 agents de sécurité | Les jours de matches à Toulouse ou de l'équipe de France                                                 |
| Marseille Plages du Prado                    | 80 000 places         | 400 agents de sécurité | Tous les jours de matches                                                                                |
| Nice Théâtre de verdure et Jardin Albert-Ier | 10 000 places         | 120 agents de sécurité | Les jours de matches à Nice ou de l'équipe de France et toutes les rencontres à partir des 1/4 de finale |

### Controverses
Déjà identifiées comme un problème majeur de sécurité de l'Euro, le Conseil national des activités privées de sécurité (CNAPS), dépendant du ministère de l'Intérieur, recommande la suppression des fans zones. Jean-Luc Moudenc, maire de Toulouse, réagit le lendemain dans le même sens, indiquant qu'il « penche pour ne pas en installer », ne disposant pas des moyens nécessaires pour leur sécurisation, alors que Noël Le Graët indique qu'une réunion à ce sujet est prévue le mardi 24 novembre, avec entre autres Bernard Cazeneuve (ministre de l'Intérieur), Patrick Kanner (ministre des Sports) et Alain Juppé (président du club des villes hôtes),.
Fin mai, le Premier ministre Manuel Valls assure que les fans zones seront maintenues, même celle du Champ-de-Mars, au pied de la tour Eiffel à Paris, quand bien même le préfet de police de la ville estime qu'il faudrait qu'elle soit fermée pendant les rencontres se déroulant au Parc des Princes et au Stade de France (ce qui concernerait 12 des 51 matchs de la compétition). La présidente de la région Île-de-France, Valérie Pécresse, a annoncé de son côté être inquiète en ce qui concerne la sécurité du public dans les fans zones et vouloir les interdire au moindre dérapage.

## Troubles à l'ordre public

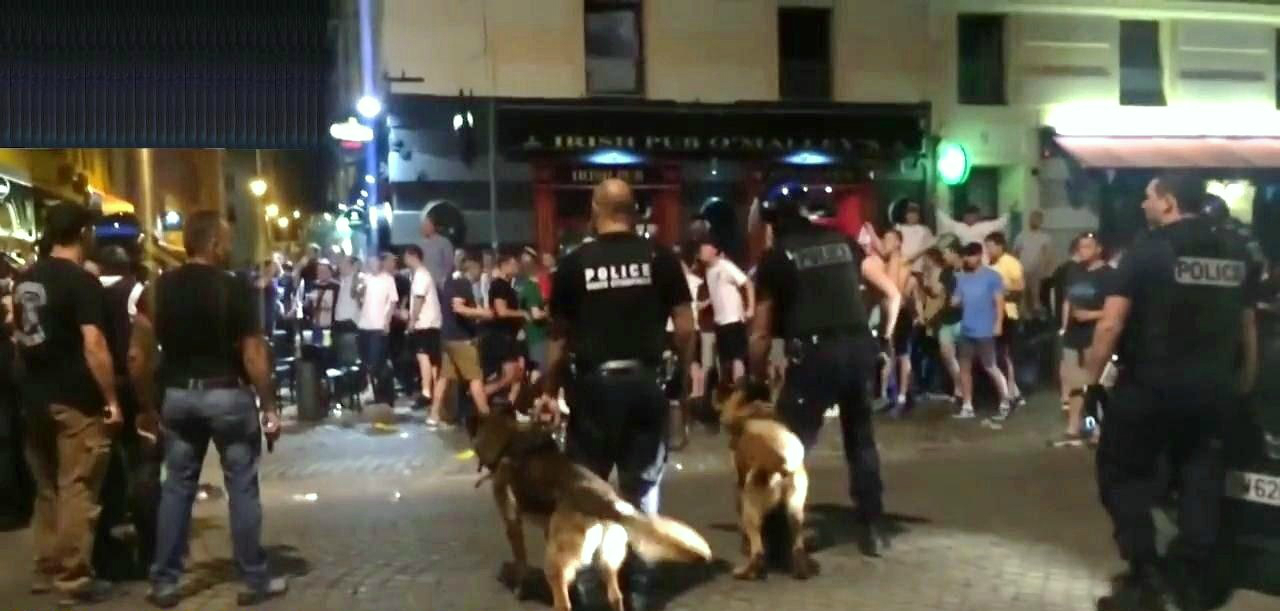
Troubles à l'ordre public à Marseille

Plusieurs actes de trouble à l'ordre public ont été déplorés lors du championnat, que ce soient des actes de hooliganisme, des violences entre fans ou d'autres actes, à la fois sur les sites où les matchs ont eu lieu et dans les villes à proximité,. La violence a commencé immédiatement avant le début du tournoi , et a impliqué des affrontements entre supporters de  plusieurs pays. Certaines de ces émeutes sont venues de gangs listés comme hooligan, qui visent délibérément à provoquer.  Les organisateurs et les responsables gouvernementaux de plusieurs pays ont condamné ces actes et ont recommandé diverses sanctions pouvant aller jusqu'à l'exclusion de l'Euro pour les sélections où leurs fans sont mis en cause et l'interdiction de l'alcool.

### Précautions
En marge de la compétition, les policiers français accueillent au début du mois de juin 180 policiers étrangers, venus des vingt-trois autres pays qualifiés à l'Euro. Le but de ces effectifs est de traquer les hooligans présents sur le sol français, d'alerter les autorités françaises d'un éventuel changement de programme des supporters et d'anticiper d'éventuelles bagarres. Leur nombre est toutefois remis en question après les premiers incidents à Marseille et à Nice.

### Événements

#### Marseille
Dans la nuit du jeudi au vendredi précédant le début de la compétition, les premiers incidents ont lieu à Marseille, le 10 juin lorsque les fans anglais présents lancent quelques projectiles en direction des forces de l'ordre, qui utilise des gaz lacrymogènes pour disperser la foule. Un Français et un Anglais sont placés en garde à vue. Plusieurs bagarres entre supporters sont également à déplorer. Plus tard, six supporters anglais sont arrêtés et accusés d'avoir jeté des bouteilles sur la police. Un fan anglais est hospitalisé, tandis que des dizaines d'autres personnes sont blessées dans les affrontements. Le lendemain en début d'après-midi et à quelques heures du match Angleterre-Russie, alors que les Anglais ont annexé le Cours d'Estienne-d'Orve, une trentaine de Russes débarque et commence à jeter des chaises et autres projectiles sur les fans anglais présents en terrasse. Les forces de l'ordre interviennent à nouveau et un hélicoptère anti-émeutes tourne au-dessus du Vieux-Port et tous les bars ont fermé. Le bilan est désastreux, étant de pas moins de trente blessés dont un entre la vie et la mort après avoir été battu à coup de barre de fer. Peu avant le match, quelques incidents sont vite maîtrisés aux alentours du stade Vélodrome, mais quelques autres incidents ont lieu à l’intérieur même du stade après le coup de sifflet final, quand une centaine de fans russe escaladent une clôture pour attaquer les supporters adverses. Après les incidents, dix-neuf personnes sont arrêtées et déférées au parquet dont douze (Russes, Français, Anglais et Autrichien) sont condamnées à des peines de prison ferme allant jusqu'à trois ans. Plus d'une vingtaine de fans russes sont également expulsés dont Alexandre Chpryguine, président de l’association des supporteurs russes, collaborateur du député Igor Lebedev, membre d'un parti d’extrême droite, qui sera de nouveau arrêté en France au Stadium de Toulouse quelques jours après son expulsion. L'équipe russe est suspendue avec sursis et menacée d'exclusion de la compétition en cas de nouvel incident dans un stade.
Une semaine plus tard au Stade Vélodrome, avant le match entre l'Islande et la Hongrie, les fans hongrois ont tenté d'escalader leurs tribunes pour aller provoquer leurs adversaires avant le coup d'envoi.
De nouveaux troubles ont lieu avant la rencontre Pologne - Ukraine à la fois sur le Vieux-Port et autour du Stade Vélodrome.

#### Lille
Le 12 juin, des hooligans allemands s’en prennent à des supporters ukrainiens sur la Grand-Place de Lille. Des chaises volent, des personnes sont bousculées, mais l’intervention rapide des CRS provoque vite l’accalmie. Une trentaine de supporters se sont notamment jetés des bouteilles en verre et donnés des coups de pied et des coups de poing pendant quelques minutes.
Quelques jours plus tard, une bagarre éclate dans un train entre Calais et Lille, entre supporters anglais et gallois et implique une quinzaine de passagers des deux pays, dans un wagon.
C’est un policier britannique spécialisé, faisant partie de ceux qu’on appelle des « spotters », chargés de repérer les supporteurs fauteurs de troubles, présent à bord du train, qui a pu alerter la police française. L’Angleterre et le Pays-de-Galles seront opposés sur le terrain jeudi à Lens en match de poule, et entre 40 et 50 000 supporters de ces pays y sont attendus. Beaucoup d’entre eux sont arrivés dès ce mercredi à Lens, dans une ambiance bon enfant.
Le 19 juin, quelques heures après le match Russie - Slovaquie, l’ambiance tourne à l’orage. Plusieurs centaines d’Anglais alcoolisés chahutent avec les forces de l’ordre avant d'affronter de nouveau les fans anglais, quelques jours après les affrontements à Marseille, pendant quelques minutes, avant que ces derniers ne soit mis en déroute par des Russes, aidés de hooligans français. Pendant les événements du Vieux-Lille, d’autres groupes d’Anglais se sont reconstitués Grand-Place, et dans le quartier des Arts, obligeant les policiers à intervenir. À minuit, environ 300 Anglais sont à nouveau rassemblés, avec des Français, place de la Gare. Les policiers chargent à plusieurs reprises, avec gaz et grenade lacrymogène. Les supporters répondent avec des bouteilles. trente-sept personnes sont interpellées et on compte 50 blessés légers dont 16 hospitalisations.

#### Nice
Au lendemain des premiers incidents de l'Euro, de nouveaux affrontements ont eu lieu entre des Niçois et des supporters nord-irlandais, faisant sept blessés dont un souffrant d'un traumatisme crânien. Une bagarre éclate après que des Niçois ont provoqué les supporteurs britanniques Cours Saleya avec des échanges de coups et de jets de bouteilles.
Le 17 juin, une dizaine d'ultras espagnols arborant des insignes néo-nazis, et un supporter recherché après l'agression d'un employé de supérette sont interpellés. Les interpellés arboraient des croix gammées et des visages de hauts dignitaires nazis tatoués sur leur corps et sont suspectés de vol avec violences en réunion.

#### Paris
Le 12 juin, des hooligans parisiens s'en prennent à des supporters turcs à proximité du Parc des Princes avant le début du match Turquie-Croatie mais la police intervient rapidement et disperse les individus. Des hooligans s'en prennent également à des supporters croates.
Trois jours plus tard, un bref affrontement entre supporters polonais et allemands se produit au Trocadéro.
En marge de la finale de l'Euro 2016 le 10 juillet, la police a procédé à une cinquantaine d'interpellations, notamment près de la fan zone à Paris, aux abords du Stade de France (pour outrage, dégradations ou encore vente interdite à la sauvette).

#### Lyon
À Lyon, également en marge de la finale, 9 personnes ont été placées en garde à vue pour des « violences, outrages, détention d'artifices ou encore entrave à l'intervention des secours ».

#### Saint-Étienne
Pendant le match République tchèque - Croatie, à Geoffroy Guichard, les supporters croates lancent des fumigènes puis une bombe agricole qui touche un pompier qui tentait de débarrasser la pelouse des fumigènes. S'ensuivent des affrontements dans la tribune entre supporters croates devant un des CRS et des stadiers rapidement dépassés par les événements. Le match est interrompu pendant plusieurs minutes.

#### Toulouse
Le match Russie - Pays de Galles était classé à hauts risques après les incidents intervenus à Marseille. Il y a eu finalement 7 interpellations dont Alexandre Chpryguine, expulsé de France après les incidents lors de Angleterre - Russie.